# Difesa siciliana, variante Svešnikov
La variante Svešnikov, chiamata anche variante Lasker-Pelikan, è un'apertura scacchistica, variante della difesa siciliana, caratterizzata dalle mosse
1.e4(?) c5
2.Cf3 Cc6
3.d4 cxd4
4.Cxd4 Cf6
5.Cc3 e5
È ritenuta una delle più importanti opzioni di gioco nella Siciliana aperta; questa variante si incontra spesso ai massimi livelli, e si possono annoverare diverse partite di giocatori di spicco quali Garry Kasparov, Veselin Topalov, Vladimir Kramnik, Péter Lékó, Sergei Karjakin, Magnus Carlsen, Judit Polgár e molti altri ancora.

## Caratteristiche
La quinta mossa del Nero (5.... e5), è apparentemente anti-posizionale, in quanto spingendo il pedone e la casa d5 viene indebolita, creando un pedone arretrato sulla colonna semi-aperta d, e permettendo al Bianco di installare un prezioso avamposto in d5 (generalmente occupato da un cavallo).
Analisi teoriche accurate e anni di pratica ad altissimo livello hanno però dimostrato che il nero può avvalersi di un compenso basato su un gioco di pezzi attivo, sulla coppia degli alfieri (che nelle varianti principali viene conservata), e di opportunità di controgioco fondate spesso sulla spinta f7-f5. Inoltre, il Bianco deve perdere diversi tempi con il cavallo d4, che è generalmente costretto a portarsi momentaneamente fuori gioco (in a3 via b5) a causa delle minacce dirette operate dai pedoni neri.

## Sviluppi principali
Come ogni variante di apertura, anche la Svešnikov lascia ampie opzioni a entrambi i colori. A seconda delle scelte, la partita può assumere un carattere più posizionale o più tattico.
Il Bianco è costretto a muovere il cavallo: se gioca 6.Cb3 o 6.Cf3 il Nero può rispondere efficacemente con 6...Ab4 (minacciando di infliggere dei pedoni doppiati con Axc3 e favorendo la spinta liberatrice d7-d5); allo stesso modo 6.Cf5 è poco soddisfacente, poiché il seguito 6....d5 7.exd5 Axf5 8.dxc6 bxc6 garantisce al Nero un buon gioco.

### 6.Cdb5
|   | a | b | c | d | e | f | g | h |   |
| 8 | a8 torre del nero · c8 alfiere del nero · d8 donna del nero · e8 re del nero · f8 alfiere del nero · h8 torre del nero · a7 pedone del nero · b7 pedone del nero · d7 pedone del nero · f7 pedone del nero · g7 pedone del nero · h7 pedone del nero · c6 cavallo del nero · f6 cavallo del nero · b5 cavallo del bianco · e5 pedone del nero · e4 pedone del bianco · c3 cavallo del bianco · a2 pedone del bianco · b2 pedone del bianco · c2 pedone del bianco · f2 pedone del bianco · g2 pedone del bianco · h2 pedone del bianco · a1 torre del bianco · c1 alfiere del bianco · d1 donna del bianco · e1 re del bianco · f1 alfiere del bianco · h1 torre del bianco | a8 torre del nero · c8 alfiere del nero · d8 donna del nero · e8 re del nero · f8 alfiere del nero · h8 torre del nero · a7 pedone del nero · b7 pedone del nero · d7 pedone del nero · f7 pedone del nero · g7 pedone del nero · h7 pedone del nero · c6 cavallo del nero · f6 cavallo del nero · b5 cavallo del bianco · e5 pedone del nero · e4 pedone del bianco · c3 cavallo del bianco · a2 pedone del bianco · b2 pedone del bianco · c2 pedone del bianco · f2 pedone del bianco · g2 pedone del bianco · h2 pedone del bianco · a1 torre del bianco · c1 alfiere del bianco · d1 donna del bianco · e1 re del bianco · f1 alfiere del bianco · h1 torre del bianco | a8 torre del nero · c8 alfiere del nero · d8 donna del nero · e8 re del nero · f8 alfiere del nero · h8 torre del nero · a7 pedone del nero · b7 pedone del nero · d7 pedone del nero · f7 pedone del nero · g7 pedone del nero · h7 pedone del nero · c6 cavallo del nero · f6 cavallo del nero · b5 cavallo del bianco · e5 pedone del nero · e4 pedone del bianco · c3 cavallo del bianco · a2 pedone del bianco · b2 pedone del bianco · c2 pedone del bianco · f2 pedone del bianco · g2 pedone del bianco · h2 pedone del bianco · a1 torre del bianco · c1 alfiere del bianco · d1 donna del bianco · e1 re del bianco · f1 alfiere del bianco · h1 torre del bianco | a8 torre del nero · c8 alfiere del nero · d8 donna del nero · e8 re del nero · f8 alfiere del nero · h8 torre del nero · a7 pedone del nero · b7 pedone del nero · d7 pedone del nero · f7 pedone del nero · g7 pedone del nero · h7 pedone del nero · c6 cavallo del nero · f6 cavallo del nero · b5 cavallo del bianco · e5 pedone del nero · e4 pedone del bianco · c3 cavallo del bianco · a2 pedone del bianco · b2 pedone del bianco · c2 pedone del bianco · f2 pedone del bianco · g2 pedone del bianco · h2 pedone del bianco · a1 torre del bianco · c1 alfiere del bianco · d1 donna del bianco · e1 re del bianco · f1 alfiere del bianco · h1 torre del bianco | a8 torre del nero · c8 alfiere del nero · d8 donna del nero · e8 re del nero · f8 alfiere del nero · h8 torre del nero · a7 pedone del nero · b7 pedone del nero · d7 pedone del nero · f7 pedone del nero · g7 pedone del nero · h7 pedone del nero · c6 cavallo del nero · f6 cavallo del nero · b5 cavallo del bianco · e5 pedone del nero · e4 pedone del bianco · c3 cavallo del bianco · a2 pedone del bianco · b2 pedone del bianco · c2 pedone del bianco · f2 pedone del bianco · g2 pedone del bianco · h2 pedone del bianco · a1 torre del bianco · c1 alfiere del bianco · d1 donna del bianco · e1 re del bianco · f1 alfiere del bianco · h1 torre del bianco | a8 torre del nero · c8 alfiere del nero · d8 donna del nero · e8 re del nero · f8 alfiere del nero · h8 torre del nero · a7 pedone del nero · b7 pedone del nero · d7 pedone del nero · f7 pedone del nero · g7 pedone del nero · h7 pedone del nero · c6 cavallo del nero · f6 cavallo del nero · b5 cavallo del bianco · e5 pedone del nero · e4 pedone del bianco · c3 cavallo del bianco · a2 pedone del bianco · b2 pedone del bianco · c2 pedone del bianco · f2 pedone del bianco · g2 pedone del bianco · h2 pedone del bianco · a1 torre del bianco · c1 alfiere del bianco · d1 donna del bianco · e1 re del bianco · f1 alfiere del bianco · h1 torre del bianco | a8 torre del nero · c8 alfiere del nero · d8 donna del nero · e8 re del nero · f8 alfiere del nero · h8 torre del nero · a7 pedone del nero · b7 pedone del nero · d7 pedone del nero · f7 pedone del nero · g7 pedone del nero · h7 pedone del nero · c6 cavallo del nero · f6 cavallo del nero · b5 cavallo del bianco · e5 pedone del nero · e4 pedone del bianco · c3 cavallo del bianco · a2 pedone del bianco · b2 pedone del bianco · c2 pedone del bianco · f2 pedone del bianco · g2 pedone del bianco · h2 pedone del bianco · a1 torre del bianco · c1 alfiere del bianco · d1 donna del bianco · e1 re del bianco · f1 alfiere del bianco · h1 torre del bianco | a8 torre del nero · c8 alfiere del nero · d8 donna del nero · e8 re del nero · f8 alfiere del nero · h8 torre del nero · a7 pedone del nero · b7 pedone del nero · d7 pedone del nero · f7 pedone del nero · g7 pedone del nero · h7 pedone del nero · c6 cavallo del nero · f6 cavallo del nero · b5 cavallo del bianco · e5 pedone del nero · e4 pedone del bianco · c3 cavallo del bianco · a2 pedone del bianco · b2 pedone del bianco · c2 pedone del bianco · f2 pedone del bianco · g2 pedone del bianco · h2 pedone del bianco · a1 torre del bianco · c1 alfiere del bianco · d1 donna del bianco · e1 re del bianco · f1 alfiere del bianco · h1 torre del bianco | 8 |
| 7 | a8 torre del nero · c8 alfiere del nero · d8 donna del nero · e8 re del nero · f8 alfiere del nero · h8 torre del nero · a7 pedone del nero · b7 pedone del nero · d7 pedone del nero · f7 pedone del nero · g7 pedone del nero · h7 pedone del nero · c6 cavallo del nero · f6 cavallo del nero · b5 cavallo del bianco · e5 pedone del nero · e4 pedone del bianco · c3 cavallo del bianco · a2 pedone del bianco · b2 pedone del bianco · c2 pedone del bianco · f2 pedone del bianco · g2 pedone del bianco · h2 pedone del bianco · a1 torre del bianco · c1 alfiere del bianco · d1 donna del bianco · e1 re del bianco · f1 alfiere del bianco · h1 torre del bianco | a8 torre del nero · c8 alfiere del nero · d8 donna del nero · e8 re del nero · f8 alfiere del nero · h8 torre del nero · a7 pedone del nero · b7 pedone del nero · d7 pedone del nero · f7 pedone del nero · g7 pedone del nero · h7 pedone del nero · c6 cavallo del nero · f6 cavallo del nero · b5 cavallo del bianco · e5 pedone del nero · e4 pedone del bianco · c3 cavallo del bianco · a2 pedone del bianco · b2 pedone del bianco · c2 pedone del bianco · f2 pedone del bianco · g2 pedone del bianco · h2 pedone del bianco · a1 torre del bianco · c1 alfiere del bianco · d1 donna del bianco · e1 re del bianco · f1 alfiere del bianco · h1 torre del bianco | a8 torre del nero · c8 alfiere del nero · d8 donna del nero · e8 re del nero · f8 alfiere del nero · h8 torre del nero · a7 pedone del nero · b7 pedone del nero · d7 pedone del nero · f7 pedone del nero · g7 pedone del nero · h7 pedone del nero · c6 cavallo del nero · f6 cavallo del nero · b5 cavallo del bianco · e5 pedone del nero · e4 pedone del bianco · c3 cavallo del bianco · a2 pedone del bianco · b2 pedone del bianco · c2 pedone del bianco · f2 pedone del bianco · g2 pedone del bianco · h2 pedone del bianco · a1 torre del bianco · c1 alfiere del bianco · d1 donna del bianco · e1 re del bianco · f1 alfiere del bianco · h1 torre del bianco | a8 torre del nero · c8 alfiere del nero · d8 donna del nero · e8 re del nero · f8 alfiere del nero · h8 torre del nero · a7 pedone del nero · b7 pedone del nero · d7 pedone del nero · f7 pedone del nero · g7 pedone del nero · h7 pedone del nero · c6 cavallo del nero · f6 cavallo del nero · b5 cavallo del bianco · e5 pedone del nero · e4 pedone del bianco · c3 cavallo del bianco · a2 pedone del bianco · b2 pedone del bianco · c2 pedone del bianco · f2 pedone del bianco · g2 pedone del bianco · h2 pedone del bianco · a1 torre del bianco · c1 alfiere del bianco · d1 donna del bianco · e1 re del bianco · f1 alfiere del bianco · h1 torre del bianco | a8 torre del nero · c8 alfiere del nero · d8 donna del nero · e8 re del nero · f8 alfiere del nero · h8 torre del nero · a7 pedone del nero · b7 pedone del nero · d7 pedone del nero · f7 pedone del nero · g7 pedone del nero · h7 pedone del nero · c6 cavallo del nero · f6 cavallo del nero · b5 cavallo del bianco · e5 pedone del nero · e4 pedone del bianco · c3 cavallo del bianco · a2 pedone del bianco · b2 pedone del bianco · c2 pedone del bianco · f2 pedone del bianco · g2 pedone del bianco · h2 pedone del bianco · a1 torre del bianco · c1 alfiere del bianco · d1 donna del bianco · e1 re del bianco · f1 alfiere del bianco · h1 torre del bianco | a8 torre del nero · c8 alfiere del nero · d8 donna del nero · e8 re del nero · f8 alfiere del nero · h8 torre del nero · a7 pedone del nero · b7 pedone del nero · d7 pedone del nero · f7 pedone del nero · g7 pedone del nero · h7 pedone del nero · c6 cavallo del nero · f6 cavallo del nero · b5 cavallo del bianco · e5 pedone del nero · e4 pedone del bianco · c3 cavallo del bianco · a2 pedone del bianco · b2 pedone del bianco · c2 pedone del bianco · f2 pedone del bianco · g2 pedone del bianco · h2 pedone del bianco · a1 torre del bianco · c1 alfiere del bianco · d1 donna del bianco · e1 re del bianco · f1 alfiere del bianco · h1 torre del bianco | a8 torre del nero · c8 alfiere del nero · d8 donna del nero · e8 re del nero · f8 alfiere del nero · h8 torre del nero · a7 pedone del nero · b7 pedone del nero · d7 pedone del nero · f7 pedone del nero · g7 pedone del nero · h7 pedone del nero · c6 cavallo del nero · f6 cavallo del nero · b5 cavallo del bianco · e5 pedone del nero · e4 pedone del bianco · c3 cavallo del bianco · a2 pedone del bianco · b2 pedone del bianco · c2 pedone del bianco · f2 pedone del bianco · g2 pedone del bianco · h2 pedone del bianco · a1 torre del bianco · c1 alfiere del bianco · d1 donna del bianco · e1 re del bianco · f1 alfiere del bianco · h1 torre del bianco | a8 torre del nero · c8 alfiere del nero · d8 donna del nero · e8 re del nero · f8 alfiere del nero · h8 torre del nero · a7 pedone del nero · b7 pedone del nero · d7 pedone del nero · f7 pedone del nero · g7 pedone del nero · h7 pedone del nero · c6 cavallo del nero · f6 cavallo del nero · b5 cavallo del bianco · e5 pedone del nero · e4 pedone del bianco · c3 cavallo del bianco · a2 pedone del bianco · b2 pedone del bianco · c2 pedone del bianco · f2 pedone del bianco · g2 pedone del bianco · h2 pedone del bianco · a1 torre del bianco · c1 alfiere del bianco · d1 donna del bianco · e1 re del bianco · f1 alfiere del bianco · h1 torre del bianco | 7 |
| 6 | a8 torre del nero · c8 alfiere del nero · d8 donna del nero · e8 re del nero · f8 alfiere del nero · h8 torre del nero · a7 pedone del nero · b7 pedone del nero · d7 pedone del nero · f7 pedone del nero · g7 pedone del nero · h7 pedone del nero · c6 cavallo del nero · f6 cavallo del nero · b5 cavallo del bianco · e5 pedone del nero · e4 pedone del bianco · c3 cavallo del bianco · a2 pedone del bianco · b2 pedone del bianco · c2 pedone del bianco · f2 pedone del bianco · g2 pedone del bianco · h2 pedone del bianco · a1 torre del bianco · c1 alfiere del bianco · d1 donna del bianco · e1 re del bianco · f1 alfiere del bianco · h1 torre del bianco | a8 torre del nero · c8 alfiere del nero · d8 donna del nero · e8 re del nero · f8 alfiere del nero · h8 torre del nero · a7 pedone del nero · b7 pedone del nero · d7 pedone del nero · f7 pedone del nero · g7 pedone del nero · h7 pedone del nero · c6 cavallo del nero · f6 cavallo del nero · b5 cavallo del bianco · e5 pedone del nero · e4 pedone del bianco · c3 cavallo del bianco · a2 pedone del bianco · b2 pedone del bianco · c2 pedone del bianco · f2 pedone del bianco · g2 pedone del bianco · h2 pedone del bianco · a1 torre del bianco · c1 alfiere del bianco · d1 donna del bianco · e1 re del bianco · f1 alfiere del bianco · h1 torre del bianco | a8 torre del nero · c8 alfiere del nero · d8 donna del nero · e8 re del nero · f8 alfiere del nero · h8 torre del nero · a7 pedone del nero · b7 pedone del nero · d7 pedone del nero · f7 pedone del nero · g7 pedone del nero · h7 pedone del nero · c6 cavallo del nero · f6 cavallo del nero · b5 cavallo del bianco · e5 pedone del nero · e4 pedone del bianco · c3 cavallo del bianco · a2 pedone del bianco · b2 pedone del bianco · c2 pedone del bianco · f2 pedone del bianco · g2 pedone del bianco · h2 pedone del bianco · a1 torre del bianco · c1 alfiere del bianco · d1 donna del bianco · e1 re del bianco · f1 alfiere del bianco · h1 torre del bianco | a8 torre del nero · c8 alfiere del nero · d8 donna del nero · e8 re del nero · f8 alfiere del nero · h8 torre del nero · a7 pedone del nero · b7 pedone del nero · d7 pedone del nero · f7 pedone del nero · g7 pedone del nero · h7 pedone del nero · c6 cavallo del nero · f6 cavallo del nero · b5 cavallo del bianco · e5 pedone del nero · e4 pedone del bianco · c3 cavallo del bianco · a2 pedone del bianco · b2 pedone del bianco · c2 pedone del bianco · f2 pedone del bianco · g2 pedone del bianco · h2 pedone del bianco · a1 torre del bianco · c1 alfiere del bianco · d1 donna del bianco · e1 re del bianco · f1 alfiere del bianco · h1 torre del bianco | a8 torre del nero · c8 alfiere del nero · d8 donna del nero · e8 re del nero · f8 alfiere del nero · h8 torre del nero · a7 pedone del nero · b7 pedone del nero · d7 pedone del nero · f7 pedone del nero · g7 pedone del nero · h7 pedone del nero · c6 cavallo del nero · f6 cavallo del nero · b5 cavallo del bianco · e5 pedone del nero · e4 pedone del bianco · c3 cavallo del bianco · a2 pedone del bianco · b2 pedone del bianco · c2 pedone del bianco · f2 pedone del bianco · g2 pedone del bianco · h2 pedone del bianco · a1 torre del bianco · c1 alfiere del bianco · d1 donna del bianco · e1 re del bianco · f1 alfiere del bianco · h1 torre del bianco | a8 torre del nero · c8 alfiere del nero · d8 donna del nero · e8 re del nero · f8 alfiere del nero · h8 torre del nero · a7 pedone del nero · b7 pedone del nero · d7 pedone del nero · f7 pedone del nero · g7 pedone del nero · h7 pedone del nero · c6 cavallo del nero · f6 cavallo del nero · b5 cavallo del bianco · e5 pedone del nero · e4 pedone del bianco · c3 cavallo del bianco · a2 pedone del bianco · b2 pedone del bianco · c2 pedone del bianco · f2 pedone del bianco · g2 pedone del bianco · h2 pedone del bianco · a1 torre del bianco · c1 alfiere del bianco · d1 donna del bianco · e1 re del bianco · f1 alfiere del bianco · h1 torre del bianco | a8 torre del nero · c8 alfiere del nero · d8 donna del nero · e8 re del nero · f8 alfiere del nero · h8 torre del nero · a7 pedone del nero · b7 pedone del nero · d7 pedone del nero · f7 pedone del nero · g7 pedone del nero · h7 pedone del nero · c6 cavallo del nero · f6 cavallo del nero · b5 cavallo del bianco · e5 pedone del nero · e4 pedone del bianco · c3 cavallo del bianco · a2 pedone del bianco · b2 pedone del bianco · c2 pedone del bianco · f2 pedone del bianco · g2 pedone del bianco · h2 pedone del bianco · a1 torre del bianco · c1 alfiere del bianco · d1 donna del bianco · e1 re del bianco · f1 alfiere del bianco · h1 torre del bianco | a8 torre del nero · c8 alfiere del nero · d8 donna del nero · e8 re del nero · f8 alfiere del nero · h8 torre del nero · a7 pedone del nero · b7 pedone del nero · d7 pedone del nero · f7 pedone del nero · g7 pedone del nero · h7 pedone del nero · c6 cavallo del nero · f6 cavallo del nero · b5 cavallo del bianco · e5 pedone del nero · e4 pedone del bianco · c3 cavallo del bianco · a2 pedone del bianco · b2 pedone del bianco · c2 pedone del bianco · f2 pedone del bianco · g2 pedone del bianco · h2 pedone del bianco · a1 torre del bianco · c1 alfiere del bianco · d1 donna del bianco · e1 re del bianco · f1 alfiere del bianco · h1 torre del bianco | 6 |
| 5 | a8 torre del nero · c8 alfiere del nero · d8 donna del nero · e8 re del nero · f8 alfiere del nero · h8 torre del nero · a7 pedone del nero · b7 pedone del nero · d7 pedone del nero · f7 pedone del nero · g7 pedone del nero · h7 pedone del nero · c6 cavallo del nero · f6 cavallo del nero · b5 cavallo del bianco · e5 pedone del nero · e4 pedone del bianco · c3 cavallo del bianco · a2 pedone del bianco · b2 pedone del bianco · c2 pedone del bianco · f2 pedone del bianco · g2 pedone del bianco · h2 pedone del bianco · a1 torre del bianco · c1 alfiere del bianco · d1 donna del bianco · e1 re del bianco · f1 alfiere del bianco · h1 torre del bianco | a8 torre del nero · c8 alfiere del nero · d8 donna del nero · e8 re del nero · f8 alfiere del nero · h8 torre del nero · a7 pedone del nero · b7 pedone del nero · d7 pedone del nero · f7 pedone del nero · g7 pedone del nero · h7 pedone del nero · c6 cavallo del nero · f6 cavallo del nero · b5 cavallo del bianco · e5 pedone del nero · e4 pedone del bianco · c3 cavallo del bianco · a2 pedone del bianco · b2 pedone del bianco · c2 pedone del bianco · f2 pedone del bianco · g2 pedone del bianco · h2 pedone del bianco · a1 torre del bianco · c1 alfiere del bianco · d1 donna del bianco · e1 re del bianco · f1 alfiere del bianco · h1 torre del bianco | a8 torre del nero · c8 alfiere del nero · d8 donna del nero · e8 re del nero · f8 alfiere del nero · h8 torre del nero · a7 pedone del nero · b7 pedone del nero · d7 pedone del nero · f7 pedone del nero · g7 pedone del nero · h7 pedone del nero · c6 cavallo del nero · f6 cavallo del nero · b5 cavallo del bianco · e5 pedone del nero · e4 pedone del bianco · c3 cavallo del bianco · a2 pedone del bianco · b2 pedone del bianco · c2 pedone del bianco · f2 pedone del bianco · g2 pedone del bianco · h2 pedone del bianco · a1 torre del bianco · c1 alfiere del bianco · d1 donna del bianco · e1 re del bianco · f1 alfiere del bianco · h1 torre del bianco | a8 torre del nero · c8 alfiere del nero · d8 donna del nero · e8 re del nero · f8 alfiere del nero · h8 torre del nero · a7 pedone del nero · b7 pedone del nero · d7 pedone del nero · f7 pedone del nero · g7 pedone del nero · h7 pedone del nero · c6 cavallo del nero · f6 cavallo del nero · b5 cavallo del bianco · e5 pedone del nero · e4 pedone del bianco · c3 cavallo del bianco · a2 pedone del bianco · b2 pedone del bianco · c2 pedone del bianco · f2 pedone del bianco · g2 pedone del bianco · h2 pedone del bianco · a1 torre del bianco · c1 alfiere del bianco · d1 donna del bianco · e1 re del bianco · f1 alfiere del bianco · h1 torre del bianco | a8 torre del nero · c8 alfiere del nero · d8 donna del nero · e8 re del nero · f8 alfiere del nero · h8 torre del nero · a7 pedone del nero · b7 pedone del nero · d7 pedone del nero · f7 pedone del nero · g7 pedone del nero · h7 pedone del nero · c6 cavallo del nero · f6 cavallo del nero · b5 cavallo del bianco · e5 pedone del nero · e4 pedone del bianco · c3 cavallo del bianco · a2 pedone del bianco · b2 pedone del bianco · c2 pedone del bianco · f2 pedone del bianco · g2 pedone del bianco · h2 pedone del bianco · a1 torre del bianco · c1 alfiere del bianco · d1 donna del bianco · e1 re del bianco · f1 alfiere del bianco · h1 torre del bianco | a8 torre del nero · c8 alfiere del nero · d8 donna del nero · e8 re del nero · f8 alfiere del nero · h8 torre del nero · a7 pedone del nero · b7 pedone del nero · d7 pedone del nero · f7 pedone del nero · g7 pedone del nero · h7 pedone del nero · c6 cavallo del nero · f6 cavallo del nero · b5 cavallo del bianco · e5 pedone del nero · e4 pedone del bianco · c3 cavallo del bianco · a2 pedone del bianco · b2 pedone del bianco · c2 pedone del bianco · f2 pedone del bianco · g2 pedone del bianco · h2 pedone del bianco · a1 torre del bianco · c1 alfiere del bianco · d1 donna del bianco · e1 re del bianco · f1 alfiere del bianco · h1 torre del bianco | a8 torre del nero · c8 alfiere del nero · d8 donna del nero · e8 re del nero · f8 alfiere del nero · h8 torre del nero · a7 pedone del nero · b7 pedone del nero · d7 pedone del nero · f7 pedone del nero · g7 pedone del nero · h7 pedone del nero · c6 cavallo del nero · f6 cavallo del nero · b5 cavallo del bianco · e5 pedone del nero · e4 pedone del bianco · c3 cavallo del bianco · a2 pedone del bianco · b2 pedone del bianco · c2 pedone del bianco · f2 pedone del bianco · g2 pedone del bianco · h2 pedone del bianco · a1 torre del bianco · c1 alfiere del bianco · d1 donna del bianco · e1 re del bianco · f1 alfiere del bianco · h1 torre del bianco | a8 torre del nero · c8 alfiere del nero · d8 donna del nero · e8 re del nero · f8 alfiere del nero · h8 torre del nero · a7 pedone del nero · b7 pedone del nero · d7 pedone del nero · f7 pedone del nero · g7 pedone del nero · h7 pedone del nero · c6 cavallo del nero · f6 cavallo del nero · b5 cavallo del bianco · e5 pedone del nero · e4 pedone del bianco · c3 cavallo del bianco · a2 pedone del bianco · b2 pedone del bianco · c2 pedone del bianco · f2 pedone del bianco · g2 pedone del bianco · h2 pedone del bianco · a1 torre del bianco · c1 alfiere del bianco · d1 donna del bianco · e1 re del bianco · f1 alfiere del bianco · h1 torre del bianco | 5 |
| 4 | a8 torre del nero · c8 alfiere del nero · d8 donna del nero · e8 re del nero · f8 alfiere del nero · h8 torre del nero · a7 pedone del nero · b7 pedone del nero · d7 pedone del nero · f7 pedone del nero · g7 pedone del nero · h7 pedone del nero · c6 cavallo del nero · f6 cavallo del nero · b5 cavallo del bianco · e5 pedone del nero · e4 pedone del bianco · c3 cavallo del bianco · a2 pedone del bianco · b2 pedone del bianco · c2 pedone del bianco · f2 pedone del bianco · g2 pedone del bianco · h2 pedone del bianco · a1 torre del bianco · c1 alfiere del bianco · d1 donna del bianco · e1 re del bianco · f1 alfiere del bianco · h1 torre del bianco | a8 torre del nero · c8 alfiere del nero · d8 donna del nero · e8 re del nero · f8 alfiere del nero · h8 torre del nero · a7 pedone del nero · b7 pedone del nero · d7 pedone del nero · f7 pedone del nero · g7 pedone del nero · h7 pedone del nero · c6 cavallo del nero · f6 cavallo del nero · b5 cavallo del bianco · e5 pedone del nero · e4 pedone del bianco · c3 cavallo del bianco · a2 pedone del bianco · b2 pedone del bianco · c2 pedone del bianco · f2 pedone del bianco · g2 pedone del bianco · h2 pedone del bianco · a1 torre del bianco · c1 alfiere del bianco · d1 donna del bianco · e1 re del bianco · f1 alfiere del bianco · h1 torre del bianco | a8 torre del nero · c8 alfiere del nero · d8 donna del nero · e8 re del nero · f8 alfiere del nero · h8 torre del nero · a7 pedone del nero · b7 pedone del nero · d7 pedone del nero · f7 pedone del nero · g7 pedone del nero · h7 pedone del nero · c6 cavallo del nero · f6 cavallo del nero · b5 cavallo del bianco · e5 pedone del nero · e4 pedone del bianco · c3 cavallo del bianco · a2 pedone del bianco · b2 pedone del bianco · c2 pedone del bianco · f2 pedone del bianco · g2 pedone del bianco · h2 pedone del bianco · a1 torre del bianco · c1 alfiere del bianco · d1 donna del bianco · e1 re del bianco · f1 alfiere del bianco · h1 torre del bianco | a8 torre del nero · c8 alfiere del nero · d8 donna del nero · e8 re del nero · f8 alfiere del nero · h8 torre del nero · a7 pedone del nero · b7 pedone del nero · d7 pedone del nero · f7 pedone del nero · g7 pedone del nero · h7 pedone del nero · c6 cavallo del nero · f6 cavallo del nero · b5 cavallo del bianco · e5 pedone del nero · e4 pedone del bianco · c3 cavallo del bianco · a2 pedone del bianco · b2 pedone del bianco · c2 pedone del bianco · f2 pedone del bianco · g2 pedone del bianco · h2 pedone del bianco · a1 torre del bianco · c1 alfiere del bianco · d1 donna del bianco · e1 re del bianco · f1 alfiere del bianco · h1 torre del bianco | a8 torre del nero · c8 alfiere del nero · d8 donna del nero · e8 re del nero · f8 alfiere del nero · h8 torre del nero · a7 pedone del nero · b7 pedone del nero · d7 pedone del nero · f7 pedone del nero · g7 pedone del nero · h7 pedone del nero · c6 cavallo del nero · f6 cavallo del nero · b5 cavallo del bianco · e5 pedone del nero · e4 pedone del bianco · c3 cavallo del bianco · a2 pedone del bianco · b2 pedone del bianco · c2 pedone del bianco · f2 pedone del bianco · g2 pedone del bianco · h2 pedone del bianco · a1 torre del bianco · c1 alfiere del bianco · d1 donna del bianco · e1 re del bianco · f1 alfiere del bianco · h1 torre del bianco | a8 torre del nero · c8 alfiere del nero · d8 donna del nero · e8 re del nero · f8 alfiere del nero · h8 torre del nero · a7 pedone del nero · b7 pedone del nero · d7 pedone del nero · f7 pedone del nero · g7 pedone del nero · h7 pedone del nero · c6 cavallo del nero · f6 cavallo del nero · b5 cavallo del bianco · e5 pedone del nero · e4 pedone del bianco · c3 cavallo del bianco · a2 pedone del bianco · b2 pedone del bianco · c2 pedone del bianco · f2 pedone del bianco · g2 pedone del bianco · h2 pedone del bianco · a1 torre del bianco · c1 alfiere del bianco · d1 donna del bianco · e1 re del bianco · f1 alfiere del bianco · h1 torre del bianco | a8 torre del nero · c8 alfiere del nero · d8 donna del nero · e8 re del nero · f8 alfiere del nero · h8 torre del nero · a7 pedone del nero · b7 pedone del nero · d7 pedone del nero · f7 pedone del nero · g7 pedone del nero · h7 pedone del nero · c6 cavallo del nero · f6 cavallo del nero · b5 cavallo del bianco · e5 pedone del nero · e4 pedone del bianco · c3 cavallo del bianco · a2 pedone del bianco · b2 pedone del bianco · c2 pedone del bianco · f2 pedone del bianco · g2 pedone del bianco · h2 pedone del bianco · a1 torre del bianco · c1 alfiere del bianco · d1 donna del bianco · e1 re del bianco · f1 alfiere del bianco · h1 torre del bianco | a8 torre del nero · c8 alfiere del nero · d8 donna del nero · e8 re del nero · f8 alfiere del nero · h8 torre del nero · a7 pedone del nero · b7 pedone del nero · d7 pedone del nero · f7 pedone del nero · g7 pedone del nero · h7 pedone del nero · c6 cavallo del nero · f6 cavallo del nero · b5 cavallo del bianco · e5 pedone del nero · e4 pedone del bianco · c3 cavallo del bianco · a2 pedone del bianco · b2 pedone del bianco · c2 pedone del bianco · f2 pedone del bianco · g2 pedone del bianco · h2 pedone del bianco · a1 torre del bianco · c1 alfiere del bianco · d1 donna del bianco · e1 re del bianco · f1 alfiere del bianco · h1 torre del bianco | 4 |
| 3 | a8 torre del nero · c8 alfiere del nero · d8 donna del nero · e8 re del nero · f8 alfiere del nero · h8 torre del nero · a7 pedone del nero · b7 pedone del nero · d7 pedone del nero · f7 pedone del nero · g7 pedone del nero · h7 pedone del nero · c6 cavallo del nero · f6 cavallo del nero · b5 cavallo del bianco · e5 pedone del nero · e4 pedone del bianco · c3 cavallo del bianco · a2 pedone del bianco · b2 pedone del bianco · c2 pedone del bianco · f2 pedone del bianco · g2 pedone del bianco · h2 pedone del bianco · a1 torre del bianco · c1 alfiere del bianco · d1 donna del bianco · e1 re del bianco · f1 alfiere del bianco · h1 torre del bianco | a8 torre del nero · c8 alfiere del nero · d8 donna del nero · e8 re del nero · f8 alfiere del nero · h8 torre del nero · a7 pedone del nero · b7 pedone del nero · d7 pedone del nero · f7 pedone del nero · g7 pedone del nero · h7 pedone del nero · c6 cavallo del nero · f6 cavallo del nero · b5 cavallo del bianco · e5 pedone del nero · e4 pedone del bianco · c3 cavallo del bianco · a2 pedone del bianco · b2 pedone del bianco · c2 pedone del bianco · f2 pedone del bianco · g2 pedone del bianco · h2 pedone del bianco · a1 torre del bianco · c1 alfiere del bianco · d1 donna del bianco · e1 re del bianco · f1 alfiere del bianco · h1 torre del bianco | a8 torre del nero · c8 alfiere del nero · d8 donna del nero · e8 re del nero · f8 alfiere del nero · h8 torre del nero · a7 pedone del nero · b7 pedone del nero · d7 pedone del nero · f7 pedone del nero · g7 pedone del nero · h7 pedone del nero · c6 cavallo del nero · f6 cavallo del nero · b5 cavallo del bianco · e5 pedone del nero · e4 pedone del bianco · c3 cavallo del bianco · a2 pedone del bianco · b2 pedone del bianco · c2 pedone del bianco · f2 pedone del bianco · g2 pedone del bianco · h2 pedone del bianco · a1 torre del bianco · c1 alfiere del bianco · d1 donna del bianco · e1 re del bianco · f1 alfiere del bianco · h1 torre del bianco | a8 torre del nero · c8 alfiere del nero · d8 donna del nero · e8 re del nero · f8 alfiere del nero · h8 torre del nero · a7 pedone del nero · b7 pedone del nero · d7 pedone del nero · f7 pedone del nero · g7 pedone del nero · h7 pedone del nero · c6 cavallo del nero · f6 cavallo del nero · b5 cavallo del bianco · e5 pedone del nero · e4 pedone del bianco · c3 cavallo del bianco · a2 pedone del bianco · b2 pedone del bianco · c2 pedone del bianco · f2 pedone del bianco · g2 pedone del bianco · h2 pedone del bianco · a1 torre del bianco · c1 alfiere del bianco · d1 donna del bianco · e1 re del bianco · f1 alfiere del bianco · h1 torre del bianco | a8 torre del nero · c8 alfiere del nero · d8 donna del nero · e8 re del nero · f8 alfiere del nero · h8 torre del nero · a7 pedone del nero · b7 pedone del nero · d7 pedone del nero · f7 pedone del nero · g7 pedone del nero · h7 pedone del nero · c6 cavallo del nero · f6 cavallo del nero · b5 cavallo del bianco · e5 pedone del nero · e4 pedone del bianco · c3 cavallo del bianco · a2 pedone del bianco · b2 pedone del bianco · c2 pedone del bianco · f2 pedone del bianco · g2 pedone del bianco · h2 pedone del bianco · a1 torre del bianco · c1 alfiere del bianco · d1 donna del bianco · e1 re del bianco · f1 alfiere del bianco · h1 torre del bianco | a8 torre del nero · c8 alfiere del nero · d8 donna del nero · e8 re del nero · f8 alfiere del nero · h8 torre del nero · a7 pedone del nero · b7 pedone del nero · d7 pedone del nero · f7 pedone del nero · g7 pedone del nero · h7 pedone del nero · c6 cavallo del nero · f6 cavallo del nero · b5 cavallo del bianco · e5 pedone del nero · e4 pedone del bianco · c3 cavallo del bianco · a2 pedone del bianco · b2 pedone del bianco · c2 pedone del bianco · f2 pedone del bianco · g2 pedone del bianco · h2 pedone del bianco · a1 torre del bianco · c1 alfiere del bianco · d1 donna del bianco · e1 re del bianco · f1 alfiere del bianco · h1 torre del bianco | a8 torre del nero · c8 alfiere del nero · d8 donna del nero · e8 re del nero · f8 alfiere del nero · h8 torre del nero · a7 pedone del nero · b7 pedone del nero · d7 pedone del nero · f7 pedone del nero · g7 pedone del nero · h7 pedone del nero · c6 cavallo del nero · f6 cavallo del nero · b5 cavallo del bianco · e5 pedone del nero · e4 pedone del bianco · c3 cavallo del bianco · a2 pedone del bianco · b2 pedone del bianco · c2 pedone del bianco · f2 pedone del bianco · g2 pedone del bianco · h2 pedone del bianco · a1 torre del bianco · c1 alfiere del bianco · d1 donna del bianco · e1 re del bianco · f1 alfiere del bianco · h1 torre del bianco | a8 torre del nero · c8 alfiere del nero · d8 donna del nero · e8 re del nero · f8 alfiere del nero · h8 torre del nero · a7 pedone del nero · b7 pedone del nero · d7 pedone del nero · f7 pedone del nero · g7 pedone del nero · h7 pedone del nero · c6 cavallo del nero · f6 cavallo del nero · b5 cavallo del bianco · e5 pedone del nero · e4 pedone del bianco · c3 cavallo del bianco · a2 pedone del bianco · b2 pedone del bianco · c2 pedone del bianco · f2 pedone del bianco · g2 pedone del bianco · h2 pedone del bianco · a1 torre del bianco · c1 alfiere del bianco · d1 donna del bianco · e1 re del bianco · f1 alfiere del bianco · h1 torre del bianco | 3 |
| 2 | a8 torre del nero · c8 alfiere del nero · d8 donna del nero · e8 re del nero · f8 alfiere del nero · h8 torre del nero · a7 pedone del nero · b7 pedone del nero · d7 pedone del nero · f7 pedone del nero · g7 pedone del nero · h7 pedone del nero · c6 cavallo del nero · f6 cavallo del nero · b5 cavallo del bianco · e5 pedone del nero · e4 pedone del bianco · c3 cavallo del bianco · a2 pedone del bianco · b2 pedone del bianco · c2 pedone del bianco · f2 pedone del bianco · g2 pedone del bianco · h2 pedone del bianco · a1 torre del bianco · c1 alfiere del bianco · d1 donna del bianco · e1 re del bianco · f1 alfiere del bianco · h1 torre del bianco | a8 torre del nero · c8 alfiere del nero · d8 donna del nero · e8 re del nero · f8 alfiere del nero · h8 torre del nero · a7 pedone del nero · b7 pedone del nero · d7 pedone del nero · f7 pedone del nero · g7 pedone del nero · h7 pedone del nero · c6 cavallo del nero · f6 cavallo del nero · b5 cavallo del bianco · e5 pedone del nero · e4 pedone del bianco · c3 cavallo del bianco · a2 pedone del bianco · b2 pedone del bianco · c2 pedone del bianco · f2 pedone del bianco · g2 pedone del bianco · h2 pedone del bianco · a1 torre del bianco · c1 alfiere del bianco · d1 donna del bianco · e1 re del bianco · f1 alfiere del bianco · h1 torre del bianco | a8 torre del nero · c8 alfiere del nero · d8 donna del nero · e8 re del nero · f8 alfiere del nero · h8 torre del nero · a7 pedone del nero · b7 pedone del nero · d7 pedone del nero · f7 pedone del nero · g7 pedone del nero · h7 pedone del nero · c6 cavallo del nero · f6 cavallo del nero · b5 cavallo del bianco · e5 pedone del nero · e4 pedone del bianco · c3 cavallo del bianco · a2 pedone del bianco · b2 pedone del bianco · c2 pedone del bianco · f2 pedone del bianco · g2 pedone del bianco · h2 pedone del bianco · a1 torre del bianco · c1 alfiere del bianco · d1 donna del bianco · e1 re del bianco · f1 alfiere del bianco · h1 torre del bianco | a8 torre del nero · c8 alfiere del nero · d8 donna del nero · e8 re del nero · f8 alfiere del nero · h8 torre del nero · a7 pedone del nero · b7 pedone del nero · d7 pedone del nero · f7 pedone del nero · g7 pedone del nero · h7 pedone del nero · c6 cavallo del nero · f6 cavallo del nero · b5 cavallo del bianco · e5 pedone del nero · e4 pedone del bianco · c3 cavallo del bianco · a2 pedone del bianco · b2 pedone del bianco · c2 pedone del bianco · f2 pedone del bianco · g2 pedone del bianco · h2 pedone del bianco · a1 torre del bianco · c1 alfiere del bianco · d1 donna del bianco · e1 re del bianco · f1 alfiere del bianco · h1 torre del bianco | a8 torre del nero · c8 alfiere del nero · d8 donna del nero · e8 re del nero · f8 alfiere del nero · h8 torre del nero · a7 pedone del nero · b7 pedone del nero · d7 pedone del nero · f7 pedone del nero · g7 pedone del nero · h7 pedone del nero · c6 cavallo del nero · f6 cavallo del nero · b5 cavallo del bianco · e5 pedone del nero · e4 pedone del bianco · c3 cavallo del bianco · a2 pedone del bianco · b2 pedone del bianco · c2 pedone del bianco · f2 pedone del bianco · g2 pedone del bianco · h2 pedone del bianco · a1 torre del bianco · c1 alfiere del bianco · d1 donna del bianco · e1 re del bianco · f1 alfiere del bianco · h1 torre del bianco | a8 torre del nero · c8 alfiere del nero · d8 donna del nero · e8 re del nero · f8 alfiere del nero · h8 torre del nero · a7 pedone del nero · b7 pedone del nero · d7 pedone del nero · f7 pedone del nero · g7 pedone del nero · h7 pedone del nero · c6 cavallo del nero · f6 cavallo del nero · b5 cavallo del bianco · e5 pedone del nero · e4 pedone del bianco · c3 cavallo del bianco · a2 pedone del bianco · b2 pedone del bianco · c2 pedone del bianco · f2 pedone del bianco · g2 pedone del bianco · h2 pedone del bianco · a1 torre del bianco · c1 alfiere del bianco · d1 donna del bianco · e1 re del bianco · f1 alfiere del bianco · h1 torre del bianco | a8 torre del nero · c8 alfiere del nero · d8 donna del nero · e8 re del nero · f8 alfiere del nero · h8 torre del nero · a7 pedone del nero · b7 pedone del nero · d7 pedone del nero · f7 pedone del nero · g7 pedone del nero · h7 pedone del nero · c6 cavallo del nero · f6 cavallo del nero · b5 cavallo del bianco · e5 pedone del nero · e4 pedone del bianco · c3 cavallo del bianco · a2 pedone del bianco · b2 pedone del bianco · c2 pedone del bianco · f2 pedone del bianco · g2 pedone del bianco · h2 pedone del bianco · a1 torre del bianco · c1 alfiere del bianco · d1 donna del bianco · e1 re del bianco · f1 alfiere del bianco · h1 torre del bianco | a8 torre del nero · c8 alfiere del nero · d8 donna del nero · e8 re del nero · f8 alfiere del nero · h8 torre del nero · a7 pedone del nero · b7 pedone del nero · d7 pedone del nero · f7 pedone del nero · g7 pedone del nero · h7 pedone del nero · c6 cavallo del nero · f6 cavallo del nero · b5 cavallo del bianco · e5 pedone del nero · e4 pedone del bianco · c3 cavallo del bianco · a2 pedone del bianco · b2 pedone del bianco · c2 pedone del bianco · f2 pedone del bianco · g2 pedone del bianco · h2 pedone del bianco · a1 torre del bianco · c1 alfiere del bianco · d1 donna del bianco · e1 re del bianco · f1 alfiere del bianco · h1 torre del bianco | 2 |
| 1 | a8 torre del nero · c8 alfiere del nero · d8 donna del nero · e8 re del nero · f8 alfiere del nero · h8 torre del nero · a7 pedone del nero · b7 pedone del nero · d7 pedone del nero · f7 pedone del nero · g7 pedone del nero · h7 pedone del nero · c6 cavallo del nero · f6 cavallo del nero · b5 cavallo del bianco · e5 pedone del nero · e4 pedone del bianco · c3 cavallo del bianco · a2 pedone del bianco · b2 pedone del bianco · c2 pedone del bianco · f2 pedone del bianco · g2 pedone del bianco · h2 pedone del bianco · a1 torre del bianco · c1 alfiere del bianco · d1 donna del bianco · e1 re del bianco · f1 alfiere del bianco · h1 torre del bianco | a8 torre del nero · c8 alfiere del nero · d8 donna del nero · e8 re del nero · f8 alfiere del nero · h8 torre del nero · a7 pedone del nero · b7 pedone del nero · d7 pedone del nero · f7 pedone del nero · g7 pedone del nero · h7 pedone del nero · c6 cavallo del nero · f6 cavallo del nero · b5 cavallo del bianco · e5 pedone del nero · e4 pedone del bianco · c3 cavallo del bianco · a2 pedone del bianco · b2 pedone del bianco · c2 pedone del bianco · f2 pedone del bianco · g2 pedone del bianco · h2 pedone del bianco · a1 torre del bianco · c1 alfiere del bianco · d1 donna del bianco · e1 re del bianco · f1 alfiere del bianco · h1 torre del bianco | a8 torre del nero · c8 alfiere del nero · d8 donna del nero · e8 re del nero · f8 alfiere del nero · h8 torre del nero · a7 pedone del nero · b7 pedone del nero · d7 pedone del nero · f7 pedone del nero · g7 pedone del nero · h7 pedone del nero · c6 cavallo del nero · f6 cavallo del nero · b5 cavallo del bianco · e5 pedone del nero · e4 pedone del bianco · c3 cavallo del bianco · a2 pedone del bianco · b2 pedone del bianco · c2 pedone del bianco · f2 pedone del bianco · g2 pedone del bianco · h2 pedone del bianco · a1 torre del bianco · c1 alfiere del bianco · d1 donna del bianco · e1 re del bianco · f1 alfiere del bianco · h1 torre del bianco | a8 torre del nero · c8 alfiere del nero · d8 donna del nero · e8 re del nero · f8 alfiere del nero · h8 torre del nero · a7 pedone del nero · b7 pedone del nero · d7 pedone del nero · f7 pedone del nero · g7 pedone del nero · h7 pedone del nero · c6 cavallo del nero · f6 cavallo del nero · b5 cavallo del bianco · e5 pedone del nero · e4 pedone del bianco · c3 cavallo del bianco · a2 pedone del bianco · b2 pedone del bianco · c2 pedone del bianco · f2 pedone del bianco · g2 pedone del bianco · h2 pedone del bianco · a1 torre del bianco · c1 alfiere del bianco · d1 donna del bianco · e1 re del bianco · f1 alfiere del bianco · h1 torre del bianco | a8 torre del nero · c8 alfiere del nero · d8 donna del nero · e8 re del nero · f8 alfiere del nero · h8 torre del nero · a7 pedone del nero · b7 pedone del nero · d7 pedone del nero · f7 pedone del nero · g7 pedone del nero · h7 pedone del nero · c6 cavallo del nero · f6 cavallo del nero · b5 cavallo del bianco · e5 pedone del nero · e4 pedone del bianco · c3 cavallo del bianco · a2 pedone del bianco · b2 pedone del bianco · c2 pedone del bianco · f2 pedone del bianco · g2 pedone del bianco · h2 pedone del bianco · a1 torre del bianco · c1 alfiere del bianco · d1 donna del bianco · e1 re del bianco · f1 alfiere del bianco · h1 torre del bianco | a8 torre del nero · c8 alfiere del nero · d8 donna del nero · e8 re del nero · f8 alfiere del nero · h8 torre del nero · a7 pedone del nero · b7 pedone del nero · d7 pedone del nero · f7 pedone del nero · g7 pedone del nero · h7 pedone del nero · c6 cavallo del nero · f6 cavallo del nero · b5 cavallo del bianco · e5 pedone del nero · e4 pedone del bianco · c3 cavallo del bianco · a2 pedone del bianco · b2 pedone del bianco · c2 pedone del bianco · f2 pedone del bianco · g2 pedone del bianco · h2 pedone del bianco · a1 torre del bianco · c1 alfiere del bianco · d1 donna del bianco · e1 re del bianco · f1 alfiere del bianco · h1 torre del bianco | a8 torre del nero · c8 alfiere del nero · d8 donna del nero · e8 re del nero · f8 alfiere del nero · h8 torre del nero · a7 pedone del nero · b7 pedone del nero · d7 pedone del nero · f7 pedone del nero · g7 pedone del nero · h7 pedone del nero · c6 cavallo del nero · f6 cavallo del nero · b5 cavallo del bianco · e5 pedone del nero · e4 pedone del bianco · c3 cavallo del bianco · a2 pedone del bianco · b2 pedone del bianco · c2 pedone del bianco · f2 pedone del bianco · g2 pedone del bianco · h2 pedone del bianco · a1 torre del bianco · c1 alfiere del bianco · d1 donna del bianco · e1 re del bianco · f1 alfiere del bianco · h1 torre del bianco | a8 torre del nero · c8 alfiere del nero · d8 donna del nero · e8 re del nero · f8 alfiere del nero · h8 torre del nero · a7 pedone del nero · b7 pedone del nero · d7 pedone del nero · f7 pedone del nero · g7 pedone del nero · h7 pedone del nero · c6 cavallo del nero · f6 cavallo del nero · b5 cavallo del bianco · e5 pedone del nero · e4 pedone del bianco · c3 cavallo del bianco · a2 pedone del bianco · b2 pedone del bianco · c2 pedone del bianco · f2 pedone del bianco · g2 pedone del bianco · h2 pedone del bianco · a1 torre del bianco · c1 alfiere del bianco · d1 donna del bianco · e1 re del bianco · f1 alfiere del bianco · h1 torre del bianco | 1 |
|   | a | b | c | d | e | f | g | h |   |

Dopo 6...d6 (per impedire lo scacco in d6), il Bianco generalmente gioca 7.Ag5, inchiodando il cavallo f6 e progettando di cambiarlo con l'alfiere per garantirsi il controllo di d5. La mossa 7.Cd5, invece, è meno popolare, in quanto dopo 6...Cxd5 8.exd5 Cb8 o Ce7, il Nero ha la possibilità di giocare f7-f5 garantendosi il controllo del centro. Un'altra possibilità è 7.a4, che però è ancora meno giocata.
Dopo 7...a6 8.Ca3 b5 (guadagnando spazio e minacciando b5-b4, guadagnando un cavallo), il Bianco ha la scelta tra due varianti principali. La variante posizionale deriva da 9.Cd5 mentre 9.Axf6 porta a un gioco generalmente più tagliente.
|   | a | b | c | d | e | f | g | h |   |
| 8 | a8 torre del nero · c8 alfiere del nero · d8 donna del nero · e8 re del nero · f8 alfiere del nero · h8 torre del nero · f7 pedone del nero · g7 pedone del nero · h7 pedone del nero · a6 pedone del nero · c6 cavallo del nero · d6 pedone del nero · f6 cavallo del nero · b5 pedone del nero · e5 pedone del nero · g5 alfiere del bianco · e4 pedone del bianco · a3 cavallo del bianco · c3 cavallo del bianco · a2 pedone del bianco · b2 pedone del bianco · c2 pedone del bianco · f2 pedone del bianco · g2 pedone del bianco · h2 pedone del bianco · a1 torre del bianco · d1 donna del bianco · e1 re del bianco · f1 alfiere del bianco · h1 torre del bianco | a8 torre del nero · c8 alfiere del nero · d8 donna del nero · e8 re del nero · f8 alfiere del nero · h8 torre del nero · f7 pedone del nero · g7 pedone del nero · h7 pedone del nero · a6 pedone del nero · c6 cavallo del nero · d6 pedone del nero · f6 cavallo del nero · b5 pedone del nero · e5 pedone del nero · g5 alfiere del bianco · e4 pedone del bianco · a3 cavallo del bianco · c3 cavallo del bianco · a2 pedone del bianco · b2 pedone del bianco · c2 pedone del bianco · f2 pedone del bianco · g2 pedone del bianco · h2 pedone del bianco · a1 torre del bianco · d1 donna del bianco · e1 re del bianco · f1 alfiere del bianco · h1 torre del bianco | a8 torre del nero · c8 alfiere del nero · d8 donna del nero · e8 re del nero · f8 alfiere del nero · h8 torre del nero · f7 pedone del nero · g7 pedone del nero · h7 pedone del nero · a6 pedone del nero · c6 cavallo del nero · d6 pedone del nero · f6 cavallo del nero · b5 pedone del nero · e5 pedone del nero · g5 alfiere del bianco · e4 pedone del bianco · a3 cavallo del bianco · c3 cavallo del bianco · a2 pedone del bianco · b2 pedone del bianco · c2 pedone del bianco · f2 pedone del bianco · g2 pedone del bianco · h2 pedone del bianco · a1 torre del bianco · d1 donna del bianco · e1 re del bianco · f1 alfiere del bianco · h1 torre del bianco | a8 torre del nero · c8 alfiere del nero · d8 donna del nero · e8 re del nero · f8 alfiere del nero · h8 torre del nero · f7 pedone del nero · g7 pedone del nero · h7 pedone del nero · a6 pedone del nero · c6 cavallo del nero · d6 pedone del nero · f6 cavallo del nero · b5 pedone del nero · e5 pedone del nero · g5 alfiere del bianco · e4 pedone del bianco · a3 cavallo del bianco · c3 cavallo del bianco · a2 pedone del bianco · b2 pedone del bianco · c2 pedone del bianco · f2 pedone del bianco · g2 pedone del bianco · h2 pedone del bianco · a1 torre del bianco · d1 donna del bianco · e1 re del bianco · f1 alfiere del bianco · h1 torre del bianco | a8 torre del nero · c8 alfiere del nero · d8 donna del nero · e8 re del nero · f8 alfiere del nero · h8 torre del nero · f7 pedone del nero · g7 pedone del nero · h7 pedone del nero · a6 pedone del nero · c6 cavallo del nero · d6 pedone del nero · f6 cavallo del nero · b5 pedone del nero · e5 pedone del nero · g5 alfiere del bianco · e4 pedone del bianco · a3 cavallo del bianco · c3 cavallo del bianco · a2 pedone del bianco · b2 pedone del bianco · c2 pedone del bianco · f2 pedone del bianco · g2 pedone del bianco · h2 pedone del bianco · a1 torre del bianco · d1 donna del bianco · e1 re del bianco · f1 alfiere del bianco · h1 torre del bianco | a8 torre del nero · c8 alfiere del nero · d8 donna del nero · e8 re del nero · f8 alfiere del nero · h8 torre del nero · f7 pedone del nero · g7 pedone del nero · h7 pedone del nero · a6 pedone del nero · c6 cavallo del nero · d6 pedone del nero · f6 cavallo del nero · b5 pedone del nero · e5 pedone del nero · g5 alfiere del bianco · e4 pedone del bianco · a3 cavallo del bianco · c3 cavallo del bianco · a2 pedone del bianco · b2 pedone del bianco · c2 pedone del bianco · f2 pedone del bianco · g2 pedone del bianco · h2 pedone del bianco · a1 torre del bianco · d1 donna del bianco · e1 re del bianco · f1 alfiere del bianco · h1 torre del bianco | a8 torre del nero · c8 alfiere del nero · d8 donna del nero · e8 re del nero · f8 alfiere del nero · h8 torre del nero · f7 pedone del nero · g7 pedone del nero · h7 pedone del nero · a6 pedone del nero · c6 cavallo del nero · d6 pedone del nero · f6 cavallo del nero · b5 pedone del nero · e5 pedone del nero · g5 alfiere del bianco · e4 pedone del bianco · a3 cavallo del bianco · c3 cavallo del bianco · a2 pedone del bianco · b2 pedone del bianco · c2 pedone del bianco · f2 pedone del bianco · g2 pedone del bianco · h2 pedone del bianco · a1 torre del bianco · d1 donna del bianco · e1 re del bianco · f1 alfiere del bianco · h1 torre del bianco | a8 torre del nero · c8 alfiere del nero · d8 donna del nero · e8 re del nero · f8 alfiere del nero · h8 torre del nero · f7 pedone del nero · g7 pedone del nero · h7 pedone del nero · a6 pedone del nero · c6 cavallo del nero · d6 pedone del nero · f6 cavallo del nero · b5 pedone del nero · e5 pedone del nero · g5 alfiere del bianco · e4 pedone del bianco · a3 cavallo del bianco · c3 cavallo del bianco · a2 pedone del bianco · b2 pedone del bianco · c2 pedone del bianco · f2 pedone del bianco · g2 pedone del bianco · h2 pedone del bianco · a1 torre del bianco · d1 donna del bianco · e1 re del bianco · f1 alfiere del bianco · h1 torre del bianco | 8 |
| 7 | a8 torre del nero · c8 alfiere del nero · d8 donna del nero · e8 re del nero · f8 alfiere del nero · h8 torre del nero · f7 pedone del nero · g7 pedone del nero · h7 pedone del nero · a6 pedone del nero · c6 cavallo del nero · d6 pedone del nero · f6 cavallo del nero · b5 pedone del nero · e5 pedone del nero · g5 alfiere del bianco · e4 pedone del bianco · a3 cavallo del bianco · c3 cavallo del bianco · a2 pedone del bianco · b2 pedone del bianco · c2 pedone del bianco · f2 pedone del bianco · g2 pedone del bianco · h2 pedone del bianco · a1 torre del bianco · d1 donna del bianco · e1 re del bianco · f1 alfiere del bianco · h1 torre del bianco | a8 torre del nero · c8 alfiere del nero · d8 donna del nero · e8 re del nero · f8 alfiere del nero · h8 torre del nero · f7 pedone del nero · g7 pedone del nero · h7 pedone del nero · a6 pedone del nero · c6 cavallo del nero · d6 pedone del nero · f6 cavallo del nero · b5 pedone del nero · e5 pedone del nero · g5 alfiere del bianco · e4 pedone del bianco · a3 cavallo del bianco · c3 cavallo del bianco · a2 pedone del bianco · b2 pedone del bianco · c2 pedone del bianco · f2 pedone del bianco · g2 pedone del bianco · h2 pedone del bianco · a1 torre del bianco · d1 donna del bianco · e1 re del bianco · f1 alfiere del bianco · h1 torre del bianco | a8 torre del nero · c8 alfiere del nero · d8 donna del nero · e8 re del nero · f8 alfiere del nero · h8 torre del nero · f7 pedone del nero · g7 pedone del nero · h7 pedone del nero · a6 pedone del nero · c6 cavallo del nero · d6 pedone del nero · f6 cavallo del nero · b5 pedone del nero · e5 pedone del nero · g5 alfiere del bianco · e4 pedone del bianco · a3 cavallo del bianco · c3 cavallo del bianco · a2 pedone del bianco · b2 pedone del bianco · c2 pedone del bianco · f2 pedone del bianco · g2 pedone del bianco · h2 pedone del bianco · a1 torre del bianco · d1 donna del bianco · e1 re del bianco · f1 alfiere del bianco · h1 torre del bianco | a8 torre del nero · c8 alfiere del nero · d8 donna del nero · e8 re del nero · f8 alfiere del nero · h8 torre del nero · f7 pedone del nero · g7 pedone del nero · h7 pedone del nero · a6 pedone del nero · c6 cavallo del nero · d6 pedone del nero · f6 cavallo del nero · b5 pedone del nero · e5 pedone del nero · g5 alfiere del bianco · e4 pedone del bianco · a3 cavallo del bianco · c3 cavallo del bianco · a2 pedone del bianco · b2 pedone del bianco · c2 pedone del bianco · f2 pedone del bianco · g2 pedone del bianco · h2 pedone del bianco · a1 torre del bianco · d1 donna del bianco · e1 re del bianco · f1 alfiere del bianco · h1 torre del bianco | a8 torre del nero · c8 alfiere del nero · d8 donna del nero · e8 re del nero · f8 alfiere del nero · h8 torre del nero · f7 pedone del nero · g7 pedone del nero · h7 pedone del nero · a6 pedone del nero · c6 cavallo del nero · d6 pedone del nero · f6 cavallo del nero · b5 pedone del nero · e5 pedone del nero · g5 alfiere del bianco · e4 pedone del bianco · a3 cavallo del bianco · c3 cavallo del bianco · a2 pedone del bianco · b2 pedone del bianco · c2 pedone del bianco · f2 pedone del bianco · g2 pedone del bianco · h2 pedone del bianco · a1 torre del bianco · d1 donna del bianco · e1 re del bianco · f1 alfiere del bianco · h1 torre del bianco | a8 torre del nero · c8 alfiere del nero · d8 donna del nero · e8 re del nero · f8 alfiere del nero · h8 torre del nero · f7 pedone del nero · g7 pedone del nero · h7 pedone del nero · a6 pedone del nero · c6 cavallo del nero · d6 pedone del nero · f6 cavallo del nero · b5 pedone del nero · e5 pedone del nero · g5 alfiere del bianco · e4 pedone del bianco · a3 cavallo del bianco · c3 cavallo del bianco · a2 pedone del bianco · b2 pedone del bianco · c2 pedone del bianco · f2 pedone del bianco · g2 pedone del bianco · h2 pedone del bianco · a1 torre del bianco · d1 donna del bianco · e1 re del bianco · f1 alfiere del bianco · h1 torre del bianco | a8 torre del nero · c8 alfiere del nero · d8 donna del nero · e8 re del nero · f8 alfiere del nero · h8 torre del nero · f7 pedone del nero · g7 pedone del nero · h7 pedone del nero · a6 pedone del nero · c6 cavallo del nero · d6 pedone del nero · f6 cavallo del nero · b5 pedone del nero · e5 pedone del nero · g5 alfiere del bianco · e4 pedone del bianco · a3 cavallo del bianco · c3 cavallo del bianco · a2 pedone del bianco · b2 pedone del bianco · c2 pedone del bianco · f2 pedone del bianco · g2 pedone del bianco · h2 pedone del bianco · a1 torre del bianco · d1 donna del bianco · e1 re del bianco · f1 alfiere del bianco · h1 torre del bianco | a8 torre del nero · c8 alfiere del nero · d8 donna del nero · e8 re del nero · f8 alfiere del nero · h8 torre del nero · f7 pedone del nero · g7 pedone del nero · h7 pedone del nero · a6 pedone del nero · c6 cavallo del nero · d6 pedone del nero · f6 cavallo del nero · b5 pedone del nero · e5 pedone del nero · g5 alfiere del bianco · e4 pedone del bianco · a3 cavallo del bianco · c3 cavallo del bianco · a2 pedone del bianco · b2 pedone del bianco · c2 pedone del bianco · f2 pedone del bianco · g2 pedone del bianco · h2 pedone del bianco · a1 torre del bianco · d1 donna del bianco · e1 re del bianco · f1 alfiere del bianco · h1 torre del bianco | 7 |
| 6 | a8 torre del nero · c8 alfiere del nero · d8 donna del nero · e8 re del nero · f8 alfiere del nero · h8 torre del nero · f7 pedone del nero · g7 pedone del nero · h7 pedone del nero · a6 pedone del nero · c6 cavallo del nero · d6 pedone del nero · f6 cavallo del nero · b5 pedone del nero · e5 pedone del nero · g5 alfiere del bianco · e4 pedone del bianco · a3 cavallo del bianco · c3 cavallo del bianco · a2 pedone del bianco · b2 pedone del bianco · c2 pedone del bianco · f2 pedone del bianco · g2 pedone del bianco · h2 pedone del bianco · a1 torre del bianco · d1 donna del bianco · e1 re del bianco · f1 alfiere del bianco · h1 torre del bianco | a8 torre del nero · c8 alfiere del nero · d8 donna del nero · e8 re del nero · f8 alfiere del nero · h8 torre del nero · f7 pedone del nero · g7 pedone del nero · h7 pedone del nero · a6 pedone del nero · c6 cavallo del nero · d6 pedone del nero · f6 cavallo del nero · b5 pedone del nero · e5 pedone del nero · g5 alfiere del bianco · e4 pedone del bianco · a3 cavallo del bianco · c3 cavallo del bianco · a2 pedone del bianco · b2 pedone del bianco · c2 pedone del bianco · f2 pedone del bianco · g2 pedone del bianco · h2 pedone del bianco · a1 torre del bianco · d1 donna del bianco · e1 re del bianco · f1 alfiere del bianco · h1 torre del bianco | a8 torre del nero · c8 alfiere del nero · d8 donna del nero · e8 re del nero · f8 alfiere del nero · h8 torre del nero · f7 pedone del nero · g7 pedone del nero · h7 pedone del nero · a6 pedone del nero · c6 cavallo del nero · d6 pedone del nero · f6 cavallo del nero · b5 pedone del nero · e5 pedone del nero · g5 alfiere del bianco · e4 pedone del bianco · a3 cavallo del bianco · c3 cavallo del bianco · a2 pedone del bianco · b2 pedone del bianco · c2 pedone del bianco · f2 pedone del bianco · g2 pedone del bianco · h2 pedone del bianco · a1 torre del bianco · d1 donna del bianco · e1 re del bianco · f1 alfiere del bianco · h1 torre del bianco | a8 torre del nero · c8 alfiere del nero · d8 donna del nero · e8 re del nero · f8 alfiere del nero · h8 torre del nero · f7 pedone del nero · g7 pedone del nero · h7 pedone del nero · a6 pedone del nero · c6 cavallo del nero · d6 pedone del nero · f6 cavallo del nero · b5 pedone del nero · e5 pedone del nero · g5 alfiere del bianco · e4 pedone del bianco · a3 cavallo del bianco · c3 cavallo del bianco · a2 pedone del bianco · b2 pedone del bianco · c2 pedone del bianco · f2 pedone del bianco · g2 pedone del bianco · h2 pedone del bianco · a1 torre del bianco · d1 donna del bianco · e1 re del bianco · f1 alfiere del bianco · h1 torre del bianco | a8 torre del nero · c8 alfiere del nero · d8 donna del nero · e8 re del nero · f8 alfiere del nero · h8 torre del nero · f7 pedone del nero · g7 pedone del nero · h7 pedone del nero · a6 pedone del nero · c6 cavallo del nero · d6 pedone del nero · f6 cavallo del nero · b5 pedone del nero · e5 pedone del nero · g5 alfiere del bianco · e4 pedone del bianco · a3 cavallo del bianco · c3 cavallo del bianco · a2 pedone del bianco · b2 pedone del bianco · c2 pedone del bianco · f2 pedone del bianco · g2 pedone del bianco · h2 pedone del bianco · a1 torre del bianco · d1 donna del bianco · e1 re del bianco · f1 alfiere del bianco · h1 torre del bianco | a8 torre del nero · c8 alfiere del nero · d8 donna del nero · e8 re del nero · f8 alfiere del nero · h8 torre del nero · f7 pedone del nero · g7 pedone del nero · h7 pedone del nero · a6 pedone del nero · c6 cavallo del nero · d6 pedone del nero · f6 cavallo del nero · b5 pedone del nero · e5 pedone del nero · g5 alfiere del bianco · e4 pedone del bianco · a3 cavallo del bianco · c3 cavallo del bianco · a2 pedone del bianco · b2 pedone del bianco · c2 pedone del bianco · f2 pedone del bianco · g2 pedone del bianco · h2 pedone del bianco · a1 torre del bianco · d1 donna del bianco · e1 re del bianco · f1 alfiere del bianco · h1 torre del bianco | a8 torre del nero · c8 alfiere del nero · d8 donna del nero · e8 re del nero · f8 alfiere del nero · h8 torre del nero · f7 pedone del nero · g7 pedone del nero · h7 pedone del nero · a6 pedone del nero · c6 cavallo del nero · d6 pedone del nero · f6 cavallo del nero · b5 pedone del nero · e5 pedone del nero · g5 alfiere del bianco · e4 pedone del bianco · a3 cavallo del bianco · c3 cavallo del bianco · a2 pedone del bianco · b2 pedone del bianco · c2 pedone del bianco · f2 pedone del bianco · g2 pedone del bianco · h2 pedone del bianco · a1 torre del bianco · d1 donna del bianco · e1 re del bianco · f1 alfiere del bianco · h1 torre del bianco | a8 torre del nero · c8 alfiere del nero · d8 donna del nero · e8 re del nero · f8 alfiere del nero · h8 torre del nero · f7 pedone del nero · g7 pedone del nero · h7 pedone del nero · a6 pedone del nero · c6 cavallo del nero · d6 pedone del nero · f6 cavallo del nero · b5 pedone del nero · e5 pedone del nero · g5 alfiere del bianco · e4 pedone del bianco · a3 cavallo del bianco · c3 cavallo del bianco · a2 pedone del bianco · b2 pedone del bianco · c2 pedone del bianco · f2 pedone del bianco · g2 pedone del bianco · h2 pedone del bianco · a1 torre del bianco · d1 donna del bianco · e1 re del bianco · f1 alfiere del bianco · h1 torre del bianco | 6 |
| 5 | a8 torre del nero · c8 alfiere del nero · d8 donna del nero · e8 re del nero · f8 alfiere del nero · h8 torre del nero · f7 pedone del nero · g7 pedone del nero · h7 pedone del nero · a6 pedone del nero · c6 cavallo del nero · d6 pedone del nero · f6 cavallo del nero · b5 pedone del nero · e5 pedone del nero · g5 alfiere del bianco · e4 pedone del bianco · a3 cavallo del bianco · c3 cavallo del bianco · a2 pedone del bianco · b2 pedone del bianco · c2 pedone del bianco · f2 pedone del bianco · g2 pedone del bianco · h2 pedone del bianco · a1 torre del bianco · d1 donna del bianco · e1 re del bianco · f1 alfiere del bianco · h1 torre del bianco | a8 torre del nero · c8 alfiere del nero · d8 donna del nero · e8 re del nero · f8 alfiere del nero · h8 torre del nero · f7 pedone del nero · g7 pedone del nero · h7 pedone del nero · a6 pedone del nero · c6 cavallo del nero · d6 pedone del nero · f6 cavallo del nero · b5 pedone del nero · e5 pedone del nero · g5 alfiere del bianco · e4 pedone del bianco · a3 cavallo del bianco · c3 cavallo del bianco · a2 pedone del bianco · b2 pedone del bianco · c2 pedone del bianco · f2 pedone del bianco · g2 pedone del bianco · h2 pedone del bianco · a1 torre del bianco · d1 donna del bianco · e1 re del bianco · f1 alfiere del bianco · h1 torre del bianco | a8 torre del nero · c8 alfiere del nero · d8 donna del nero · e8 re del nero · f8 alfiere del nero · h8 torre del nero · f7 pedone del nero · g7 pedone del nero · h7 pedone del nero · a6 pedone del nero · c6 cavallo del nero · d6 pedone del nero · f6 cavallo del nero · b5 pedone del nero · e5 pedone del nero · g5 alfiere del bianco · e4 pedone del bianco · a3 cavallo del bianco · c3 cavallo del bianco · a2 pedone del bianco · b2 pedone del bianco · c2 pedone del bianco · f2 pedone del bianco · g2 pedone del bianco · h2 pedone del bianco · a1 torre del bianco · d1 donna del bianco · e1 re del bianco · f1 alfiere del bianco · h1 torre del bianco | a8 torre del nero · c8 alfiere del nero · d8 donna del nero · e8 re del nero · f8 alfiere del nero · h8 torre del nero · f7 pedone del nero · g7 pedone del nero · h7 pedone del nero · a6 pedone del nero · c6 cavallo del nero · d6 pedone del nero · f6 cavallo del nero · b5 pedone del nero · e5 pedone del nero · g5 alfiere del bianco · e4 pedone del bianco · a3 cavallo del bianco · c3 cavallo del bianco · a2 pedone del bianco · b2 pedone del bianco · c2 pedone del bianco · f2 pedone del bianco · g2 pedone del bianco · h2 pedone del bianco · a1 torre del bianco · d1 donna del bianco · e1 re del bianco · f1 alfiere del bianco · h1 torre del bianco | a8 torre del nero · c8 alfiere del nero · d8 donna del nero · e8 re del nero · f8 alfiere del nero · h8 torre del nero · f7 pedone del nero · g7 pedone del nero · h7 pedone del nero · a6 pedone del nero · c6 cavallo del nero · d6 pedone del nero · f6 cavallo del nero · b5 pedone del nero · e5 pedone del nero · g5 alfiere del bianco · e4 pedone del bianco · a3 cavallo del bianco · c3 cavallo del bianco · a2 pedone del bianco · b2 pedone del bianco · c2 pedone del bianco · f2 pedone del bianco · g2 pedone del bianco · h2 pedone del bianco · a1 torre del bianco · d1 donna del bianco · e1 re del bianco · f1 alfiere del bianco · h1 torre del bianco | a8 torre del nero · c8 alfiere del nero · d8 donna del nero · e8 re del nero · f8 alfiere del nero · h8 torre del nero · f7 pedone del nero · g7 pedone del nero · h7 pedone del nero · a6 pedone del nero · c6 cavallo del nero · d6 pedone del nero · f6 cavallo del nero · b5 pedone del nero · e5 pedone del nero · g5 alfiere del bianco · e4 pedone del bianco · a3 cavallo del bianco · c3 cavallo del bianco · a2 pedone del bianco · b2 pedone del bianco · c2 pedone del bianco · f2 pedone del bianco · g2 pedone del bianco · h2 pedone del bianco · a1 torre del bianco · d1 donna del bianco · e1 re del bianco · f1 alfiere del bianco · h1 torre del bianco | a8 torre del nero · c8 alfiere del nero · d8 donna del nero · e8 re del nero · f8 alfiere del nero · h8 torre del nero · f7 pedone del nero · g7 pedone del nero · h7 pedone del nero · a6 pedone del nero · c6 cavallo del nero · d6 pedone del nero · f6 cavallo del nero · b5 pedone del nero · e5 pedone del nero · g5 alfiere del bianco · e4 pedone del bianco · a3 cavallo del bianco · c3 cavallo del bianco · a2 pedone del bianco · b2 pedone del bianco · c2 pedone del bianco · f2 pedone del bianco · g2 pedone del bianco · h2 pedone del bianco · a1 torre del bianco · d1 donna del bianco · e1 re del bianco · f1 alfiere del bianco · h1 torre del bianco | a8 torre del nero · c8 alfiere del nero · d8 donna del nero · e8 re del nero · f8 alfiere del nero · h8 torre del nero · f7 pedone del nero · g7 pedone del nero · h7 pedone del nero · a6 pedone del nero · c6 cavallo del nero · d6 pedone del nero · f6 cavallo del nero · b5 pedone del nero · e5 pedone del nero · g5 alfiere del bianco · e4 pedone del bianco · a3 cavallo del bianco · c3 cavallo del bianco · a2 pedone del bianco · b2 pedone del bianco · c2 pedone del bianco · f2 pedone del bianco · g2 pedone del bianco · h2 pedone del bianco · a1 torre del bianco · d1 donna del bianco · e1 re del bianco · f1 alfiere del bianco · h1 torre del bianco | 5 |
| 4 | a8 torre del nero · c8 alfiere del nero · d8 donna del nero · e8 re del nero · f8 alfiere del nero · h8 torre del nero · f7 pedone del nero · g7 pedone del nero · h7 pedone del nero · a6 pedone del nero · c6 cavallo del nero · d6 pedone del nero · f6 cavallo del nero · b5 pedone del nero · e5 pedone del nero · g5 alfiere del bianco · e4 pedone del bianco · a3 cavallo del bianco · c3 cavallo del bianco · a2 pedone del bianco · b2 pedone del bianco · c2 pedone del bianco · f2 pedone del bianco · g2 pedone del bianco · h2 pedone del bianco · a1 torre del bianco · d1 donna del bianco · e1 re del bianco · f1 alfiere del bianco · h1 torre del bianco | a8 torre del nero · c8 alfiere del nero · d8 donna del nero · e8 re del nero · f8 alfiere del nero · h8 torre del nero · f7 pedone del nero · g7 pedone del nero · h7 pedone del nero · a6 pedone del nero · c6 cavallo del nero · d6 pedone del nero · f6 cavallo del nero · b5 pedone del nero · e5 pedone del nero · g5 alfiere del bianco · e4 pedone del bianco · a3 cavallo del bianco · c3 cavallo del bianco · a2 pedone del bianco · b2 pedone del bianco · c2 pedone del bianco · f2 pedone del bianco · g2 pedone del bianco · h2 pedone del bianco · a1 torre del bianco · d1 donna del bianco · e1 re del bianco · f1 alfiere del bianco · h1 torre del bianco | a8 torre del nero · c8 alfiere del nero · d8 donna del nero · e8 re del nero · f8 alfiere del nero · h8 torre del nero · f7 pedone del nero · g7 pedone del nero · h7 pedone del nero · a6 pedone del nero · c6 cavallo del nero · d6 pedone del nero · f6 cavallo del nero · b5 pedone del nero · e5 pedone del nero · g5 alfiere del bianco · e4 pedone del bianco · a3 cavallo del bianco · c3 cavallo del bianco · a2 pedone del bianco · b2 pedone del bianco · c2 pedone del bianco · f2 pedone del bianco · g2 pedone del bianco · h2 pedone del bianco · a1 torre del bianco · d1 donna del bianco · e1 re del bianco · f1 alfiere del bianco · h1 torre del bianco | a8 torre del nero · c8 alfiere del nero · d8 donna del nero · e8 re del nero · f8 alfiere del nero · h8 torre del nero · f7 pedone del nero · g7 pedone del nero · h7 pedone del nero · a6 pedone del nero · c6 cavallo del nero · d6 pedone del nero · f6 cavallo del nero · b5 pedone del nero · e5 pedone del nero · g5 alfiere del bianco · e4 pedone del bianco · a3 cavallo del bianco · c3 cavallo del bianco · a2 pedone del bianco · b2 pedone del bianco · c2 pedone del bianco · f2 pedone del bianco · g2 pedone del bianco · h2 pedone del bianco · a1 torre del bianco · d1 donna del bianco · e1 re del bianco · f1 alfiere del bianco · h1 torre del bianco | a8 torre del nero · c8 alfiere del nero · d8 donna del nero · e8 re del nero · f8 alfiere del nero · h8 torre del nero · f7 pedone del nero · g7 pedone del nero · h7 pedone del nero · a6 pedone del nero · c6 cavallo del nero · d6 pedone del nero · f6 cavallo del nero · b5 pedone del nero · e5 pedone del nero · g5 alfiere del bianco · e4 pedone del bianco · a3 cavallo del bianco · c3 cavallo del bianco · a2 pedone del bianco · b2 pedone del bianco · c2 pedone del bianco · f2 pedone del bianco · g2 pedone del bianco · h2 pedone del bianco · a1 torre del bianco · d1 donna del bianco · e1 re del bianco · f1 alfiere del bianco · h1 torre del bianco | a8 torre del nero · c8 alfiere del nero · d8 donna del nero · e8 re del nero · f8 alfiere del nero · h8 torre del nero · f7 pedone del nero · g7 pedone del nero · h7 pedone del nero · a6 pedone del nero · c6 cavallo del nero · d6 pedone del nero · f6 cavallo del nero · b5 pedone del nero · e5 pedone del nero · g5 alfiere del bianco · e4 pedone del bianco · a3 cavallo del bianco · c3 cavallo del bianco · a2 pedone del bianco · b2 pedone del bianco · c2 pedone del bianco · f2 pedone del bianco · g2 pedone del bianco · h2 pedone del bianco · a1 torre del bianco · d1 donna del bianco · e1 re del bianco · f1 alfiere del bianco · h1 torre del bianco | a8 torre del nero · c8 alfiere del nero · d8 donna del nero · e8 re del nero · f8 alfiere del nero · h8 torre del nero · f7 pedone del nero · g7 pedone del nero · h7 pedone del nero · a6 pedone del nero · c6 cavallo del nero · d6 pedone del nero · f6 cavallo del nero · b5 pedone del nero · e5 pedone del nero · g5 alfiere del bianco · e4 pedone del bianco · a3 cavallo del bianco · c3 cavallo del bianco · a2 pedone del bianco · b2 pedone del bianco · c2 pedone del bianco · f2 pedone del bianco · g2 pedone del bianco · h2 pedone del bianco · a1 torre del bianco · d1 donna del bianco · e1 re del bianco · f1 alfiere del bianco · h1 torre del bianco | a8 torre del nero · c8 alfiere del nero · d8 donna del nero · e8 re del nero · f8 alfiere del nero · h8 torre del nero · f7 pedone del nero · g7 pedone del nero · h7 pedone del nero · a6 pedone del nero · c6 cavallo del nero · d6 pedone del nero · f6 cavallo del nero · b5 pedone del nero · e5 pedone del nero · g5 alfiere del bianco · e4 pedone del bianco · a3 cavallo del bianco · c3 cavallo del bianco · a2 pedone del bianco · b2 pedone del bianco · c2 pedone del bianco · f2 pedone del bianco · g2 pedone del bianco · h2 pedone del bianco · a1 torre del bianco · d1 donna del bianco · e1 re del bianco · f1 alfiere del bianco · h1 torre del bianco | 4 |
| 3 | a8 torre del nero · c8 alfiere del nero · d8 donna del nero · e8 re del nero · f8 alfiere del nero · h8 torre del nero · f7 pedone del nero · g7 pedone del nero · h7 pedone del nero · a6 pedone del nero · c6 cavallo del nero · d6 pedone del nero · f6 cavallo del nero · b5 pedone del nero · e5 pedone del nero · g5 alfiere del bianco · e4 pedone del bianco · a3 cavallo del bianco · c3 cavallo del bianco · a2 pedone del bianco · b2 pedone del bianco · c2 pedone del bianco · f2 pedone del bianco · g2 pedone del bianco · h2 pedone del bianco · a1 torre del bianco · d1 donna del bianco · e1 re del bianco · f1 alfiere del bianco · h1 torre del bianco | a8 torre del nero · c8 alfiere del nero · d8 donna del nero · e8 re del nero · f8 alfiere del nero · h8 torre del nero · f7 pedone del nero · g7 pedone del nero · h7 pedone del nero · a6 pedone del nero · c6 cavallo del nero · d6 pedone del nero · f6 cavallo del nero · b5 pedone del nero · e5 pedone del nero · g5 alfiere del bianco · e4 pedone del bianco · a3 cavallo del bianco · c3 cavallo del bianco · a2 pedone del bianco · b2 pedone del bianco · c2 pedone del bianco · f2 pedone del bianco · g2 pedone del bianco · h2 pedone del bianco · a1 torre del bianco · d1 donna del bianco · e1 re del bianco · f1 alfiere del bianco · h1 torre del bianco | a8 torre del nero · c8 alfiere del nero · d8 donna del nero · e8 re del nero · f8 alfiere del nero · h8 torre del nero · f7 pedone del nero · g7 pedone del nero · h7 pedone del nero · a6 pedone del nero · c6 cavallo del nero · d6 pedone del nero · f6 cavallo del nero · b5 pedone del nero · e5 pedone del nero · g5 alfiere del bianco · e4 pedone del bianco · a3 cavallo del bianco · c3 cavallo del bianco · a2 pedone del bianco · b2 pedone del bianco · c2 pedone del bianco · f2 pedone del bianco · g2 pedone del bianco · h2 pedone del bianco · a1 torre del bianco · d1 donna del bianco · e1 re del bianco · f1 alfiere del bianco · h1 torre del bianco | a8 torre del nero · c8 alfiere del nero · d8 donna del nero · e8 re del nero · f8 alfiere del nero · h8 torre del nero · f7 pedone del nero · g7 pedone del nero · h7 pedone del nero · a6 pedone del nero · c6 cavallo del nero · d6 pedone del nero · f6 cavallo del nero · b5 pedone del nero · e5 pedone del nero · g5 alfiere del bianco · e4 pedone del bianco · a3 cavallo del bianco · c3 cavallo del bianco · a2 pedone del bianco · b2 pedone del bianco · c2 pedone del bianco · f2 pedone del bianco · g2 pedone del bianco · h2 pedone del bianco · a1 torre del bianco · d1 donna del bianco · e1 re del bianco · f1 alfiere del bianco · h1 torre del bianco | a8 torre del nero · c8 alfiere del nero · d8 donna del nero · e8 re del nero · f8 alfiere del nero · h8 torre del nero · f7 pedone del nero · g7 pedone del nero · h7 pedone del nero · a6 pedone del nero · c6 cavallo del nero · d6 pedone del nero · f6 cavallo del nero · b5 pedone del nero · e5 pedone del nero · g5 alfiere del bianco · e4 pedone del bianco · a3 cavallo del bianco · c3 cavallo del bianco · a2 pedone del bianco · b2 pedone del bianco · c2 pedone del bianco · f2 pedone del bianco · g2 pedone del bianco · h2 pedone del bianco · a1 torre del bianco · d1 donna del bianco · e1 re del bianco · f1 alfiere del bianco · h1 torre del bianco | a8 torre del nero · c8 alfiere del nero · d8 donna del nero · e8 re del nero · f8 alfiere del nero · h8 torre del nero · f7 pedone del nero · g7 pedone del nero · h7 pedone del nero · a6 pedone del nero · c6 cavallo del nero · d6 pedone del nero · f6 cavallo del nero · b5 pedone del nero · e5 pedone del nero · g5 alfiere del bianco · e4 pedone del bianco · a3 cavallo del bianco · c3 cavallo del bianco · a2 pedone del bianco · b2 pedone del bianco · c2 pedone del bianco · f2 pedone del bianco · g2 pedone del bianco · h2 pedone del bianco · a1 torre del bianco · d1 donna del bianco · e1 re del bianco · f1 alfiere del bianco · h1 torre del bianco | a8 torre del nero · c8 alfiere del nero · d8 donna del nero · e8 re del nero · f8 alfiere del nero · h8 torre del nero · f7 pedone del nero · g7 pedone del nero · h7 pedone del nero · a6 pedone del nero · c6 cavallo del nero · d6 pedone del nero · f6 cavallo del nero · b5 pedone del nero · e5 pedone del nero · g5 alfiere del bianco · e4 pedone del bianco · a3 cavallo del bianco · c3 cavallo del bianco · a2 pedone del bianco · b2 pedone del bianco · c2 pedone del bianco · f2 pedone del bianco · g2 pedone del bianco · h2 pedone del bianco · a1 torre del bianco · d1 donna del bianco · e1 re del bianco · f1 alfiere del bianco · h1 torre del bianco | a8 torre del nero · c8 alfiere del nero · d8 donna del nero · e8 re del nero · f8 alfiere del nero · h8 torre del nero · f7 pedone del nero · g7 pedone del nero · h7 pedone del nero · a6 pedone del nero · c6 cavallo del nero · d6 pedone del nero · f6 cavallo del nero · b5 pedone del nero · e5 pedone del nero · g5 alfiere del bianco · e4 pedone del bianco · a3 cavallo del bianco · c3 cavallo del bianco · a2 pedone del bianco · b2 pedone del bianco · c2 pedone del bianco · f2 pedone del bianco · g2 pedone del bianco · h2 pedone del bianco · a1 torre del bianco · d1 donna del bianco · e1 re del bianco · f1 alfiere del bianco · h1 torre del bianco | 3 |
| 2 | a8 torre del nero · c8 alfiere del nero · d8 donna del nero · e8 re del nero · f8 alfiere del nero · h8 torre del nero · f7 pedone del nero · g7 pedone del nero · h7 pedone del nero · a6 pedone del nero · c6 cavallo del nero · d6 pedone del nero · f6 cavallo del nero · b5 pedone del nero · e5 pedone del nero · g5 alfiere del bianco · e4 pedone del bianco · a3 cavallo del bianco · c3 cavallo del bianco · a2 pedone del bianco · b2 pedone del bianco · c2 pedone del bianco · f2 pedone del bianco · g2 pedone del bianco · h2 pedone del bianco · a1 torre del bianco · d1 donna del bianco · e1 re del bianco · f1 alfiere del bianco · h1 torre del bianco | a8 torre del nero · c8 alfiere del nero · d8 donna del nero · e8 re del nero · f8 alfiere del nero · h8 torre del nero · f7 pedone del nero · g7 pedone del nero · h7 pedone del nero · a6 pedone del nero · c6 cavallo del nero · d6 pedone del nero · f6 cavallo del nero · b5 pedone del nero · e5 pedone del nero · g5 alfiere del bianco · e4 pedone del bianco · a3 cavallo del bianco · c3 cavallo del bianco · a2 pedone del bianco · b2 pedone del bianco · c2 pedone del bianco · f2 pedone del bianco · g2 pedone del bianco · h2 pedone del bianco · a1 torre del bianco · d1 donna del bianco · e1 re del bianco · f1 alfiere del bianco · h1 torre del bianco | a8 torre del nero · c8 alfiere del nero · d8 donna del nero · e8 re del nero · f8 alfiere del nero · h8 torre del nero · f7 pedone del nero · g7 pedone del nero · h7 pedone del nero · a6 pedone del nero · c6 cavallo del nero · d6 pedone del nero · f6 cavallo del nero · b5 pedone del nero · e5 pedone del nero · g5 alfiere del bianco · e4 pedone del bianco · a3 cavallo del bianco · c3 cavallo del bianco · a2 pedone del bianco · b2 pedone del bianco · c2 pedone del bianco · f2 pedone del bianco · g2 pedone del bianco · h2 pedone del bianco · a1 torre del bianco · d1 donna del bianco · e1 re del bianco · f1 alfiere del bianco · h1 torre del bianco | a8 torre del nero · c8 alfiere del nero · d8 donna del nero · e8 re del nero · f8 alfiere del nero · h8 torre del nero · f7 pedone del nero · g7 pedone del nero · h7 pedone del nero · a6 pedone del nero · c6 cavallo del nero · d6 pedone del nero · f6 cavallo del nero · b5 pedone del nero · e5 pedone del nero · g5 alfiere del bianco · e4 pedone del bianco · a3 cavallo del bianco · c3 cavallo del bianco · a2 pedone del bianco · b2 pedone del bianco · c2 pedone del bianco · f2 pedone del bianco · g2 pedone del bianco · h2 pedone del bianco · a1 torre del bianco · d1 donna del bianco · e1 re del bianco · f1 alfiere del bianco · h1 torre del bianco | a8 torre del nero · c8 alfiere del nero · d8 donna del nero · e8 re del nero · f8 alfiere del nero · h8 torre del nero · f7 pedone del nero · g7 pedone del nero · h7 pedone del nero · a6 pedone del nero · c6 cavallo del nero · d6 pedone del nero · f6 cavallo del nero · b5 pedone del nero · e5 pedone del nero · g5 alfiere del bianco · e4 pedone del bianco · a3 cavallo del bianco · c3 cavallo del bianco · a2 pedone del bianco · b2 pedone del bianco · c2 pedone del bianco · f2 pedone del bianco · g2 pedone del bianco · h2 pedone del bianco · a1 torre del bianco · d1 donna del bianco · e1 re del bianco · f1 alfiere del bianco · h1 torre del bianco | a8 torre del nero · c8 alfiere del nero · d8 donna del nero · e8 re del nero · f8 alfiere del nero · h8 torre del nero · f7 pedone del nero · g7 pedone del nero · h7 pedone del nero · a6 pedone del nero · c6 cavallo del nero · d6 pedone del nero · f6 cavallo del nero · b5 pedone del nero · e5 pedone del nero · g5 alfiere del bianco · e4 pedone del bianco · a3 cavallo del bianco · c3 cavallo del bianco · a2 pedone del bianco · b2 pedone del bianco · c2 pedone del bianco · f2 pedone del bianco · g2 pedone del bianco · h2 pedone del bianco · a1 torre del bianco · d1 donna del bianco · e1 re del bianco · f1 alfiere del bianco · h1 torre del bianco | a8 torre del nero · c8 alfiere del nero · d8 donna del nero · e8 re del nero · f8 alfiere del nero · h8 torre del nero · f7 pedone del nero · g7 pedone del nero · h7 pedone del nero · a6 pedone del nero · c6 cavallo del nero · d6 pedone del nero · f6 cavallo del nero · b5 pedone del nero · e5 pedone del nero · g5 alfiere del bianco · e4 pedone del bianco · a3 cavallo del bianco · c3 cavallo del bianco · a2 pedone del bianco · b2 pedone del bianco · c2 pedone del bianco · f2 pedone del bianco · g2 pedone del bianco · h2 pedone del bianco · a1 torre del bianco · d1 donna del bianco · e1 re del bianco · f1 alfiere del bianco · h1 torre del bianco | a8 torre del nero · c8 alfiere del nero · d8 donna del nero · e8 re del nero · f8 alfiere del nero · h8 torre del nero · f7 pedone del nero · g7 pedone del nero · h7 pedone del nero · a6 pedone del nero · c6 cavallo del nero · d6 pedone del nero · f6 cavallo del nero · b5 pedone del nero · e5 pedone del nero · g5 alfiere del bianco · e4 pedone del bianco · a3 cavallo del bianco · c3 cavallo del bianco · a2 pedone del bianco · b2 pedone del bianco · c2 pedone del bianco · f2 pedone del bianco · g2 pedone del bianco · h2 pedone del bianco · a1 torre del bianco · d1 donna del bianco · e1 re del bianco · f1 alfiere del bianco · h1 torre del bianco | 2 |
| 1 | a8 torre del nero · c8 alfiere del nero · d8 donna del nero · e8 re del nero · f8 alfiere del nero · h8 torre del nero · f7 pedone del nero · g7 pedone del nero · h7 pedone del nero · a6 pedone del nero · c6 cavallo del nero · d6 pedone del nero · f6 cavallo del nero · b5 pedone del nero · e5 pedone del nero · g5 alfiere del bianco · e4 pedone del bianco · a3 cavallo del bianco · c3 cavallo del bianco · a2 pedone del bianco · b2 pedone del bianco · c2 pedone del bianco · f2 pedone del bianco · g2 pedone del bianco · h2 pedone del bianco · a1 torre del bianco · d1 donna del bianco · e1 re del bianco · f1 alfiere del bianco · h1 torre del bianco | a8 torre del nero · c8 alfiere del nero · d8 donna del nero · e8 re del nero · f8 alfiere del nero · h8 torre del nero · f7 pedone del nero · g7 pedone del nero · h7 pedone del nero · a6 pedone del nero · c6 cavallo del nero · d6 pedone del nero · f6 cavallo del nero · b5 pedone del nero · e5 pedone del nero · g5 alfiere del bianco · e4 pedone del bianco · a3 cavallo del bianco · c3 cavallo del bianco · a2 pedone del bianco · b2 pedone del bianco · c2 pedone del bianco · f2 pedone del bianco · g2 pedone del bianco · h2 pedone del bianco · a1 torre del bianco · d1 donna del bianco · e1 re del bianco · f1 alfiere del bianco · h1 torre del bianco | a8 torre del nero · c8 alfiere del nero · d8 donna del nero · e8 re del nero · f8 alfiere del nero · h8 torre del nero · f7 pedone del nero · g7 pedone del nero · h7 pedone del nero · a6 pedone del nero · c6 cavallo del nero · d6 pedone del nero · f6 cavallo del nero · b5 pedone del nero · e5 pedone del nero · g5 alfiere del bianco · e4 pedone del bianco · a3 cavallo del bianco · c3 cavallo del bianco · a2 pedone del bianco · b2 pedone del bianco · c2 pedone del bianco · f2 pedone del bianco · g2 pedone del bianco · h2 pedone del bianco · a1 torre del bianco · d1 donna del bianco · e1 re del bianco · f1 alfiere del bianco · h1 torre del bianco | a8 torre del nero · c8 alfiere del nero · d8 donna del nero · e8 re del nero · f8 alfiere del nero · h8 torre del nero · f7 pedone del nero · g7 pedone del nero · h7 pedone del nero · a6 pedone del nero · c6 cavallo del nero · d6 pedone del nero · f6 cavallo del nero · b5 pedone del nero · e5 pedone del nero · g5 alfiere del bianco · e4 pedone del bianco · a3 cavallo del bianco · c3 cavallo del bianco · a2 pedone del bianco · b2 pedone del bianco · c2 pedone del bianco · f2 pedone del bianco · g2 pedone del bianco · h2 pedone del bianco · a1 torre del bianco · d1 donna del bianco · e1 re del bianco · f1 alfiere del bianco · h1 torre del bianco | a8 torre del nero · c8 alfiere del nero · d8 donna del nero · e8 re del nero · f8 alfiere del nero · h8 torre del nero · f7 pedone del nero · g7 pedone del nero · h7 pedone del nero · a6 pedone del nero · c6 cavallo del nero · d6 pedone del nero · f6 cavallo del nero · b5 pedone del nero · e5 pedone del nero · g5 alfiere del bianco · e4 pedone del bianco · a3 cavallo del bianco · c3 cavallo del bianco · a2 pedone del bianco · b2 pedone del bianco · c2 pedone del bianco · f2 pedone del bianco · g2 pedone del bianco · h2 pedone del bianco · a1 torre del bianco · d1 donna del bianco · e1 re del bianco · f1 alfiere del bianco · h1 torre del bianco | a8 torre del nero · c8 alfiere del nero · d8 donna del nero · e8 re del nero · f8 alfiere del nero · h8 torre del nero · f7 pedone del nero · g7 pedone del nero · h7 pedone del nero · a6 pedone del nero · c6 cavallo del nero · d6 pedone del nero · f6 cavallo del nero · b5 pedone del nero · e5 pedone del nero · g5 alfiere del bianco · e4 pedone del bianco · a3 cavallo del bianco · c3 cavallo del bianco · a2 pedone del bianco · b2 pedone del bianco · c2 pedone del bianco · f2 pedone del bianco · g2 pedone del bianco · h2 pedone del bianco · a1 torre del bianco · d1 donna del bianco · e1 re del bianco · f1 alfiere del bianco · h1 torre del bianco | a8 torre del nero · c8 alfiere del nero · d8 donna del nero · e8 re del nero · f8 alfiere del nero · h8 torre del nero · f7 pedone del nero · g7 pedone del nero · h7 pedone del nero · a6 pedone del nero · c6 cavallo del nero · d6 pedone del nero · f6 cavallo del nero · b5 pedone del nero · e5 pedone del nero · g5 alfiere del bianco · e4 pedone del bianco · a3 cavallo del bianco · c3 cavallo del bianco · a2 pedone del bianco · b2 pedone del bianco · c2 pedone del bianco · f2 pedone del bianco · g2 pedone del bianco · h2 pedone del bianco · a1 torre del bianco · d1 donna del bianco · e1 re del bianco · f1 alfiere del bianco · h1 torre del bianco | a8 torre del nero · c8 alfiere del nero · d8 donna del nero · e8 re del nero · f8 alfiere del nero · h8 torre del nero · f7 pedone del nero · g7 pedone del nero · h7 pedone del nero · a6 pedone del nero · c6 cavallo del nero · d6 pedone del nero · f6 cavallo del nero · b5 pedone del nero · e5 pedone del nero · g5 alfiere del bianco · e4 pedone del bianco · a3 cavallo del bianco · c3 cavallo del bianco · a2 pedone del bianco · b2 pedone del bianco · c2 pedone del bianco · f2 pedone del bianco · g2 pedone del bianco · h2 pedone del bianco · a1 torre del bianco · d1 donna del bianco · e1 re del bianco · f1 alfiere del bianco · h1 torre del bianco | 1 |
|   | a | b | c | d | e | f | g | h |   |

#### Variante posizionale con 9.Cd5
|   | a | b | c | d | e | f | g | h |   |
| 8 | b8 torre del nero · c8 alfiere del nero · d8 donna del nero · f8 torre del nero · h8 re del nero · f7 pedone del nero · h7 pedone del nero · c6 cavallo del nero · d6 pedone del nero · g6 pedone del nero · a5 pedone del nero · d5 cavallo del bianco · e5 pedone del nero · g5 alfiere del nero · c4 alfiere del bianco · e4 pedone del bianco · c3 pedone del bianco · e3 cavallo del bianco · a2 torre del bianco · b2 pedone del bianco · f2 pedone del bianco · g2 pedone del bianco · h2 pedone del bianco · d1 donna del bianco · e1 re del bianco · h1 torre del bianco | b8 torre del nero · c8 alfiere del nero · d8 donna del nero · f8 torre del nero · h8 re del nero · f7 pedone del nero · h7 pedone del nero · c6 cavallo del nero · d6 pedone del nero · g6 pedone del nero · a5 pedone del nero · d5 cavallo del bianco · e5 pedone del nero · g5 alfiere del nero · c4 alfiere del bianco · e4 pedone del bianco · c3 pedone del bianco · e3 cavallo del bianco · a2 torre del bianco · b2 pedone del bianco · f2 pedone del bianco · g2 pedone del bianco · h2 pedone del bianco · d1 donna del bianco · e1 re del bianco · h1 torre del bianco | b8 torre del nero · c8 alfiere del nero · d8 donna del nero · f8 torre del nero · h8 re del nero · f7 pedone del nero · h7 pedone del nero · c6 cavallo del nero · d6 pedone del nero · g6 pedone del nero · a5 pedone del nero · d5 cavallo del bianco · e5 pedone del nero · g5 alfiere del nero · c4 alfiere del bianco · e4 pedone del bianco · c3 pedone del bianco · e3 cavallo del bianco · a2 torre del bianco · b2 pedone del bianco · f2 pedone del bianco · g2 pedone del bianco · h2 pedone del bianco · d1 donna del bianco · e1 re del bianco · h1 torre del bianco | b8 torre del nero · c8 alfiere del nero · d8 donna del nero · f8 torre del nero · h8 re del nero · f7 pedone del nero · h7 pedone del nero · c6 cavallo del nero · d6 pedone del nero · g6 pedone del nero · a5 pedone del nero · d5 cavallo del bianco · e5 pedone del nero · g5 alfiere del nero · c4 alfiere del bianco · e4 pedone del bianco · c3 pedone del bianco · e3 cavallo del bianco · a2 torre del bianco · b2 pedone del bianco · f2 pedone del bianco · g2 pedone del bianco · h2 pedone del bianco · d1 donna del bianco · e1 re del bianco · h1 torre del bianco | b8 torre del nero · c8 alfiere del nero · d8 donna del nero · f8 torre del nero · h8 re del nero · f7 pedone del nero · h7 pedone del nero · c6 cavallo del nero · d6 pedone del nero · g6 pedone del nero · a5 pedone del nero · d5 cavallo del bianco · e5 pedone del nero · g5 alfiere del nero · c4 alfiere del bianco · e4 pedone del bianco · c3 pedone del bianco · e3 cavallo del bianco · a2 torre del bianco · b2 pedone del bianco · f2 pedone del bianco · g2 pedone del bianco · h2 pedone del bianco · d1 donna del bianco · e1 re del bianco · h1 torre del bianco | b8 torre del nero · c8 alfiere del nero · d8 donna del nero · f8 torre del nero · h8 re del nero · f7 pedone del nero · h7 pedone del nero · c6 cavallo del nero · d6 pedone del nero · g6 pedone del nero · a5 pedone del nero · d5 cavallo del bianco · e5 pedone del nero · g5 alfiere del nero · c4 alfiere del bianco · e4 pedone del bianco · c3 pedone del bianco · e3 cavallo del bianco · a2 torre del bianco · b2 pedone del bianco · f2 pedone del bianco · g2 pedone del bianco · h2 pedone del bianco · d1 donna del bianco · e1 re del bianco · h1 torre del bianco | b8 torre del nero · c8 alfiere del nero · d8 donna del nero · f8 torre del nero · h8 re del nero · f7 pedone del nero · h7 pedone del nero · c6 cavallo del nero · d6 pedone del nero · g6 pedone del nero · a5 pedone del nero · d5 cavallo del bianco · e5 pedone del nero · g5 alfiere del nero · c4 alfiere del bianco · e4 pedone del bianco · c3 pedone del bianco · e3 cavallo del bianco · a2 torre del bianco · b2 pedone del bianco · f2 pedone del bianco · g2 pedone del bianco · h2 pedone del bianco · d1 donna del bianco · e1 re del bianco · h1 torre del bianco | b8 torre del nero · c8 alfiere del nero · d8 donna del nero · f8 torre del nero · h8 re del nero · f7 pedone del nero · h7 pedone del nero · c6 cavallo del nero · d6 pedone del nero · g6 pedone del nero · a5 pedone del nero · d5 cavallo del bianco · e5 pedone del nero · g5 alfiere del nero · c4 alfiere del bianco · e4 pedone del bianco · c3 pedone del bianco · e3 cavallo del bianco · a2 torre del bianco · b2 pedone del bianco · f2 pedone del bianco · g2 pedone del bianco · h2 pedone del bianco · d1 donna del bianco · e1 re del bianco · h1 torre del bianco | 8 |
| 7 | b8 torre del nero · c8 alfiere del nero · d8 donna del nero · f8 torre del nero · h8 re del nero · f7 pedone del nero · h7 pedone del nero · c6 cavallo del nero · d6 pedone del nero · g6 pedone del nero · a5 pedone del nero · d5 cavallo del bianco · e5 pedone del nero · g5 alfiere del nero · c4 alfiere del bianco · e4 pedone del bianco · c3 pedone del bianco · e3 cavallo del bianco · a2 torre del bianco · b2 pedone del bianco · f2 pedone del bianco · g2 pedone del bianco · h2 pedone del bianco · d1 donna del bianco · e1 re del bianco · h1 torre del bianco | b8 torre del nero · c8 alfiere del nero · d8 donna del nero · f8 torre del nero · h8 re del nero · f7 pedone del nero · h7 pedone del nero · c6 cavallo del nero · d6 pedone del nero · g6 pedone del nero · a5 pedone del nero · d5 cavallo del bianco · e5 pedone del nero · g5 alfiere del nero · c4 alfiere del bianco · e4 pedone del bianco · c3 pedone del bianco · e3 cavallo del bianco · a2 torre del bianco · b2 pedone del bianco · f2 pedone del bianco · g2 pedone del bianco · h2 pedone del bianco · d1 donna del bianco · e1 re del bianco · h1 torre del bianco | b8 torre del nero · c8 alfiere del nero · d8 donna del nero · f8 torre del nero · h8 re del nero · f7 pedone del nero · h7 pedone del nero · c6 cavallo del nero · d6 pedone del nero · g6 pedone del nero · a5 pedone del nero · d5 cavallo del bianco · e5 pedone del nero · g5 alfiere del nero · c4 alfiere del bianco · e4 pedone del bianco · c3 pedone del bianco · e3 cavallo del bianco · a2 torre del bianco · b2 pedone del bianco · f2 pedone del bianco · g2 pedone del bianco · h2 pedone del bianco · d1 donna del bianco · e1 re del bianco · h1 torre del bianco | b8 torre del nero · c8 alfiere del nero · d8 donna del nero · f8 torre del nero · h8 re del nero · f7 pedone del nero · h7 pedone del nero · c6 cavallo del nero · d6 pedone del nero · g6 pedone del nero · a5 pedone del nero · d5 cavallo del bianco · e5 pedone del nero · g5 alfiere del nero · c4 alfiere del bianco · e4 pedone del bianco · c3 pedone del bianco · e3 cavallo del bianco · a2 torre del bianco · b2 pedone del bianco · f2 pedone del bianco · g2 pedone del bianco · h2 pedone del bianco · d1 donna del bianco · e1 re del bianco · h1 torre del bianco | b8 torre del nero · c8 alfiere del nero · d8 donna del nero · f8 torre del nero · h8 re del nero · f7 pedone del nero · h7 pedone del nero · c6 cavallo del nero · d6 pedone del nero · g6 pedone del nero · a5 pedone del nero · d5 cavallo del bianco · e5 pedone del nero · g5 alfiere del nero · c4 alfiere del bianco · e4 pedone del bianco · c3 pedone del bianco · e3 cavallo del bianco · a2 torre del bianco · b2 pedone del bianco · f2 pedone del bianco · g2 pedone del bianco · h2 pedone del bianco · d1 donna del bianco · e1 re del bianco · h1 torre del bianco | b8 torre del nero · c8 alfiere del nero · d8 donna del nero · f8 torre del nero · h8 re del nero · f7 pedone del nero · h7 pedone del nero · c6 cavallo del nero · d6 pedone del nero · g6 pedone del nero · a5 pedone del nero · d5 cavallo del bianco · e5 pedone del nero · g5 alfiere del nero · c4 alfiere del bianco · e4 pedone del bianco · c3 pedone del bianco · e3 cavallo del bianco · a2 torre del bianco · b2 pedone del bianco · f2 pedone del bianco · g2 pedone del bianco · h2 pedone del bianco · d1 donna del bianco · e1 re del bianco · h1 torre del bianco | b8 torre del nero · c8 alfiere del nero · d8 donna del nero · f8 torre del nero · h8 re del nero · f7 pedone del nero · h7 pedone del nero · c6 cavallo del nero · d6 pedone del nero · g6 pedone del nero · a5 pedone del nero · d5 cavallo del bianco · e5 pedone del nero · g5 alfiere del nero · c4 alfiere del bianco · e4 pedone del bianco · c3 pedone del bianco · e3 cavallo del bianco · a2 torre del bianco · b2 pedone del bianco · f2 pedone del bianco · g2 pedone del bianco · h2 pedone del bianco · d1 donna del bianco · e1 re del bianco · h1 torre del bianco | b8 torre del nero · c8 alfiere del nero · d8 donna del nero · f8 torre del nero · h8 re del nero · f7 pedone del nero · h7 pedone del nero · c6 cavallo del nero · d6 pedone del nero · g6 pedone del nero · a5 pedone del nero · d5 cavallo del bianco · e5 pedone del nero · g5 alfiere del nero · c4 alfiere del bianco · e4 pedone del bianco · c3 pedone del bianco · e3 cavallo del bianco · a2 torre del bianco · b2 pedone del bianco · f2 pedone del bianco · g2 pedone del bianco · h2 pedone del bianco · d1 donna del bianco · e1 re del bianco · h1 torre del bianco | 7 |
| 6 | b8 torre del nero · c8 alfiere del nero · d8 donna del nero · f8 torre del nero · h8 re del nero · f7 pedone del nero · h7 pedone del nero · c6 cavallo del nero · d6 pedone del nero · g6 pedone del nero · a5 pedone del nero · d5 cavallo del bianco · e5 pedone del nero · g5 alfiere del nero · c4 alfiere del bianco · e4 pedone del bianco · c3 pedone del bianco · e3 cavallo del bianco · a2 torre del bianco · b2 pedone del bianco · f2 pedone del bianco · g2 pedone del bianco · h2 pedone del bianco · d1 donna del bianco · e1 re del bianco · h1 torre del bianco | b8 torre del nero · c8 alfiere del nero · d8 donna del nero · f8 torre del nero · h8 re del nero · f7 pedone del nero · h7 pedone del nero · c6 cavallo del nero · d6 pedone del nero · g6 pedone del nero · a5 pedone del nero · d5 cavallo del bianco · e5 pedone del nero · g5 alfiere del nero · c4 alfiere del bianco · e4 pedone del bianco · c3 pedone del bianco · e3 cavallo del bianco · a2 torre del bianco · b2 pedone del bianco · f2 pedone del bianco · g2 pedone del bianco · h2 pedone del bianco · d1 donna del bianco · e1 re del bianco · h1 torre del bianco | b8 torre del nero · c8 alfiere del nero · d8 donna del nero · f8 torre del nero · h8 re del nero · f7 pedone del nero · h7 pedone del nero · c6 cavallo del nero · d6 pedone del nero · g6 pedone del nero · a5 pedone del nero · d5 cavallo del bianco · e5 pedone del nero · g5 alfiere del nero · c4 alfiere del bianco · e4 pedone del bianco · c3 pedone del bianco · e3 cavallo del bianco · a2 torre del bianco · b2 pedone del bianco · f2 pedone del bianco · g2 pedone del bianco · h2 pedone del bianco · d1 donna del bianco · e1 re del bianco · h1 torre del bianco | b8 torre del nero · c8 alfiere del nero · d8 donna del nero · f8 torre del nero · h8 re del nero · f7 pedone del nero · h7 pedone del nero · c6 cavallo del nero · d6 pedone del nero · g6 pedone del nero · a5 pedone del nero · d5 cavallo del bianco · e5 pedone del nero · g5 alfiere del nero · c4 alfiere del bianco · e4 pedone del bianco · c3 pedone del bianco · e3 cavallo del bianco · a2 torre del bianco · b2 pedone del bianco · f2 pedone del bianco · g2 pedone del bianco · h2 pedone del bianco · d1 donna del bianco · e1 re del bianco · h1 torre del bianco | b8 torre del nero · c8 alfiere del nero · d8 donna del nero · f8 torre del nero · h8 re del nero · f7 pedone del nero · h7 pedone del nero · c6 cavallo del nero · d6 pedone del nero · g6 pedone del nero · a5 pedone del nero · d5 cavallo del bianco · e5 pedone del nero · g5 alfiere del nero · c4 alfiere del bianco · e4 pedone del bianco · c3 pedone del bianco · e3 cavallo del bianco · a2 torre del bianco · b2 pedone del bianco · f2 pedone del bianco · g2 pedone del bianco · h2 pedone del bianco · d1 donna del bianco · e1 re del bianco · h1 torre del bianco | b8 torre del nero · c8 alfiere del nero · d8 donna del nero · f8 torre del nero · h8 re del nero · f7 pedone del nero · h7 pedone del nero · c6 cavallo del nero · d6 pedone del nero · g6 pedone del nero · a5 pedone del nero · d5 cavallo del bianco · e5 pedone del nero · g5 alfiere del nero · c4 alfiere del bianco · e4 pedone del bianco · c3 pedone del bianco · e3 cavallo del bianco · a2 torre del bianco · b2 pedone del bianco · f2 pedone del bianco · g2 pedone del bianco · h2 pedone del bianco · d1 donna del bianco · e1 re del bianco · h1 torre del bianco | b8 torre del nero · c8 alfiere del nero · d8 donna del nero · f8 torre del nero · h8 re del nero · f7 pedone del nero · h7 pedone del nero · c6 cavallo del nero · d6 pedone del nero · g6 pedone del nero · a5 pedone del nero · d5 cavallo del bianco · e5 pedone del nero · g5 alfiere del nero · c4 alfiere del bianco · e4 pedone del bianco · c3 pedone del bianco · e3 cavallo del bianco · a2 torre del bianco · b2 pedone del bianco · f2 pedone del bianco · g2 pedone del bianco · h2 pedone del bianco · d1 donna del bianco · e1 re del bianco · h1 torre del bianco | b8 torre del nero · c8 alfiere del nero · d8 donna del nero · f8 torre del nero · h8 re del nero · f7 pedone del nero · h7 pedone del nero · c6 cavallo del nero · d6 pedone del nero · g6 pedone del nero · a5 pedone del nero · d5 cavallo del bianco · e5 pedone del nero · g5 alfiere del nero · c4 alfiere del bianco · e4 pedone del bianco · c3 pedone del bianco · e3 cavallo del bianco · a2 torre del bianco · b2 pedone del bianco · f2 pedone del bianco · g2 pedone del bianco · h2 pedone del bianco · d1 donna del bianco · e1 re del bianco · h1 torre del bianco | 6 |
| 5 | b8 torre del nero · c8 alfiere del nero · d8 donna del nero · f8 torre del nero · h8 re del nero · f7 pedone del nero · h7 pedone del nero · c6 cavallo del nero · d6 pedone del nero · g6 pedone del nero · a5 pedone del nero · d5 cavallo del bianco · e5 pedone del nero · g5 alfiere del nero · c4 alfiere del bianco · e4 pedone del bianco · c3 pedone del bianco · e3 cavallo del bianco · a2 torre del bianco · b2 pedone del bianco · f2 pedone del bianco · g2 pedone del bianco · h2 pedone del bianco · d1 donna del bianco · e1 re del bianco · h1 torre del bianco | b8 torre del nero · c8 alfiere del nero · d8 donna del nero · f8 torre del nero · h8 re del nero · f7 pedone del nero · h7 pedone del nero · c6 cavallo del nero · d6 pedone del nero · g6 pedone del nero · a5 pedone del nero · d5 cavallo del bianco · e5 pedone del nero · g5 alfiere del nero · c4 alfiere del bianco · e4 pedone del bianco · c3 pedone del bianco · e3 cavallo del bianco · a2 torre del bianco · b2 pedone del bianco · f2 pedone del bianco · g2 pedone del bianco · h2 pedone del bianco · d1 donna del bianco · e1 re del bianco · h1 torre del bianco | b8 torre del nero · c8 alfiere del nero · d8 donna del nero · f8 torre del nero · h8 re del nero · f7 pedone del nero · h7 pedone del nero · c6 cavallo del nero · d6 pedone del nero · g6 pedone del nero · a5 pedone del nero · d5 cavallo del bianco · e5 pedone del nero · g5 alfiere del nero · c4 alfiere del bianco · e4 pedone del bianco · c3 pedone del bianco · e3 cavallo del bianco · a2 torre del bianco · b2 pedone del bianco · f2 pedone del bianco · g2 pedone del bianco · h2 pedone del bianco · d1 donna del bianco · e1 re del bianco · h1 torre del bianco | b8 torre del nero · c8 alfiere del nero · d8 donna del nero · f8 torre del nero · h8 re del nero · f7 pedone del nero · h7 pedone del nero · c6 cavallo del nero · d6 pedone del nero · g6 pedone del nero · a5 pedone del nero · d5 cavallo del bianco · e5 pedone del nero · g5 alfiere del nero · c4 alfiere del bianco · e4 pedone del bianco · c3 pedone del bianco · e3 cavallo del bianco · a2 torre del bianco · b2 pedone del bianco · f2 pedone del bianco · g2 pedone del bianco · h2 pedone del bianco · d1 donna del bianco · e1 re del bianco · h1 torre del bianco | b8 torre del nero · c8 alfiere del nero · d8 donna del nero · f8 torre del nero · h8 re del nero · f7 pedone del nero · h7 pedone del nero · c6 cavallo del nero · d6 pedone del nero · g6 pedone del nero · a5 pedone del nero · d5 cavallo del bianco · e5 pedone del nero · g5 alfiere del nero · c4 alfiere del bianco · e4 pedone del bianco · c3 pedone del bianco · e3 cavallo del bianco · a2 torre del bianco · b2 pedone del bianco · f2 pedone del bianco · g2 pedone del bianco · h2 pedone del bianco · d1 donna del bianco · e1 re del bianco · h1 torre del bianco | b8 torre del nero · c8 alfiere del nero · d8 donna del nero · f8 torre del nero · h8 re del nero · f7 pedone del nero · h7 pedone del nero · c6 cavallo del nero · d6 pedone del nero · g6 pedone del nero · a5 pedone del nero · d5 cavallo del bianco · e5 pedone del nero · g5 alfiere del nero · c4 alfiere del bianco · e4 pedone del bianco · c3 pedone del bianco · e3 cavallo del bianco · a2 torre del bianco · b2 pedone del bianco · f2 pedone del bianco · g2 pedone del bianco · h2 pedone del bianco · d1 donna del bianco · e1 re del bianco · h1 torre del bianco | b8 torre del nero · c8 alfiere del nero · d8 donna del nero · f8 torre del nero · h8 re del nero · f7 pedone del nero · h7 pedone del nero · c6 cavallo del nero · d6 pedone del nero · g6 pedone del nero · a5 pedone del nero · d5 cavallo del bianco · e5 pedone del nero · g5 alfiere del nero · c4 alfiere del bianco · e4 pedone del bianco · c3 pedone del bianco · e3 cavallo del bianco · a2 torre del bianco · b2 pedone del bianco · f2 pedone del bianco · g2 pedone del bianco · h2 pedone del bianco · d1 donna del bianco · e1 re del bianco · h1 torre del bianco | b8 torre del nero · c8 alfiere del nero · d8 donna del nero · f8 torre del nero · h8 re del nero · f7 pedone del nero · h7 pedone del nero · c6 cavallo del nero · d6 pedone del nero · g6 pedone del nero · a5 pedone del nero · d5 cavallo del bianco · e5 pedone del nero · g5 alfiere del nero · c4 alfiere del bianco · e4 pedone del bianco · c3 pedone del bianco · e3 cavallo del bianco · a2 torre del bianco · b2 pedone del bianco · f2 pedone del bianco · g2 pedone del bianco · h2 pedone del bianco · d1 donna del bianco · e1 re del bianco · h1 torre del bianco | 5 |
| 4 | b8 torre del nero · c8 alfiere del nero · d8 donna del nero · f8 torre del nero · h8 re del nero · f7 pedone del nero · h7 pedone del nero · c6 cavallo del nero · d6 pedone del nero · g6 pedone del nero · a5 pedone del nero · d5 cavallo del bianco · e5 pedone del nero · g5 alfiere del nero · c4 alfiere del bianco · e4 pedone del bianco · c3 pedone del bianco · e3 cavallo del bianco · a2 torre del bianco · b2 pedone del bianco · f2 pedone del bianco · g2 pedone del bianco · h2 pedone del bianco · d1 donna del bianco · e1 re del bianco · h1 torre del bianco | b8 torre del nero · c8 alfiere del nero · d8 donna del nero · f8 torre del nero · h8 re del nero · f7 pedone del nero · h7 pedone del nero · c6 cavallo del nero · d6 pedone del nero · g6 pedone del nero · a5 pedone del nero · d5 cavallo del bianco · e5 pedone del nero · g5 alfiere del nero · c4 alfiere del bianco · e4 pedone del bianco · c3 pedone del bianco · e3 cavallo del bianco · a2 torre del bianco · b2 pedone del bianco · f2 pedone del bianco · g2 pedone del bianco · h2 pedone del bianco · d1 donna del bianco · e1 re del bianco · h1 torre del bianco | b8 torre del nero · c8 alfiere del nero · d8 donna del nero · f8 torre del nero · h8 re del nero · f7 pedone del nero · h7 pedone del nero · c6 cavallo del nero · d6 pedone del nero · g6 pedone del nero · a5 pedone del nero · d5 cavallo del bianco · e5 pedone del nero · g5 alfiere del nero · c4 alfiere del bianco · e4 pedone del bianco · c3 pedone del bianco · e3 cavallo del bianco · a2 torre del bianco · b2 pedone del bianco · f2 pedone del bianco · g2 pedone del bianco · h2 pedone del bianco · d1 donna del bianco · e1 re del bianco · h1 torre del bianco | b8 torre del nero · c8 alfiere del nero · d8 donna del nero · f8 torre del nero · h8 re del nero · f7 pedone del nero · h7 pedone del nero · c6 cavallo del nero · d6 pedone del nero · g6 pedone del nero · a5 pedone del nero · d5 cavallo del bianco · e5 pedone del nero · g5 alfiere del nero · c4 alfiere del bianco · e4 pedone del bianco · c3 pedone del bianco · e3 cavallo del bianco · a2 torre del bianco · b2 pedone del bianco · f2 pedone del bianco · g2 pedone del bianco · h2 pedone del bianco · d1 donna del bianco · e1 re del bianco · h1 torre del bianco | b8 torre del nero · c8 alfiere del nero · d8 donna del nero · f8 torre del nero · h8 re del nero · f7 pedone del nero · h7 pedone del nero · c6 cavallo del nero · d6 pedone del nero · g6 pedone del nero · a5 pedone del nero · d5 cavallo del bianco · e5 pedone del nero · g5 alfiere del nero · c4 alfiere del bianco · e4 pedone del bianco · c3 pedone del bianco · e3 cavallo del bianco · a2 torre del bianco · b2 pedone del bianco · f2 pedone del bianco · g2 pedone del bianco · h2 pedone del bianco · d1 donna del bianco · e1 re del bianco · h1 torre del bianco | b8 torre del nero · c8 alfiere del nero · d8 donna del nero · f8 torre del nero · h8 re del nero · f7 pedone del nero · h7 pedone del nero · c6 cavallo del nero · d6 pedone del nero · g6 pedone del nero · a5 pedone del nero · d5 cavallo del bianco · e5 pedone del nero · g5 alfiere del nero · c4 alfiere del bianco · e4 pedone del bianco · c3 pedone del bianco · e3 cavallo del bianco · a2 torre del bianco · b2 pedone del bianco · f2 pedone del bianco · g2 pedone del bianco · h2 pedone del bianco · d1 donna del bianco · e1 re del bianco · h1 torre del bianco | b8 torre del nero · c8 alfiere del nero · d8 donna del nero · f8 torre del nero · h8 re del nero · f7 pedone del nero · h7 pedone del nero · c6 cavallo del nero · d6 pedone del nero · g6 pedone del nero · a5 pedone del nero · d5 cavallo del bianco · e5 pedone del nero · g5 alfiere del nero · c4 alfiere del bianco · e4 pedone del bianco · c3 pedone del bianco · e3 cavallo del bianco · a2 torre del bianco · b2 pedone del bianco · f2 pedone del bianco · g2 pedone del bianco · h2 pedone del bianco · d1 donna del bianco · e1 re del bianco · h1 torre del bianco | b8 torre del nero · c8 alfiere del nero · d8 donna del nero · f8 torre del nero · h8 re del nero · f7 pedone del nero · h7 pedone del nero · c6 cavallo del nero · d6 pedone del nero · g6 pedone del nero · a5 pedone del nero · d5 cavallo del bianco · e5 pedone del nero · g5 alfiere del nero · c4 alfiere del bianco · e4 pedone del bianco · c3 pedone del bianco · e3 cavallo del bianco · a2 torre del bianco · b2 pedone del bianco · f2 pedone del bianco · g2 pedone del bianco · h2 pedone del bianco · d1 donna del bianco · e1 re del bianco · h1 torre del bianco | 4 |
| 3 | b8 torre del nero · c8 alfiere del nero · d8 donna del nero · f8 torre del nero · h8 re del nero · f7 pedone del nero · h7 pedone del nero · c6 cavallo del nero · d6 pedone del nero · g6 pedone del nero · a5 pedone del nero · d5 cavallo del bianco · e5 pedone del nero · g5 alfiere del nero · c4 alfiere del bianco · e4 pedone del bianco · c3 pedone del bianco · e3 cavallo del bianco · a2 torre del bianco · b2 pedone del bianco · f2 pedone del bianco · g2 pedone del bianco · h2 pedone del bianco · d1 donna del bianco · e1 re del bianco · h1 torre del bianco | b8 torre del nero · c8 alfiere del nero · d8 donna del nero · f8 torre del nero · h8 re del nero · f7 pedone del nero · h7 pedone del nero · c6 cavallo del nero · d6 pedone del nero · g6 pedone del nero · a5 pedone del nero · d5 cavallo del bianco · e5 pedone del nero · g5 alfiere del nero · c4 alfiere del bianco · e4 pedone del bianco · c3 pedone del bianco · e3 cavallo del bianco · a2 torre del bianco · b2 pedone del bianco · f2 pedone del bianco · g2 pedone del bianco · h2 pedone del bianco · d1 donna del bianco · e1 re del bianco · h1 torre del bianco | b8 torre del nero · c8 alfiere del nero · d8 donna del nero · f8 torre del nero · h8 re del nero · f7 pedone del nero · h7 pedone del nero · c6 cavallo del nero · d6 pedone del nero · g6 pedone del nero · a5 pedone del nero · d5 cavallo del bianco · e5 pedone del nero · g5 alfiere del nero · c4 alfiere del bianco · e4 pedone del bianco · c3 pedone del bianco · e3 cavallo del bianco · a2 torre del bianco · b2 pedone del bianco · f2 pedone del bianco · g2 pedone del bianco · h2 pedone del bianco · d1 donna del bianco · e1 re del bianco · h1 torre del bianco | b8 torre del nero · c8 alfiere del nero · d8 donna del nero · f8 torre del nero · h8 re del nero · f7 pedone del nero · h7 pedone del nero · c6 cavallo del nero · d6 pedone del nero · g6 pedone del nero · a5 pedone del nero · d5 cavallo del bianco · e5 pedone del nero · g5 alfiere del nero · c4 alfiere del bianco · e4 pedone del bianco · c3 pedone del bianco · e3 cavallo del bianco · a2 torre del bianco · b2 pedone del bianco · f2 pedone del bianco · g2 pedone del bianco · h2 pedone del bianco · d1 donna del bianco · e1 re del bianco · h1 torre del bianco | b8 torre del nero · c8 alfiere del nero · d8 donna del nero · f8 torre del nero · h8 re del nero · f7 pedone del nero · h7 pedone del nero · c6 cavallo del nero · d6 pedone del nero · g6 pedone del nero · a5 pedone del nero · d5 cavallo del bianco · e5 pedone del nero · g5 alfiere del nero · c4 alfiere del bianco · e4 pedone del bianco · c3 pedone del bianco · e3 cavallo del bianco · a2 torre del bianco · b2 pedone del bianco · f2 pedone del bianco · g2 pedone del bianco · h2 pedone del bianco · d1 donna del bianco · e1 re del bianco · h1 torre del bianco | b8 torre del nero · c8 alfiere del nero · d8 donna del nero · f8 torre del nero · h8 re del nero · f7 pedone del nero · h7 pedone del nero · c6 cavallo del nero · d6 pedone del nero · g6 pedone del nero · a5 pedone del nero · d5 cavallo del bianco · e5 pedone del nero · g5 alfiere del nero · c4 alfiere del bianco · e4 pedone del bianco · c3 pedone del bianco · e3 cavallo del bianco · a2 torre del bianco · b2 pedone del bianco · f2 pedone del bianco · g2 pedone del bianco · h2 pedone del bianco · d1 donna del bianco · e1 re del bianco · h1 torre del bianco | b8 torre del nero · c8 alfiere del nero · d8 donna del nero · f8 torre del nero · h8 re del nero · f7 pedone del nero · h7 pedone del nero · c6 cavallo del nero · d6 pedone del nero · g6 pedone del nero · a5 pedone del nero · d5 cavallo del bianco · e5 pedone del nero · g5 alfiere del nero · c4 alfiere del bianco · e4 pedone del bianco · c3 pedone del bianco · e3 cavallo del bianco · a2 torre del bianco · b2 pedone del bianco · f2 pedone del bianco · g2 pedone del bianco · h2 pedone del bianco · d1 donna del bianco · e1 re del bianco · h1 torre del bianco | b8 torre del nero · c8 alfiere del nero · d8 donna del nero · f8 torre del nero · h8 re del nero · f7 pedone del nero · h7 pedone del nero · c6 cavallo del nero · d6 pedone del nero · g6 pedone del nero · a5 pedone del nero · d5 cavallo del bianco · e5 pedone del nero · g5 alfiere del nero · c4 alfiere del bianco · e4 pedone del bianco · c3 pedone del bianco · e3 cavallo del bianco · a2 torre del bianco · b2 pedone del bianco · f2 pedone del bianco · g2 pedone del bianco · h2 pedone del bianco · d1 donna del bianco · e1 re del bianco · h1 torre del bianco | 3 |
| 2 | b8 torre del nero · c8 alfiere del nero · d8 donna del nero · f8 torre del nero · h8 re del nero · f7 pedone del nero · h7 pedone del nero · c6 cavallo del nero · d6 pedone del nero · g6 pedone del nero · a5 pedone del nero · d5 cavallo del bianco · e5 pedone del nero · g5 alfiere del nero · c4 alfiere del bianco · e4 pedone del bianco · c3 pedone del bianco · e3 cavallo del bianco · a2 torre del bianco · b2 pedone del bianco · f2 pedone del bianco · g2 pedone del bianco · h2 pedone del bianco · d1 donna del bianco · e1 re del bianco · h1 torre del bianco | b8 torre del nero · c8 alfiere del nero · d8 donna del nero · f8 torre del nero · h8 re del nero · f7 pedone del nero · h7 pedone del nero · c6 cavallo del nero · d6 pedone del nero · g6 pedone del nero · a5 pedone del nero · d5 cavallo del bianco · e5 pedone del nero · g5 alfiere del nero · c4 alfiere del bianco · e4 pedone del bianco · c3 pedone del bianco · e3 cavallo del bianco · a2 torre del bianco · b2 pedone del bianco · f2 pedone del bianco · g2 pedone del bianco · h2 pedone del bianco · d1 donna del bianco · e1 re del bianco · h1 torre del bianco | b8 torre del nero · c8 alfiere del nero · d8 donna del nero · f8 torre del nero · h8 re del nero · f7 pedone del nero · h7 pedone del nero · c6 cavallo del nero · d6 pedone del nero · g6 pedone del nero · a5 pedone del nero · d5 cavallo del bianco · e5 pedone del nero · g5 alfiere del nero · c4 alfiere del bianco · e4 pedone del bianco · c3 pedone del bianco · e3 cavallo del bianco · a2 torre del bianco · b2 pedone del bianco · f2 pedone del bianco · g2 pedone del bianco · h2 pedone del bianco · d1 donna del bianco · e1 re del bianco · h1 torre del bianco | b8 torre del nero · c8 alfiere del nero · d8 donna del nero · f8 torre del nero · h8 re del nero · f7 pedone del nero · h7 pedone del nero · c6 cavallo del nero · d6 pedone del nero · g6 pedone del nero · a5 pedone del nero · d5 cavallo del bianco · e5 pedone del nero · g5 alfiere del nero · c4 alfiere del bianco · e4 pedone del bianco · c3 pedone del bianco · e3 cavallo del bianco · a2 torre del bianco · b2 pedone del bianco · f2 pedone del bianco · g2 pedone del bianco · h2 pedone del bianco · d1 donna del bianco · e1 re del bianco · h1 torre del bianco | b8 torre del nero · c8 alfiere del nero · d8 donna del nero · f8 torre del nero · h8 re del nero · f7 pedone del nero · h7 pedone del nero · c6 cavallo del nero · d6 pedone del nero · g6 pedone del nero · a5 pedone del nero · d5 cavallo del bianco · e5 pedone del nero · g5 alfiere del nero · c4 alfiere del bianco · e4 pedone del bianco · c3 pedone del bianco · e3 cavallo del bianco · a2 torre del bianco · b2 pedone del bianco · f2 pedone del bianco · g2 pedone del bianco · h2 pedone del bianco · d1 donna del bianco · e1 re del bianco · h1 torre del bianco | b8 torre del nero · c8 alfiere del nero · d8 donna del nero · f8 torre del nero · h8 re del nero · f7 pedone del nero · h7 pedone del nero · c6 cavallo del nero · d6 pedone del nero · g6 pedone del nero · a5 pedone del nero · d5 cavallo del bianco · e5 pedone del nero · g5 alfiere del nero · c4 alfiere del bianco · e4 pedone del bianco · c3 pedone del bianco · e3 cavallo del bianco · a2 torre del bianco · b2 pedone del bianco · f2 pedone del bianco · g2 pedone del bianco · h2 pedone del bianco · d1 donna del bianco · e1 re del bianco · h1 torre del bianco | b8 torre del nero · c8 alfiere del nero · d8 donna del nero · f8 torre del nero · h8 re del nero · f7 pedone del nero · h7 pedone del nero · c6 cavallo del nero · d6 pedone del nero · g6 pedone del nero · a5 pedone del nero · d5 cavallo del bianco · e5 pedone del nero · g5 alfiere del nero · c4 alfiere del bianco · e4 pedone del bianco · c3 pedone del bianco · e3 cavallo del bianco · a2 torre del bianco · b2 pedone del bianco · f2 pedone del bianco · g2 pedone del bianco · h2 pedone del bianco · d1 donna del bianco · e1 re del bianco · h1 torre del bianco | b8 torre del nero · c8 alfiere del nero · d8 donna del nero · f8 torre del nero · h8 re del nero · f7 pedone del nero · h7 pedone del nero · c6 cavallo del nero · d6 pedone del nero · g6 pedone del nero · a5 pedone del nero · d5 cavallo del bianco · e5 pedone del nero · g5 alfiere del nero · c4 alfiere del bianco · e4 pedone del bianco · c3 pedone del bianco · e3 cavallo del bianco · a2 torre del bianco · b2 pedone del bianco · f2 pedone del bianco · g2 pedone del bianco · h2 pedone del bianco · d1 donna del bianco · e1 re del bianco · h1 torre del bianco | 2 |
| 1 | b8 torre del nero · c8 alfiere del nero · d8 donna del nero · f8 torre del nero · h8 re del nero · f7 pedone del nero · h7 pedone del nero · c6 cavallo del nero · d6 pedone del nero · g6 pedone del nero · a5 pedone del nero · d5 cavallo del bianco · e5 pedone del nero · g5 alfiere del nero · c4 alfiere del bianco · e4 pedone del bianco · c3 pedone del bianco · e3 cavallo del bianco · a2 torre del bianco · b2 pedone del bianco · f2 pedone del bianco · g2 pedone del bianco · h2 pedone del bianco · d1 donna del bianco · e1 re del bianco · h1 torre del bianco | b8 torre del nero · c8 alfiere del nero · d8 donna del nero · f8 torre del nero · h8 re del nero · f7 pedone del nero · h7 pedone del nero · c6 cavallo del nero · d6 pedone del nero · g6 pedone del nero · a5 pedone del nero · d5 cavallo del bianco · e5 pedone del nero · g5 alfiere del nero · c4 alfiere del bianco · e4 pedone del bianco · c3 pedone del bianco · e3 cavallo del bianco · a2 torre del bianco · b2 pedone del bianco · f2 pedone del bianco · g2 pedone del bianco · h2 pedone del bianco · d1 donna del bianco · e1 re del bianco · h1 torre del bianco | b8 torre del nero · c8 alfiere del nero · d8 donna del nero · f8 torre del nero · h8 re del nero · f7 pedone del nero · h7 pedone del nero · c6 cavallo del nero · d6 pedone del nero · g6 pedone del nero · a5 pedone del nero · d5 cavallo del bianco · e5 pedone del nero · g5 alfiere del nero · c4 alfiere del bianco · e4 pedone del bianco · c3 pedone del bianco · e3 cavallo del bianco · a2 torre del bianco · b2 pedone del bianco · f2 pedone del bianco · g2 pedone del bianco · h2 pedone del bianco · d1 donna del bianco · e1 re del bianco · h1 torre del bianco | b8 torre del nero · c8 alfiere del nero · d8 donna del nero · f8 torre del nero · h8 re del nero · f7 pedone del nero · h7 pedone del nero · c6 cavallo del nero · d6 pedone del nero · g6 pedone del nero · a5 pedone del nero · d5 cavallo del bianco · e5 pedone del nero · g5 alfiere del nero · c4 alfiere del bianco · e4 pedone del bianco · c3 pedone del bianco · e3 cavallo del bianco · a2 torre del bianco · b2 pedone del bianco · f2 pedone del bianco · g2 pedone del bianco · h2 pedone del bianco · d1 donna del bianco · e1 re del bianco · h1 torre del bianco | b8 torre del nero · c8 alfiere del nero · d8 donna del nero · f8 torre del nero · h8 re del nero · f7 pedone del nero · h7 pedone del nero · c6 cavallo del nero · d6 pedone del nero · g6 pedone del nero · a5 pedone del nero · d5 cavallo del bianco · e5 pedone del nero · g5 alfiere del nero · c4 alfiere del bianco · e4 pedone del bianco · c3 pedone del bianco · e3 cavallo del bianco · a2 torre del bianco · b2 pedone del bianco · f2 pedone del bianco · g2 pedone del bianco · h2 pedone del bianco · d1 donna del bianco · e1 re del bianco · h1 torre del bianco | b8 torre del nero · c8 alfiere del nero · d8 donna del nero · f8 torre del nero · h8 re del nero · f7 pedone del nero · h7 pedone del nero · c6 cavallo del nero · d6 pedone del nero · g6 pedone del nero · a5 pedone del nero · d5 cavallo del bianco · e5 pedone del nero · g5 alfiere del nero · c4 alfiere del bianco · e4 pedone del bianco · c3 pedone del bianco · e3 cavallo del bianco · a2 torre del bianco · b2 pedone del bianco · f2 pedone del bianco · g2 pedone del bianco · h2 pedone del bianco · d1 donna del bianco · e1 re del bianco · h1 torre del bianco | b8 torre del nero · c8 alfiere del nero · d8 donna del nero · f8 torre del nero · h8 re del nero · f7 pedone del nero · h7 pedone del nero · c6 cavallo del nero · d6 pedone del nero · g6 pedone del nero · a5 pedone del nero · d5 cavallo del bianco · e5 pedone del nero · g5 alfiere del nero · c4 alfiere del bianco · e4 pedone del bianco · c3 pedone del bianco · e3 cavallo del bianco · a2 torre del bianco · b2 pedone del bianco · f2 pedone del bianco · g2 pedone del bianco · h2 pedone del bianco · d1 donna del bianco · e1 re del bianco · h1 torre del bianco | b8 torre del nero · c8 alfiere del nero · d8 donna del nero · f8 torre del nero · h8 re del nero · f7 pedone del nero · h7 pedone del nero · c6 cavallo del nero · d6 pedone del nero · g6 pedone del nero · a5 pedone del nero · d5 cavallo del bianco · e5 pedone del nero · g5 alfiere del nero · c4 alfiere del bianco · e4 pedone del bianco · c3 pedone del bianco · e3 cavallo del bianco · a2 torre del bianco · b2 pedone del bianco · f2 pedone del bianco · g2 pedone del bianco · h2 pedone del bianco · d1 donna del bianco · e1 re del bianco · h1 torre del bianco | 1 |
|   | a | b | c | d | e | f | g | h |   |

9.Cd5 Ae7 (evitando la doppiatura dei pedoni dopo 10...Axf6)
10.Axf6 Axf6
11 c3 Ag5
Il Bianco ha eliminato l'influenza del cavallo f6 sul centro, e adesso offre al cavallo a3 una via per rientrare in gioco; il Nero, invece, sposta l'alfiere su una diagonale (c1-h6) dove è più attivo, e potrà in futuro essere cambiato con il cavallo in e3 (dopo Ca3-c2-e3); contemporaneamente libera la strada all'avanzata del pedone f. Un'altra possibilità è giocare prima l'arrocco.
12.Cc2 0-0
13.a4 bxa4
14.Txa4 a5
15.Ac4
Il Bianco prosegue il suo sviluppo esercitando pressione sulla diagonale a2-g8: in questo modo contrasta i piani del Nero basati sulla reazione tematica f7-f5.
15....Tb8
16.Ta2
In a2, la torre protegge il pedone e si prepara ad entrare in azione sul lato di re in caso in cui il Bianco decidesse di proseguire aggressivamente con le ambiziose spinte di pedone h2-h4, g2-g3, f2-f4, b2-b4. Si può giocare anche 16.b3 ma in questo caso il bianco si preclude la possibilità di giocare b2-b4 in un solo tratto.
16...Rh8 (per giocare f7-f5 senza subire uno scacco di scoperta)
17.Ce3 g6
Il cavallo vuole far pressione sulla casella f5 per contrastare la spinta del pedone; il Nero la vuole invece sostenere.
Un'altra variante è 17....Axe3, cambiando l'alfiere cattivo per il Cavallo, continuando con 18.Cxe3 Ce7, controllando la casa d5.

#### Variante tagliente con 9.Axf6
|   | a | b | c | d | e | f | g | h |   |
| 8 | a8 torre del nero · d8 donna del nero · e8 re del nero · f8 alfiere del nero · h8 torre del nero · f7 pedone del nero · h7 pedone del nero · a6 pedone del nero · c6 cavallo del nero · d6 pedone del nero · e6 alfiere del nero · b5 pedone del nero · d5 cavallo del bianco · e5 pedone del nero · f5 pedone del nero · e4 pedone del bianco · a3 cavallo del bianco · d3 alfiere del bianco · a2 pedone del bianco · b2 pedone del bianco · c2 pedone del bianco · f2 pedone del bianco · g2 pedone del bianco · h2 pedone del bianco · a1 torre del bianco · d1 donna del bianco · e1 re del bianco · h1 torre del bianco | a8 torre del nero · d8 donna del nero · e8 re del nero · f8 alfiere del nero · h8 torre del nero · f7 pedone del nero · h7 pedone del nero · a6 pedone del nero · c6 cavallo del nero · d6 pedone del nero · e6 alfiere del nero · b5 pedone del nero · d5 cavallo del bianco · e5 pedone del nero · f5 pedone del nero · e4 pedone del bianco · a3 cavallo del bianco · d3 alfiere del bianco · a2 pedone del bianco · b2 pedone del bianco · c2 pedone del bianco · f2 pedone del bianco · g2 pedone del bianco · h2 pedone del bianco · a1 torre del bianco · d1 donna del bianco · e1 re del bianco · h1 torre del bianco | a8 torre del nero · d8 donna del nero · e8 re del nero · f8 alfiere del nero · h8 torre del nero · f7 pedone del nero · h7 pedone del nero · a6 pedone del nero · c6 cavallo del nero · d6 pedone del nero · e6 alfiere del nero · b5 pedone del nero · d5 cavallo del bianco · e5 pedone del nero · f5 pedone del nero · e4 pedone del bianco · a3 cavallo del bianco · d3 alfiere del bianco · a2 pedone del bianco · b2 pedone del bianco · c2 pedone del bianco · f2 pedone del bianco · g2 pedone del bianco · h2 pedone del bianco · a1 torre del bianco · d1 donna del bianco · e1 re del bianco · h1 torre del bianco | a8 torre del nero · d8 donna del nero · e8 re del nero · f8 alfiere del nero · h8 torre del nero · f7 pedone del nero · h7 pedone del nero · a6 pedone del nero · c6 cavallo del nero · d6 pedone del nero · e6 alfiere del nero · b5 pedone del nero · d5 cavallo del bianco · e5 pedone del nero · f5 pedone del nero · e4 pedone del bianco · a3 cavallo del bianco · d3 alfiere del bianco · a2 pedone del bianco · b2 pedone del bianco · c2 pedone del bianco · f2 pedone del bianco · g2 pedone del bianco · h2 pedone del bianco · a1 torre del bianco · d1 donna del bianco · e1 re del bianco · h1 torre del bianco | a8 torre del nero · d8 donna del nero · e8 re del nero · f8 alfiere del nero · h8 torre del nero · f7 pedone del nero · h7 pedone del nero · a6 pedone del nero · c6 cavallo del nero · d6 pedone del nero · e6 alfiere del nero · b5 pedone del nero · d5 cavallo del bianco · e5 pedone del nero · f5 pedone del nero · e4 pedone del bianco · a3 cavallo del bianco · d3 alfiere del bianco · a2 pedone del bianco · b2 pedone del bianco · c2 pedone del bianco · f2 pedone del bianco · g2 pedone del bianco · h2 pedone del bianco · a1 torre del bianco · d1 donna del bianco · e1 re del bianco · h1 torre del bianco | a8 torre del nero · d8 donna del nero · e8 re del nero · f8 alfiere del nero · h8 torre del nero · f7 pedone del nero · h7 pedone del nero · a6 pedone del nero · c6 cavallo del nero · d6 pedone del nero · e6 alfiere del nero · b5 pedone del nero · d5 cavallo del bianco · e5 pedone del nero · f5 pedone del nero · e4 pedone del bianco · a3 cavallo del bianco · d3 alfiere del bianco · a2 pedone del bianco · b2 pedone del bianco · c2 pedone del bianco · f2 pedone del bianco · g2 pedone del bianco · h2 pedone del bianco · a1 torre del bianco · d1 donna del bianco · e1 re del bianco · h1 torre del bianco | a8 torre del nero · d8 donna del nero · e8 re del nero · f8 alfiere del nero · h8 torre del nero · f7 pedone del nero · h7 pedone del nero · a6 pedone del nero · c6 cavallo del nero · d6 pedone del nero · e6 alfiere del nero · b5 pedone del nero · d5 cavallo del bianco · e5 pedone del nero · f5 pedone del nero · e4 pedone del bianco · a3 cavallo del bianco · d3 alfiere del bianco · a2 pedone del bianco · b2 pedone del bianco · c2 pedone del bianco · f2 pedone del bianco · g2 pedone del bianco · h2 pedone del bianco · a1 torre del bianco · d1 donna del bianco · e1 re del bianco · h1 torre del bianco | a8 torre del nero · d8 donna del nero · e8 re del nero · f8 alfiere del nero · h8 torre del nero · f7 pedone del nero · h7 pedone del nero · a6 pedone del nero · c6 cavallo del nero · d6 pedone del nero · e6 alfiere del nero · b5 pedone del nero · d5 cavallo del bianco · e5 pedone del nero · f5 pedone del nero · e4 pedone del bianco · a3 cavallo del bianco · d3 alfiere del bianco · a2 pedone del bianco · b2 pedone del bianco · c2 pedone del bianco · f2 pedone del bianco · g2 pedone del bianco · h2 pedone del bianco · a1 torre del bianco · d1 donna del bianco · e1 re del bianco · h1 torre del bianco | 8 |
| 7 | a8 torre del nero · d8 donna del nero · e8 re del nero · f8 alfiere del nero · h8 torre del nero · f7 pedone del nero · h7 pedone del nero · a6 pedone del nero · c6 cavallo del nero · d6 pedone del nero · e6 alfiere del nero · b5 pedone del nero · d5 cavallo del bianco · e5 pedone del nero · f5 pedone del nero · e4 pedone del bianco · a3 cavallo del bianco · d3 alfiere del bianco · a2 pedone del bianco · b2 pedone del bianco · c2 pedone del bianco · f2 pedone del bianco · g2 pedone del bianco · h2 pedone del bianco · a1 torre del bianco · d1 donna del bianco · e1 re del bianco · h1 torre del bianco | a8 torre del nero · d8 donna del nero · e8 re del nero · f8 alfiere del nero · h8 torre del nero · f7 pedone del nero · h7 pedone del nero · a6 pedone del nero · c6 cavallo del nero · d6 pedone del nero · e6 alfiere del nero · b5 pedone del nero · d5 cavallo del bianco · e5 pedone del nero · f5 pedone del nero · e4 pedone del bianco · a3 cavallo del bianco · d3 alfiere del bianco · a2 pedone del bianco · b2 pedone del bianco · c2 pedone del bianco · f2 pedone del bianco · g2 pedone del bianco · h2 pedone del bianco · a1 torre del bianco · d1 donna del bianco · e1 re del bianco · h1 torre del bianco | a8 torre del nero · d8 donna del nero · e8 re del nero · f8 alfiere del nero · h8 torre del nero · f7 pedone del nero · h7 pedone del nero · a6 pedone del nero · c6 cavallo del nero · d6 pedone del nero · e6 alfiere del nero · b5 pedone del nero · d5 cavallo del bianco · e5 pedone del nero · f5 pedone del nero · e4 pedone del bianco · a3 cavallo del bianco · d3 alfiere del bianco · a2 pedone del bianco · b2 pedone del bianco · c2 pedone del bianco · f2 pedone del bianco · g2 pedone del bianco · h2 pedone del bianco · a1 torre del bianco · d1 donna del bianco · e1 re del bianco · h1 torre del bianco | a8 torre del nero · d8 donna del nero · e8 re del nero · f8 alfiere del nero · h8 torre del nero · f7 pedone del nero · h7 pedone del nero · a6 pedone del nero · c6 cavallo del nero · d6 pedone del nero · e6 alfiere del nero · b5 pedone del nero · d5 cavallo del bianco · e5 pedone del nero · f5 pedone del nero · e4 pedone del bianco · a3 cavallo del bianco · d3 alfiere del bianco · a2 pedone del bianco · b2 pedone del bianco · c2 pedone del bianco · f2 pedone del bianco · g2 pedone del bianco · h2 pedone del bianco · a1 torre del bianco · d1 donna del bianco · e1 re del bianco · h1 torre del bianco | a8 torre del nero · d8 donna del nero · e8 re del nero · f8 alfiere del nero · h8 torre del nero · f7 pedone del nero · h7 pedone del nero · a6 pedone del nero · c6 cavallo del nero · d6 pedone del nero · e6 alfiere del nero · b5 pedone del nero · d5 cavallo del bianco · e5 pedone del nero · f5 pedone del nero · e4 pedone del bianco · a3 cavallo del bianco · d3 alfiere del bianco · a2 pedone del bianco · b2 pedone del bianco · c2 pedone del bianco · f2 pedone del bianco · g2 pedone del bianco · h2 pedone del bianco · a1 torre del bianco · d1 donna del bianco · e1 re del bianco · h1 torre del bianco | a8 torre del nero · d8 donna del nero · e8 re del nero · f8 alfiere del nero · h8 torre del nero · f7 pedone del nero · h7 pedone del nero · a6 pedone del nero · c6 cavallo del nero · d6 pedone del nero · e6 alfiere del nero · b5 pedone del nero · d5 cavallo del bianco · e5 pedone del nero · f5 pedone del nero · e4 pedone del bianco · a3 cavallo del bianco · d3 alfiere del bianco · a2 pedone del bianco · b2 pedone del bianco · c2 pedone del bianco · f2 pedone del bianco · g2 pedone del bianco · h2 pedone del bianco · a1 torre del bianco · d1 donna del bianco · e1 re del bianco · h1 torre del bianco | a8 torre del nero · d8 donna del nero · e8 re del nero · f8 alfiere del nero · h8 torre del nero · f7 pedone del nero · h7 pedone del nero · a6 pedone del nero · c6 cavallo del nero · d6 pedone del nero · e6 alfiere del nero · b5 pedone del nero · d5 cavallo del bianco · e5 pedone del nero · f5 pedone del nero · e4 pedone del bianco · a3 cavallo del bianco · d3 alfiere del bianco · a2 pedone del bianco · b2 pedone del bianco · c2 pedone del bianco · f2 pedone del bianco · g2 pedone del bianco · h2 pedone del bianco · a1 torre del bianco · d1 donna del bianco · e1 re del bianco · h1 torre del bianco | a8 torre del nero · d8 donna del nero · e8 re del nero · f8 alfiere del nero · h8 torre del nero · f7 pedone del nero · h7 pedone del nero · a6 pedone del nero · c6 cavallo del nero · d6 pedone del nero · e6 alfiere del nero · b5 pedone del nero · d5 cavallo del bianco · e5 pedone del nero · f5 pedone del nero · e4 pedone del bianco · a3 cavallo del bianco · d3 alfiere del bianco · a2 pedone del bianco · b2 pedone del bianco · c2 pedone del bianco · f2 pedone del bianco · g2 pedone del bianco · h2 pedone del bianco · a1 torre del bianco · d1 donna del bianco · e1 re del bianco · h1 torre del bianco | 7 |
| 6 | a8 torre del nero · d8 donna del nero · e8 re del nero · f8 alfiere del nero · h8 torre del nero · f7 pedone del nero · h7 pedone del nero · a6 pedone del nero · c6 cavallo del nero · d6 pedone del nero · e6 alfiere del nero · b5 pedone del nero · d5 cavallo del bianco · e5 pedone del nero · f5 pedone del nero · e4 pedone del bianco · a3 cavallo del bianco · d3 alfiere del bianco · a2 pedone del bianco · b2 pedone del bianco · c2 pedone del bianco · f2 pedone del bianco · g2 pedone del bianco · h2 pedone del bianco · a1 torre del bianco · d1 donna del bianco · e1 re del bianco · h1 torre del bianco | a8 torre del nero · d8 donna del nero · e8 re del nero · f8 alfiere del nero · h8 torre del nero · f7 pedone del nero · h7 pedone del nero · a6 pedone del nero · c6 cavallo del nero · d6 pedone del nero · e6 alfiere del nero · b5 pedone del nero · d5 cavallo del bianco · e5 pedone del nero · f5 pedone del nero · e4 pedone del bianco · a3 cavallo del bianco · d3 alfiere del bianco · a2 pedone del bianco · b2 pedone del bianco · c2 pedone del bianco · f2 pedone del bianco · g2 pedone del bianco · h2 pedone del bianco · a1 torre del bianco · d1 donna del bianco · e1 re del bianco · h1 torre del bianco | a8 torre del nero · d8 donna del nero · e8 re del nero · f8 alfiere del nero · h8 torre del nero · f7 pedone del nero · h7 pedone del nero · a6 pedone del nero · c6 cavallo del nero · d6 pedone del nero · e6 alfiere del nero · b5 pedone del nero · d5 cavallo del bianco · e5 pedone del nero · f5 pedone del nero · e4 pedone del bianco · a3 cavallo del bianco · d3 alfiere del bianco · a2 pedone del bianco · b2 pedone del bianco · c2 pedone del bianco · f2 pedone del bianco · g2 pedone del bianco · h2 pedone del bianco · a1 torre del bianco · d1 donna del bianco · e1 re del bianco · h1 torre del bianco | a8 torre del nero · d8 donna del nero · e8 re del nero · f8 alfiere del nero · h8 torre del nero · f7 pedone del nero · h7 pedone del nero · a6 pedone del nero · c6 cavallo del nero · d6 pedone del nero · e6 alfiere del nero · b5 pedone del nero · d5 cavallo del bianco · e5 pedone del nero · f5 pedone del nero · e4 pedone del bianco · a3 cavallo del bianco · d3 alfiere del bianco · a2 pedone del bianco · b2 pedone del bianco · c2 pedone del bianco · f2 pedone del bianco · g2 pedone del bianco · h2 pedone del bianco · a1 torre del bianco · d1 donna del bianco · e1 re del bianco · h1 torre del bianco | a8 torre del nero · d8 donna del nero · e8 re del nero · f8 alfiere del nero · h8 torre del nero · f7 pedone del nero · h7 pedone del nero · a6 pedone del nero · c6 cavallo del nero · d6 pedone del nero · e6 alfiere del nero · b5 pedone del nero · d5 cavallo del bianco · e5 pedone del nero · f5 pedone del nero · e4 pedone del bianco · a3 cavallo del bianco · d3 alfiere del bianco · a2 pedone del bianco · b2 pedone del bianco · c2 pedone del bianco · f2 pedone del bianco · g2 pedone del bianco · h2 pedone del bianco · a1 torre del bianco · d1 donna del bianco · e1 re del bianco · h1 torre del bianco | a8 torre del nero · d8 donna del nero · e8 re del nero · f8 alfiere del nero · h8 torre del nero · f7 pedone del nero · h7 pedone del nero · a6 pedone del nero · c6 cavallo del nero · d6 pedone del nero · e6 alfiere del nero · b5 pedone del nero · d5 cavallo del bianco · e5 pedone del nero · f5 pedone del nero · e4 pedone del bianco · a3 cavallo del bianco · d3 alfiere del bianco · a2 pedone del bianco · b2 pedone del bianco · c2 pedone del bianco · f2 pedone del bianco · g2 pedone del bianco · h2 pedone del bianco · a1 torre del bianco · d1 donna del bianco · e1 re del bianco · h1 torre del bianco | a8 torre del nero · d8 donna del nero · e8 re del nero · f8 alfiere del nero · h8 torre del nero · f7 pedone del nero · h7 pedone del nero · a6 pedone del nero · c6 cavallo del nero · d6 pedone del nero · e6 alfiere del nero · b5 pedone del nero · d5 cavallo del bianco · e5 pedone del nero · f5 pedone del nero · e4 pedone del bianco · a3 cavallo del bianco · d3 alfiere del bianco · a2 pedone del bianco · b2 pedone del bianco · c2 pedone del bianco · f2 pedone del bianco · g2 pedone del bianco · h2 pedone del bianco · a1 torre del bianco · d1 donna del bianco · e1 re del bianco · h1 torre del bianco | a8 torre del nero · d8 donna del nero · e8 re del nero · f8 alfiere del nero · h8 torre del nero · f7 pedone del nero · h7 pedone del nero · a6 pedone del nero · c6 cavallo del nero · d6 pedone del nero · e6 alfiere del nero · b5 pedone del nero · d5 cavallo del bianco · e5 pedone del nero · f5 pedone del nero · e4 pedone del bianco · a3 cavallo del bianco · d3 alfiere del bianco · a2 pedone del bianco · b2 pedone del bianco · c2 pedone del bianco · f2 pedone del bianco · g2 pedone del bianco · h2 pedone del bianco · a1 torre del bianco · d1 donna del bianco · e1 re del bianco · h1 torre del bianco | 6 |
| 5 | a8 torre del nero · d8 donna del nero · e8 re del nero · f8 alfiere del nero · h8 torre del nero · f7 pedone del nero · h7 pedone del nero · a6 pedone del nero · c6 cavallo del nero · d6 pedone del nero · e6 alfiere del nero · b5 pedone del nero · d5 cavallo del bianco · e5 pedone del nero · f5 pedone del nero · e4 pedone del bianco · a3 cavallo del bianco · d3 alfiere del bianco · a2 pedone del bianco · b2 pedone del bianco · c2 pedone del bianco · f2 pedone del bianco · g2 pedone del bianco · h2 pedone del bianco · a1 torre del bianco · d1 donna del bianco · e1 re del bianco · h1 torre del bianco | a8 torre del nero · d8 donna del nero · e8 re del nero · f8 alfiere del nero · h8 torre del nero · f7 pedone del nero · h7 pedone del nero · a6 pedone del nero · c6 cavallo del nero · d6 pedone del nero · e6 alfiere del nero · b5 pedone del nero · d5 cavallo del bianco · e5 pedone del nero · f5 pedone del nero · e4 pedone del bianco · a3 cavallo del bianco · d3 alfiere del bianco · a2 pedone del bianco · b2 pedone del bianco · c2 pedone del bianco · f2 pedone del bianco · g2 pedone del bianco · h2 pedone del bianco · a1 torre del bianco · d1 donna del bianco · e1 re del bianco · h1 torre del bianco | a8 torre del nero · d8 donna del nero · e8 re del nero · f8 alfiere del nero · h8 torre del nero · f7 pedone del nero · h7 pedone del nero · a6 pedone del nero · c6 cavallo del nero · d6 pedone del nero · e6 alfiere del nero · b5 pedone del nero · d5 cavallo del bianco · e5 pedone del nero · f5 pedone del nero · e4 pedone del bianco · a3 cavallo del bianco · d3 alfiere del bianco · a2 pedone del bianco · b2 pedone del bianco · c2 pedone del bianco · f2 pedone del bianco · g2 pedone del bianco · h2 pedone del bianco · a1 torre del bianco · d1 donna del bianco · e1 re del bianco · h1 torre del bianco | a8 torre del nero · d8 donna del nero · e8 re del nero · f8 alfiere del nero · h8 torre del nero · f7 pedone del nero · h7 pedone del nero · a6 pedone del nero · c6 cavallo del nero · d6 pedone del nero · e6 alfiere del nero · b5 pedone del nero · d5 cavallo del bianco · e5 pedone del nero · f5 pedone del nero · e4 pedone del bianco · a3 cavallo del bianco · d3 alfiere del bianco · a2 pedone del bianco · b2 pedone del bianco · c2 pedone del bianco · f2 pedone del bianco · g2 pedone del bianco · h2 pedone del bianco · a1 torre del bianco · d1 donna del bianco · e1 re del bianco · h1 torre del bianco | a8 torre del nero · d8 donna del nero · e8 re del nero · f8 alfiere del nero · h8 torre del nero · f7 pedone del nero · h7 pedone del nero · a6 pedone del nero · c6 cavallo del nero · d6 pedone del nero · e6 alfiere del nero · b5 pedone del nero · d5 cavallo del bianco · e5 pedone del nero · f5 pedone del nero · e4 pedone del bianco · a3 cavallo del bianco · d3 alfiere del bianco · a2 pedone del bianco · b2 pedone del bianco · c2 pedone del bianco · f2 pedone del bianco · g2 pedone del bianco · h2 pedone del bianco · a1 torre del bianco · d1 donna del bianco · e1 re del bianco · h1 torre del bianco | a8 torre del nero · d8 donna del nero · e8 re del nero · f8 alfiere del nero · h8 torre del nero · f7 pedone del nero · h7 pedone del nero · a6 pedone del nero · c6 cavallo del nero · d6 pedone del nero · e6 alfiere del nero · b5 pedone del nero · d5 cavallo del bianco · e5 pedone del nero · f5 pedone del nero · e4 pedone del bianco · a3 cavallo del bianco · d3 alfiere del bianco · a2 pedone del bianco · b2 pedone del bianco · c2 pedone del bianco · f2 pedone del bianco · g2 pedone del bianco · h2 pedone del bianco · a1 torre del bianco · d1 donna del bianco · e1 re del bianco · h1 torre del bianco | a8 torre del nero · d8 donna del nero · e8 re del nero · f8 alfiere del nero · h8 torre del nero · f7 pedone del nero · h7 pedone del nero · a6 pedone del nero · c6 cavallo del nero · d6 pedone del nero · e6 alfiere del nero · b5 pedone del nero · d5 cavallo del bianco · e5 pedone del nero · f5 pedone del nero · e4 pedone del bianco · a3 cavallo del bianco · d3 alfiere del bianco · a2 pedone del bianco · b2 pedone del bianco · c2 pedone del bianco · f2 pedone del bianco · g2 pedone del bianco · h2 pedone del bianco · a1 torre del bianco · d1 donna del bianco · e1 re del bianco · h1 torre del bianco | a8 torre del nero · d8 donna del nero · e8 re del nero · f8 alfiere del nero · h8 torre del nero · f7 pedone del nero · h7 pedone del nero · a6 pedone del nero · c6 cavallo del nero · d6 pedone del nero · e6 alfiere del nero · b5 pedone del nero · d5 cavallo del bianco · e5 pedone del nero · f5 pedone del nero · e4 pedone del bianco · a3 cavallo del bianco · d3 alfiere del bianco · a2 pedone del bianco · b2 pedone del bianco · c2 pedone del bianco · f2 pedone del bianco · g2 pedone del bianco · h2 pedone del bianco · a1 torre del bianco · d1 donna del bianco · e1 re del bianco · h1 torre del bianco | 5 |
| 4 | a8 torre del nero · d8 donna del nero · e8 re del nero · f8 alfiere del nero · h8 torre del nero · f7 pedone del nero · h7 pedone del nero · a6 pedone del nero · c6 cavallo del nero · d6 pedone del nero · e6 alfiere del nero · b5 pedone del nero · d5 cavallo del bianco · e5 pedone del nero · f5 pedone del nero · e4 pedone del bianco · a3 cavallo del bianco · d3 alfiere del bianco · a2 pedone del bianco · b2 pedone del bianco · c2 pedone del bianco · f2 pedone del bianco · g2 pedone del bianco · h2 pedone del bianco · a1 torre del bianco · d1 donna del bianco · e1 re del bianco · h1 torre del bianco | a8 torre del nero · d8 donna del nero · e8 re del nero · f8 alfiere del nero · h8 torre del nero · f7 pedone del nero · h7 pedone del nero · a6 pedone del nero · c6 cavallo del nero · d6 pedone del nero · e6 alfiere del nero · b5 pedone del nero · d5 cavallo del bianco · e5 pedone del nero · f5 pedone del nero · e4 pedone del bianco · a3 cavallo del bianco · d3 alfiere del bianco · a2 pedone del bianco · b2 pedone del bianco · c2 pedone del bianco · f2 pedone del bianco · g2 pedone del bianco · h2 pedone del bianco · a1 torre del bianco · d1 donna del bianco · e1 re del bianco · h1 torre del bianco | a8 torre del nero · d8 donna del nero · e8 re del nero · f8 alfiere del nero · h8 torre del nero · f7 pedone del nero · h7 pedone del nero · a6 pedone del nero · c6 cavallo del nero · d6 pedone del nero · e6 alfiere del nero · b5 pedone del nero · d5 cavallo del bianco · e5 pedone del nero · f5 pedone del nero · e4 pedone del bianco · a3 cavallo del bianco · d3 alfiere del bianco · a2 pedone del bianco · b2 pedone del bianco · c2 pedone del bianco · f2 pedone del bianco · g2 pedone del bianco · h2 pedone del bianco · a1 torre del bianco · d1 donna del bianco · e1 re del bianco · h1 torre del bianco | a8 torre del nero · d8 donna del nero · e8 re del nero · f8 alfiere del nero · h8 torre del nero · f7 pedone del nero · h7 pedone del nero · a6 pedone del nero · c6 cavallo del nero · d6 pedone del nero · e6 alfiere del nero · b5 pedone del nero · d5 cavallo del bianco · e5 pedone del nero · f5 pedone del nero · e4 pedone del bianco · a3 cavallo del bianco · d3 alfiere del bianco · a2 pedone del bianco · b2 pedone del bianco · c2 pedone del bianco · f2 pedone del bianco · g2 pedone del bianco · h2 pedone del bianco · a1 torre del bianco · d1 donna del bianco · e1 re del bianco · h1 torre del bianco | a8 torre del nero · d8 donna del nero · e8 re del nero · f8 alfiere del nero · h8 torre del nero · f7 pedone del nero · h7 pedone del nero · a6 pedone del nero · c6 cavallo del nero · d6 pedone del nero · e6 alfiere del nero · b5 pedone del nero · d5 cavallo del bianco · e5 pedone del nero · f5 pedone del nero · e4 pedone del bianco · a3 cavallo del bianco · d3 alfiere del bianco · a2 pedone del bianco · b2 pedone del bianco · c2 pedone del bianco · f2 pedone del bianco · g2 pedone del bianco · h2 pedone del bianco · a1 torre del bianco · d1 donna del bianco · e1 re del bianco · h1 torre del bianco | a8 torre del nero · d8 donna del nero · e8 re del nero · f8 alfiere del nero · h8 torre del nero · f7 pedone del nero · h7 pedone del nero · a6 pedone del nero · c6 cavallo del nero · d6 pedone del nero · e6 alfiere del nero · b5 pedone del nero · d5 cavallo del bianco · e5 pedone del nero · f5 pedone del nero · e4 pedone del bianco · a3 cavallo del bianco · d3 alfiere del bianco · a2 pedone del bianco · b2 pedone del bianco · c2 pedone del bianco · f2 pedone del bianco · g2 pedone del bianco · h2 pedone del bianco · a1 torre del bianco · d1 donna del bianco · e1 re del bianco · h1 torre del bianco | a8 torre del nero · d8 donna del nero · e8 re del nero · f8 alfiere del nero · h8 torre del nero · f7 pedone del nero · h7 pedone del nero · a6 pedone del nero · c6 cavallo del nero · d6 pedone del nero · e6 alfiere del nero · b5 pedone del nero · d5 cavallo del bianco · e5 pedone del nero · f5 pedone del nero · e4 pedone del bianco · a3 cavallo del bianco · d3 alfiere del bianco · a2 pedone del bianco · b2 pedone del bianco · c2 pedone del bianco · f2 pedone del bianco · g2 pedone del bianco · h2 pedone del bianco · a1 torre del bianco · d1 donna del bianco · e1 re del bianco · h1 torre del bianco | a8 torre del nero · d8 donna del nero · e8 re del nero · f8 alfiere del nero · h8 torre del nero · f7 pedone del nero · h7 pedone del nero · a6 pedone del nero · c6 cavallo del nero · d6 pedone del nero · e6 alfiere del nero · b5 pedone del nero · d5 cavallo del bianco · e5 pedone del nero · f5 pedone del nero · e4 pedone del bianco · a3 cavallo del bianco · d3 alfiere del bianco · a2 pedone del bianco · b2 pedone del bianco · c2 pedone del bianco · f2 pedone del bianco · g2 pedone del bianco · h2 pedone del bianco · a1 torre del bianco · d1 donna del bianco · e1 re del bianco · h1 torre del bianco | 4 |
| 3 | a8 torre del nero · d8 donna del nero · e8 re del nero · f8 alfiere del nero · h8 torre del nero · f7 pedone del nero · h7 pedone del nero · a6 pedone del nero · c6 cavallo del nero · d6 pedone del nero · e6 alfiere del nero · b5 pedone del nero · d5 cavallo del bianco · e5 pedone del nero · f5 pedone del nero · e4 pedone del bianco · a3 cavallo del bianco · d3 alfiere del bianco · a2 pedone del bianco · b2 pedone del bianco · c2 pedone del bianco · f2 pedone del bianco · g2 pedone del bianco · h2 pedone del bianco · a1 torre del bianco · d1 donna del bianco · e1 re del bianco · h1 torre del bianco | a8 torre del nero · d8 donna del nero · e8 re del nero · f8 alfiere del nero · h8 torre del nero · f7 pedone del nero · h7 pedone del nero · a6 pedone del nero · c6 cavallo del nero · d6 pedone del nero · e6 alfiere del nero · b5 pedone del nero · d5 cavallo del bianco · e5 pedone del nero · f5 pedone del nero · e4 pedone del bianco · a3 cavallo del bianco · d3 alfiere del bianco · a2 pedone del bianco · b2 pedone del bianco · c2 pedone del bianco · f2 pedone del bianco · g2 pedone del bianco · h2 pedone del bianco · a1 torre del bianco · d1 donna del bianco · e1 re del bianco · h1 torre del bianco | a8 torre del nero · d8 donna del nero · e8 re del nero · f8 alfiere del nero · h8 torre del nero · f7 pedone del nero · h7 pedone del nero · a6 pedone del nero · c6 cavallo del nero · d6 pedone del nero · e6 alfiere del nero · b5 pedone del nero · d5 cavallo del bianco · e5 pedone del nero · f5 pedone del nero · e4 pedone del bianco · a3 cavallo del bianco · d3 alfiere del bianco · a2 pedone del bianco · b2 pedone del bianco · c2 pedone del bianco · f2 pedone del bianco · g2 pedone del bianco · h2 pedone del bianco · a1 torre del bianco · d1 donna del bianco · e1 re del bianco · h1 torre del bianco | a8 torre del nero · d8 donna del nero · e8 re del nero · f8 alfiere del nero · h8 torre del nero · f7 pedone del nero · h7 pedone del nero · a6 pedone del nero · c6 cavallo del nero · d6 pedone del nero · e6 alfiere del nero · b5 pedone del nero · d5 cavallo del bianco · e5 pedone del nero · f5 pedone del nero · e4 pedone del bianco · a3 cavallo del bianco · d3 alfiere del bianco · a2 pedone del bianco · b2 pedone del bianco · c2 pedone del bianco · f2 pedone del bianco · g2 pedone del bianco · h2 pedone del bianco · a1 torre del bianco · d1 donna del bianco · e1 re del bianco · h1 torre del bianco | a8 torre del nero · d8 donna del nero · e8 re del nero · f8 alfiere del nero · h8 torre del nero · f7 pedone del nero · h7 pedone del nero · a6 pedone del nero · c6 cavallo del nero · d6 pedone del nero · e6 alfiere del nero · b5 pedone del nero · d5 cavallo del bianco · e5 pedone del nero · f5 pedone del nero · e4 pedone del bianco · a3 cavallo del bianco · d3 alfiere del bianco · a2 pedone del bianco · b2 pedone del bianco · c2 pedone del bianco · f2 pedone del bianco · g2 pedone del bianco · h2 pedone del bianco · a1 torre del bianco · d1 donna del bianco · e1 re del bianco · h1 torre del bianco | a8 torre del nero · d8 donna del nero · e8 re del nero · f8 alfiere del nero · h8 torre del nero · f7 pedone del nero · h7 pedone del nero · a6 pedone del nero · c6 cavallo del nero · d6 pedone del nero · e6 alfiere del nero · b5 pedone del nero · d5 cavallo del bianco · e5 pedone del nero · f5 pedone del nero · e4 pedone del bianco · a3 cavallo del bianco · d3 alfiere del bianco · a2 pedone del bianco · b2 pedone del bianco · c2 pedone del bianco · f2 pedone del bianco · g2 pedone del bianco · h2 pedone del bianco · a1 torre del bianco · d1 donna del bianco · e1 re del bianco · h1 torre del bianco | a8 torre del nero · d8 donna del nero · e8 re del nero · f8 alfiere del nero · h8 torre del nero · f7 pedone del nero · h7 pedone del nero · a6 pedone del nero · c6 cavallo del nero · d6 pedone del nero · e6 alfiere del nero · b5 pedone del nero · d5 cavallo del bianco · e5 pedone del nero · f5 pedone del nero · e4 pedone del bianco · a3 cavallo del bianco · d3 alfiere del bianco · a2 pedone del bianco · b2 pedone del bianco · c2 pedone del bianco · f2 pedone del bianco · g2 pedone del bianco · h2 pedone del bianco · a1 torre del bianco · d1 donna del bianco · e1 re del bianco · h1 torre del bianco | a8 torre del nero · d8 donna del nero · e8 re del nero · f8 alfiere del nero · h8 torre del nero · f7 pedone del nero · h7 pedone del nero · a6 pedone del nero · c6 cavallo del nero · d6 pedone del nero · e6 alfiere del nero · b5 pedone del nero · d5 cavallo del bianco · e5 pedone del nero · f5 pedone del nero · e4 pedone del bianco · a3 cavallo del bianco · d3 alfiere del bianco · a2 pedone del bianco · b2 pedone del bianco · c2 pedone del bianco · f2 pedone del bianco · g2 pedone del bianco · h2 pedone del bianco · a1 torre del bianco · d1 donna del bianco · e1 re del bianco · h1 torre del bianco | 3 |
| 2 | a8 torre del nero · d8 donna del nero · e8 re del nero · f8 alfiere del nero · h8 torre del nero · f7 pedone del nero · h7 pedone del nero · a6 pedone del nero · c6 cavallo del nero · d6 pedone del nero · e6 alfiere del nero · b5 pedone del nero · d5 cavallo del bianco · e5 pedone del nero · f5 pedone del nero · e4 pedone del bianco · a3 cavallo del bianco · d3 alfiere del bianco · a2 pedone del bianco · b2 pedone del bianco · c2 pedone del bianco · f2 pedone del bianco · g2 pedone del bianco · h2 pedone del bianco · a1 torre del bianco · d1 donna del bianco · e1 re del bianco · h1 torre del bianco | a8 torre del nero · d8 donna del nero · e8 re del nero · f8 alfiere del nero · h8 torre del nero · f7 pedone del nero · h7 pedone del nero · a6 pedone del nero · c6 cavallo del nero · d6 pedone del nero · e6 alfiere del nero · b5 pedone del nero · d5 cavallo del bianco · e5 pedone del nero · f5 pedone del nero · e4 pedone del bianco · a3 cavallo del bianco · d3 alfiere del bianco · a2 pedone del bianco · b2 pedone del bianco · c2 pedone del bianco · f2 pedone del bianco · g2 pedone del bianco · h2 pedone del bianco · a1 torre del bianco · d1 donna del bianco · e1 re del bianco · h1 torre del bianco | a8 torre del nero · d8 donna del nero · e8 re del nero · f8 alfiere del nero · h8 torre del nero · f7 pedone del nero · h7 pedone del nero · a6 pedone del nero · c6 cavallo del nero · d6 pedone del nero · e6 alfiere del nero · b5 pedone del nero · d5 cavallo del bianco · e5 pedone del nero · f5 pedone del nero · e4 pedone del bianco · a3 cavallo del bianco · d3 alfiere del bianco · a2 pedone del bianco · b2 pedone del bianco · c2 pedone del bianco · f2 pedone del bianco · g2 pedone del bianco · h2 pedone del bianco · a1 torre del bianco · d1 donna del bianco · e1 re del bianco · h1 torre del bianco | a8 torre del nero · d8 donna del nero · e8 re del nero · f8 alfiere del nero · h8 torre del nero · f7 pedone del nero · h7 pedone del nero · a6 pedone del nero · c6 cavallo del nero · d6 pedone del nero · e6 alfiere del nero · b5 pedone del nero · d5 cavallo del bianco · e5 pedone del nero · f5 pedone del nero · e4 pedone del bianco · a3 cavallo del bianco · d3 alfiere del bianco · a2 pedone del bianco · b2 pedone del bianco · c2 pedone del bianco · f2 pedone del bianco · g2 pedone del bianco · h2 pedone del bianco · a1 torre del bianco · d1 donna del bianco · e1 re del bianco · h1 torre del bianco | a8 torre del nero · d8 donna del nero · e8 re del nero · f8 alfiere del nero · h8 torre del nero · f7 pedone del nero · h7 pedone del nero · a6 pedone del nero · c6 cavallo del nero · d6 pedone del nero · e6 alfiere del nero · b5 pedone del nero · d5 cavallo del bianco · e5 pedone del nero · f5 pedone del nero · e4 pedone del bianco · a3 cavallo del bianco · d3 alfiere del bianco · a2 pedone del bianco · b2 pedone del bianco · c2 pedone del bianco · f2 pedone del bianco · g2 pedone del bianco · h2 pedone del bianco · a1 torre del bianco · d1 donna del bianco · e1 re del bianco · h1 torre del bianco | a8 torre del nero · d8 donna del nero · e8 re del nero · f8 alfiere del nero · h8 torre del nero · f7 pedone del nero · h7 pedone del nero · a6 pedone del nero · c6 cavallo del nero · d6 pedone del nero · e6 alfiere del nero · b5 pedone del nero · d5 cavallo del bianco · e5 pedone del nero · f5 pedone del nero · e4 pedone del bianco · a3 cavallo del bianco · d3 alfiere del bianco · a2 pedone del bianco · b2 pedone del bianco · c2 pedone del bianco · f2 pedone del bianco · g2 pedone del bianco · h2 pedone del bianco · a1 torre del bianco · d1 donna del bianco · e1 re del bianco · h1 torre del bianco | a8 torre del nero · d8 donna del nero · e8 re del nero · f8 alfiere del nero · h8 torre del nero · f7 pedone del nero · h7 pedone del nero · a6 pedone del nero · c6 cavallo del nero · d6 pedone del nero · e6 alfiere del nero · b5 pedone del nero · d5 cavallo del bianco · e5 pedone del nero · f5 pedone del nero · e4 pedone del bianco · a3 cavallo del bianco · d3 alfiere del bianco · a2 pedone del bianco · b2 pedone del bianco · c2 pedone del bianco · f2 pedone del bianco · g2 pedone del bianco · h2 pedone del bianco · a1 torre del bianco · d1 donna del bianco · e1 re del bianco · h1 torre del bianco | a8 torre del nero · d8 donna del nero · e8 re del nero · f8 alfiere del nero · h8 torre del nero · f7 pedone del nero · h7 pedone del nero · a6 pedone del nero · c6 cavallo del nero · d6 pedone del nero · e6 alfiere del nero · b5 pedone del nero · d5 cavallo del bianco · e5 pedone del nero · f5 pedone del nero · e4 pedone del bianco · a3 cavallo del bianco · d3 alfiere del bianco · a2 pedone del bianco · b2 pedone del bianco · c2 pedone del bianco · f2 pedone del bianco · g2 pedone del bianco · h2 pedone del bianco · a1 torre del bianco · d1 donna del bianco · e1 re del bianco · h1 torre del bianco | 2 |
| 1 | a8 torre del nero · d8 donna del nero · e8 re del nero · f8 alfiere del nero · h8 torre del nero · f7 pedone del nero · h7 pedone del nero · a6 pedone del nero · c6 cavallo del nero · d6 pedone del nero · e6 alfiere del nero · b5 pedone del nero · d5 cavallo del bianco · e5 pedone del nero · f5 pedone del nero · e4 pedone del bianco · a3 cavallo del bianco · d3 alfiere del bianco · a2 pedone del bianco · b2 pedone del bianco · c2 pedone del bianco · f2 pedone del bianco · g2 pedone del bianco · h2 pedone del bianco · a1 torre del bianco · d1 donna del bianco · e1 re del bianco · h1 torre del bianco | a8 torre del nero · d8 donna del nero · e8 re del nero · f8 alfiere del nero · h8 torre del nero · f7 pedone del nero · h7 pedone del nero · a6 pedone del nero · c6 cavallo del nero · d6 pedone del nero · e6 alfiere del nero · b5 pedone del nero · d5 cavallo del bianco · e5 pedone del nero · f5 pedone del nero · e4 pedone del bianco · a3 cavallo del bianco · d3 alfiere del bianco · a2 pedone del bianco · b2 pedone del bianco · c2 pedone del bianco · f2 pedone del bianco · g2 pedone del bianco · h2 pedone del bianco · a1 torre del bianco · d1 donna del bianco · e1 re del bianco · h1 torre del bianco | a8 torre del nero · d8 donna del nero · e8 re del nero · f8 alfiere del nero · h8 torre del nero · f7 pedone del nero · h7 pedone del nero · a6 pedone del nero · c6 cavallo del nero · d6 pedone del nero · e6 alfiere del nero · b5 pedone del nero · d5 cavallo del bianco · e5 pedone del nero · f5 pedone del nero · e4 pedone del bianco · a3 cavallo del bianco · d3 alfiere del bianco · a2 pedone del bianco · b2 pedone del bianco · c2 pedone del bianco · f2 pedone del bianco · g2 pedone del bianco · h2 pedone del bianco · a1 torre del bianco · d1 donna del bianco · e1 re del bianco · h1 torre del bianco | a8 torre del nero · d8 donna del nero · e8 re del nero · f8 alfiere del nero · h8 torre del nero · f7 pedone del nero · h7 pedone del nero · a6 pedone del nero · c6 cavallo del nero · d6 pedone del nero · e6 alfiere del nero · b5 pedone del nero · d5 cavallo del bianco · e5 pedone del nero · f5 pedone del nero · e4 pedone del bianco · a3 cavallo del bianco · d3 alfiere del bianco · a2 pedone del bianco · b2 pedone del bianco · c2 pedone del bianco · f2 pedone del bianco · g2 pedone del bianco · h2 pedone del bianco · a1 torre del bianco · d1 donna del bianco · e1 re del bianco · h1 torre del bianco | a8 torre del nero · d8 donna del nero · e8 re del nero · f8 alfiere del nero · h8 torre del nero · f7 pedone del nero · h7 pedone del nero · a6 pedone del nero · c6 cavallo del nero · d6 pedone del nero · e6 alfiere del nero · b5 pedone del nero · d5 cavallo del bianco · e5 pedone del nero · f5 pedone del nero · e4 pedone del bianco · a3 cavallo del bianco · d3 alfiere del bianco · a2 pedone del bianco · b2 pedone del bianco · c2 pedone del bianco · f2 pedone del bianco · g2 pedone del bianco · h2 pedone del bianco · a1 torre del bianco · d1 donna del bianco · e1 re del bianco · h1 torre del bianco | a8 torre del nero · d8 donna del nero · e8 re del nero · f8 alfiere del nero · h8 torre del nero · f7 pedone del nero · h7 pedone del nero · a6 pedone del nero · c6 cavallo del nero · d6 pedone del nero · e6 alfiere del nero · b5 pedone del nero · d5 cavallo del bianco · e5 pedone del nero · f5 pedone del nero · e4 pedone del bianco · a3 cavallo del bianco · d3 alfiere del bianco · a2 pedone del bianco · b2 pedone del bianco · c2 pedone del bianco · f2 pedone del bianco · g2 pedone del bianco · h2 pedone del bianco · a1 torre del bianco · d1 donna del bianco · e1 re del bianco · h1 torre del bianco | a8 torre del nero · d8 donna del nero · e8 re del nero · f8 alfiere del nero · h8 torre del nero · f7 pedone del nero · h7 pedone del nero · a6 pedone del nero · c6 cavallo del nero · d6 pedone del nero · e6 alfiere del nero · b5 pedone del nero · d5 cavallo del bianco · e5 pedone del nero · f5 pedone del nero · e4 pedone del bianco · a3 cavallo del bianco · d3 alfiere del bianco · a2 pedone del bianco · b2 pedone del bianco · c2 pedone del bianco · f2 pedone del bianco · g2 pedone del bianco · h2 pedone del bianco · a1 torre del bianco · d1 donna del bianco · e1 re del bianco · h1 torre del bianco | a8 torre del nero · d8 donna del nero · e8 re del nero · f8 alfiere del nero · h8 torre del nero · f7 pedone del nero · h7 pedone del nero · a6 pedone del nero · c6 cavallo del nero · d6 pedone del nero · e6 alfiere del nero · b5 pedone del nero · d5 cavallo del bianco · e5 pedone del nero · f5 pedone del nero · e4 pedone del bianco · a3 cavallo del bianco · d3 alfiere del bianco · a2 pedone del bianco · b2 pedone del bianco · c2 pedone del bianco · f2 pedone del bianco · g2 pedone del bianco · h2 pedone del bianco · a1 torre del bianco · d1 donna del bianco · e1 re del bianco · h1 torre del bianco | 1 |
|   | a | b | c | d | e | f | g | h |   |

9.Axf6 gxf6
Il cambio diminuisce il controllo del Nero su d5, rovina la sua struttura pedonale e rende insicuro l'arrocco corto; il Nero deve accettare la doppiatura dei Pedoni, a causa della variante 9...Dxf6 10.Cd5 Dd8 11.c4 b4 (11...bxc4 12.Cxc4 minaccia 13.Da4) 12.Da4 Ad7 13 Cb5! axb5 14.Dxa8 Dxa8 15.Cxc7+ Rd8 16.Cxa8 e il Cavallo torna in gioco attraverso b6.
Dopo 10.Cd5 (installando saldamente un cavallo al centro), si possono avere due varianti: 10...f5 oppure 10...Ag7.
Con 10...f5, il Nero cerca controgioco al centro minando e4, ma il Bianco sembra avere risorse sufficienti per contrastarlo; la partita prosegue generalmente con 11. Ad3 Ae6, oppure con 11.Axb5!? axb5 12.Cxb5, con la minaccia di 13.Cc7+.
Con 10...Ag7, il Nero si concentra sulla lotta per d5; dopo 11.Ad3, che sostiene il centro e cerca di scoraggiare la spinta liberatrice in f5, il Nero offre il cambio di cavalli con
11...Ce7!?
12. Cxe7 Dxe7
dove la posizione del Nero diventa già molto tagliente. Il Bianco, se vuole, può rifugiarsi in acque relativamente più tranquille con 13. 0-0, o accettare la sfida. In quest'ultimo caso seguirebbe:
13.c3  f5
La spinta di liberazione mina il centro Bianco, e al contempo l'Ag7 diventa molto attivo. Infatti dopo:
14. exf5 e4!
l'Ad3 è costretto a ritirarsi. In questa posizione sono minacciate sia 15...b4 (che attacca il lato di Donna e rende l'Ag7 un'arma pericolosissima nelle mani del Nero) sia 15...Axf5 (garantendo al Nero il dominio del centro).
Il Nero, avendo una pessima struttura pedonale, è quasi sempre costretto a giocarsi tutte le sue carte nel mediogioco, talvolta sacrificando uno dei pedoni centrali o sul lato di Donna per garantirsi l'iniziativa. Se il Bianco riesce a uscire indenne dal centro-partita e a neutralizzare il forte Alfiere camposcuro del Nero, può tentare di colpire in contropiede approfittando del Re avversario al centro, oppure può assicurarsi un finale superiore.
|   | a | b | c | d | e | f | g | h |   |
| 8 | a8 torre del nero · c8 alfiere del nero · e8 re del nero · h8 torre del nero · e7 donna del nero · f7 pedone del nero · g7 alfiere del nero · h7 pedone del nero · a6 pedone del nero · d6 pedone del nero · b5 pedone del nero · f5 pedone del bianco · e4 pedone del nero · a3 cavallo del bianco · c3 pedone del bianco · d3 alfiere del bianco · a2 pedone del bianco · b2 pedone del bianco · f2 pedone del bianco · g2 pedone del bianco · h2 pedone del bianco · a1 torre del bianco · d1 donna del bianco · e1 re del bianco · h1 torre del bianco | a8 torre del nero · c8 alfiere del nero · e8 re del nero · h8 torre del nero · e7 donna del nero · f7 pedone del nero · g7 alfiere del nero · h7 pedone del nero · a6 pedone del nero · d6 pedone del nero · b5 pedone del nero · f5 pedone del bianco · e4 pedone del nero · a3 cavallo del bianco · c3 pedone del bianco · d3 alfiere del bianco · a2 pedone del bianco · b2 pedone del bianco · f2 pedone del bianco · g2 pedone del bianco · h2 pedone del bianco · a1 torre del bianco · d1 donna del bianco · e1 re del bianco · h1 torre del bianco | a8 torre del nero · c8 alfiere del nero · e8 re del nero · h8 torre del nero · e7 donna del nero · f7 pedone del nero · g7 alfiere del nero · h7 pedone del nero · a6 pedone del nero · d6 pedone del nero · b5 pedone del nero · f5 pedone del bianco · e4 pedone del nero · a3 cavallo del bianco · c3 pedone del bianco · d3 alfiere del bianco · a2 pedone del bianco · b2 pedone del bianco · f2 pedone del bianco · g2 pedone del bianco · h2 pedone del bianco · a1 torre del bianco · d1 donna del bianco · e1 re del bianco · h1 torre del bianco | a8 torre del nero · c8 alfiere del nero · e8 re del nero · h8 torre del nero · e7 donna del nero · f7 pedone del nero · g7 alfiere del nero · h7 pedone del nero · a6 pedone del nero · d6 pedone del nero · b5 pedone del nero · f5 pedone del bianco · e4 pedone del nero · a3 cavallo del bianco · c3 pedone del bianco · d3 alfiere del bianco · a2 pedone del bianco · b2 pedone del bianco · f2 pedone del bianco · g2 pedone del bianco · h2 pedone del bianco · a1 torre del bianco · d1 donna del bianco · e1 re del bianco · h1 torre del bianco | a8 torre del nero · c8 alfiere del nero · e8 re del nero · h8 torre del nero · e7 donna del nero · f7 pedone del nero · g7 alfiere del nero · h7 pedone del nero · a6 pedone del nero · d6 pedone del nero · b5 pedone del nero · f5 pedone del bianco · e4 pedone del nero · a3 cavallo del bianco · c3 pedone del bianco · d3 alfiere del bianco · a2 pedone del bianco · b2 pedone del bianco · f2 pedone del bianco · g2 pedone del bianco · h2 pedone del bianco · a1 torre del bianco · d1 donna del bianco · e1 re del bianco · h1 torre del bianco | a8 torre del nero · c8 alfiere del nero · e8 re del nero · h8 torre del nero · e7 donna del nero · f7 pedone del nero · g7 alfiere del nero · h7 pedone del nero · a6 pedone del nero · d6 pedone del nero · b5 pedone del nero · f5 pedone del bianco · e4 pedone del nero · a3 cavallo del bianco · c3 pedone del bianco · d3 alfiere del bianco · a2 pedone del bianco · b2 pedone del bianco · f2 pedone del bianco · g2 pedone del bianco · h2 pedone del bianco · a1 torre del bianco · d1 donna del bianco · e1 re del bianco · h1 torre del bianco | a8 torre del nero · c8 alfiere del nero · e8 re del nero · h8 torre del nero · e7 donna del nero · f7 pedone del nero · g7 alfiere del nero · h7 pedone del nero · a6 pedone del nero · d6 pedone del nero · b5 pedone del nero · f5 pedone del bianco · e4 pedone del nero · a3 cavallo del bianco · c3 pedone del bianco · d3 alfiere del bianco · a2 pedone del bianco · b2 pedone del bianco · f2 pedone del bianco · g2 pedone del bianco · h2 pedone del bianco · a1 torre del bianco · d1 donna del bianco · e1 re del bianco · h1 torre del bianco | a8 torre del nero · c8 alfiere del nero · e8 re del nero · h8 torre del nero · e7 donna del nero · f7 pedone del nero · g7 alfiere del nero · h7 pedone del nero · a6 pedone del nero · d6 pedone del nero · b5 pedone del nero · f5 pedone del bianco · e4 pedone del nero · a3 cavallo del bianco · c3 pedone del bianco · d3 alfiere del bianco · a2 pedone del bianco · b2 pedone del bianco · f2 pedone del bianco · g2 pedone del bianco · h2 pedone del bianco · a1 torre del bianco · d1 donna del bianco · e1 re del bianco · h1 torre del bianco | 8 |
| 7 | a8 torre del nero · c8 alfiere del nero · e8 re del nero · h8 torre del nero · e7 donna del nero · f7 pedone del nero · g7 alfiere del nero · h7 pedone del nero · a6 pedone del nero · d6 pedone del nero · b5 pedone del nero · f5 pedone del bianco · e4 pedone del nero · a3 cavallo del bianco · c3 pedone del bianco · d3 alfiere del bianco · a2 pedone del bianco · b2 pedone del bianco · f2 pedone del bianco · g2 pedone del bianco · h2 pedone del bianco · a1 torre del bianco · d1 donna del bianco · e1 re del bianco · h1 torre del bianco | a8 torre del nero · c8 alfiere del nero · e8 re del nero · h8 torre del nero · e7 donna del nero · f7 pedone del nero · g7 alfiere del nero · h7 pedone del nero · a6 pedone del nero · d6 pedone del nero · b5 pedone del nero · f5 pedone del bianco · e4 pedone del nero · a3 cavallo del bianco · c3 pedone del bianco · d3 alfiere del bianco · a2 pedone del bianco · b2 pedone del bianco · f2 pedone del bianco · g2 pedone del bianco · h2 pedone del bianco · a1 torre del bianco · d1 donna del bianco · e1 re del bianco · h1 torre del bianco | a8 torre del nero · c8 alfiere del nero · e8 re del nero · h8 torre del nero · e7 donna del nero · f7 pedone del nero · g7 alfiere del nero · h7 pedone del nero · a6 pedone del nero · d6 pedone del nero · b5 pedone del nero · f5 pedone del bianco · e4 pedone del nero · a3 cavallo del bianco · c3 pedone del bianco · d3 alfiere del bianco · a2 pedone del bianco · b2 pedone del bianco · f2 pedone del bianco · g2 pedone del bianco · h2 pedone del bianco · a1 torre del bianco · d1 donna del bianco · e1 re del bianco · h1 torre del bianco | a8 torre del nero · c8 alfiere del nero · e8 re del nero · h8 torre del nero · e7 donna del nero · f7 pedone del nero · g7 alfiere del nero · h7 pedone del nero · a6 pedone del nero · d6 pedone del nero · b5 pedone del nero · f5 pedone del bianco · e4 pedone del nero · a3 cavallo del bianco · c3 pedone del bianco · d3 alfiere del bianco · a2 pedone del bianco · b2 pedone del bianco · f2 pedone del bianco · g2 pedone del bianco · h2 pedone del bianco · a1 torre del bianco · d1 donna del bianco · e1 re del bianco · h1 torre del bianco | a8 torre del nero · c8 alfiere del nero · e8 re del nero · h8 torre del nero · e7 donna del nero · f7 pedone del nero · g7 alfiere del nero · h7 pedone del nero · a6 pedone del nero · d6 pedone del nero · b5 pedone del nero · f5 pedone del bianco · e4 pedone del nero · a3 cavallo del bianco · c3 pedone del bianco · d3 alfiere del bianco · a2 pedone del bianco · b2 pedone del bianco · f2 pedone del bianco · g2 pedone del bianco · h2 pedone del bianco · a1 torre del bianco · d1 donna del bianco · e1 re del bianco · h1 torre del bianco | a8 torre del nero · c8 alfiere del nero · e8 re del nero · h8 torre del nero · e7 donna del nero · f7 pedone del nero · g7 alfiere del nero · h7 pedone del nero · a6 pedone del nero · d6 pedone del nero · b5 pedone del nero · f5 pedone del bianco · e4 pedone del nero · a3 cavallo del bianco · c3 pedone del bianco · d3 alfiere del bianco · a2 pedone del bianco · b2 pedone del bianco · f2 pedone del bianco · g2 pedone del bianco · h2 pedone del bianco · a1 torre del bianco · d1 donna del bianco · e1 re del bianco · h1 torre del bianco | a8 torre del nero · c8 alfiere del nero · e8 re del nero · h8 torre del nero · e7 donna del nero · f7 pedone del nero · g7 alfiere del nero · h7 pedone del nero · a6 pedone del nero · d6 pedone del nero · b5 pedone del nero · f5 pedone del bianco · e4 pedone del nero · a3 cavallo del bianco · c3 pedone del bianco · d3 alfiere del bianco · a2 pedone del bianco · b2 pedone del bianco · f2 pedone del bianco · g2 pedone del bianco · h2 pedone del bianco · a1 torre del bianco · d1 donna del bianco · e1 re del bianco · h1 torre del bianco | a8 torre del nero · c8 alfiere del nero · e8 re del nero · h8 torre del nero · e7 donna del nero · f7 pedone del nero · g7 alfiere del nero · h7 pedone del nero · a6 pedone del nero · d6 pedone del nero · b5 pedone del nero · f5 pedone del bianco · e4 pedone del nero · a3 cavallo del bianco · c3 pedone del bianco · d3 alfiere del bianco · a2 pedone del bianco · b2 pedone del bianco · f2 pedone del bianco · g2 pedone del bianco · h2 pedone del bianco · a1 torre del bianco · d1 donna del bianco · e1 re del bianco · h1 torre del bianco | 7 |
| 6 | a8 torre del nero · c8 alfiere del nero · e8 re del nero · h8 torre del nero · e7 donna del nero · f7 pedone del nero · g7 alfiere del nero · h7 pedone del nero · a6 pedone del nero · d6 pedone del nero · b5 pedone del nero · f5 pedone del bianco · e4 pedone del nero · a3 cavallo del bianco · c3 pedone del bianco · d3 alfiere del bianco · a2 pedone del bianco · b2 pedone del bianco · f2 pedone del bianco · g2 pedone del bianco · h2 pedone del bianco · a1 torre del bianco · d1 donna del bianco · e1 re del bianco · h1 torre del bianco | a8 torre del nero · c8 alfiere del nero · e8 re del nero · h8 torre del nero · e7 donna del nero · f7 pedone del nero · g7 alfiere del nero · h7 pedone del nero · a6 pedone del nero · d6 pedone del nero · b5 pedone del nero · f5 pedone del bianco · e4 pedone del nero · a3 cavallo del bianco · c3 pedone del bianco · d3 alfiere del bianco · a2 pedone del bianco · b2 pedone del bianco · f2 pedone del bianco · g2 pedone del bianco · h2 pedone del bianco · a1 torre del bianco · d1 donna del bianco · e1 re del bianco · h1 torre del bianco | a8 torre del nero · c8 alfiere del nero · e8 re del nero · h8 torre del nero · e7 donna del nero · f7 pedone del nero · g7 alfiere del nero · h7 pedone del nero · a6 pedone del nero · d6 pedone del nero · b5 pedone del nero · f5 pedone del bianco · e4 pedone del nero · a3 cavallo del bianco · c3 pedone del bianco · d3 alfiere del bianco · a2 pedone del bianco · b2 pedone del bianco · f2 pedone del bianco · g2 pedone del bianco · h2 pedone del bianco · a1 torre del bianco · d1 donna del bianco · e1 re del bianco · h1 torre del bianco | a8 torre del nero · c8 alfiere del nero · e8 re del nero · h8 torre del nero · e7 donna del nero · f7 pedone del nero · g7 alfiere del nero · h7 pedone del nero · a6 pedone del nero · d6 pedone del nero · b5 pedone del nero · f5 pedone del bianco · e4 pedone del nero · a3 cavallo del bianco · c3 pedone del bianco · d3 alfiere del bianco · a2 pedone del bianco · b2 pedone del bianco · f2 pedone del bianco · g2 pedone del bianco · h2 pedone del bianco · a1 torre del bianco · d1 donna del bianco · e1 re del bianco · h1 torre del bianco | a8 torre del nero · c8 alfiere del nero · e8 re del nero · h8 torre del nero · e7 donna del nero · f7 pedone del nero · g7 alfiere del nero · h7 pedone del nero · a6 pedone del nero · d6 pedone del nero · b5 pedone del nero · f5 pedone del bianco · e4 pedone del nero · a3 cavallo del bianco · c3 pedone del bianco · d3 alfiere del bianco · a2 pedone del bianco · b2 pedone del bianco · f2 pedone del bianco · g2 pedone del bianco · h2 pedone del bianco · a1 torre del bianco · d1 donna del bianco · e1 re del bianco · h1 torre del bianco | a8 torre del nero · c8 alfiere del nero · e8 re del nero · h8 torre del nero · e7 donna del nero · f7 pedone del nero · g7 alfiere del nero · h7 pedone del nero · a6 pedone del nero · d6 pedone del nero · b5 pedone del nero · f5 pedone del bianco · e4 pedone del nero · a3 cavallo del bianco · c3 pedone del bianco · d3 alfiere del bianco · a2 pedone del bianco · b2 pedone del bianco · f2 pedone del bianco · g2 pedone del bianco · h2 pedone del bianco · a1 torre del bianco · d1 donna del bianco · e1 re del bianco · h1 torre del bianco | a8 torre del nero · c8 alfiere del nero · e8 re del nero · h8 torre del nero · e7 donna del nero · f7 pedone del nero · g7 alfiere del nero · h7 pedone del nero · a6 pedone del nero · d6 pedone del nero · b5 pedone del nero · f5 pedone del bianco · e4 pedone del nero · a3 cavallo del bianco · c3 pedone del bianco · d3 alfiere del bianco · a2 pedone del bianco · b2 pedone del bianco · f2 pedone del bianco · g2 pedone del bianco · h2 pedone del bianco · a1 torre del bianco · d1 donna del bianco · e1 re del bianco · h1 torre del bianco | a8 torre del nero · c8 alfiere del nero · e8 re del nero · h8 torre del nero · e7 donna del nero · f7 pedone del nero · g7 alfiere del nero · h7 pedone del nero · a6 pedone del nero · d6 pedone del nero · b5 pedone del nero · f5 pedone del bianco · e4 pedone del nero · a3 cavallo del bianco · c3 pedone del bianco · d3 alfiere del bianco · a2 pedone del bianco · b2 pedone del bianco · f2 pedone del bianco · g2 pedone del bianco · h2 pedone del bianco · a1 torre del bianco · d1 donna del bianco · e1 re del bianco · h1 torre del bianco | 6 |
| 5 | a8 torre del nero · c8 alfiere del nero · e8 re del nero · h8 torre del nero · e7 donna del nero · f7 pedone del nero · g7 alfiere del nero · h7 pedone del nero · a6 pedone del nero · d6 pedone del nero · b5 pedone del nero · f5 pedone del bianco · e4 pedone del nero · a3 cavallo del bianco · c3 pedone del bianco · d3 alfiere del bianco · a2 pedone del bianco · b2 pedone del bianco · f2 pedone del bianco · g2 pedone del bianco · h2 pedone del bianco · a1 torre del bianco · d1 donna del bianco · e1 re del bianco · h1 torre del bianco | a8 torre del nero · c8 alfiere del nero · e8 re del nero · h8 torre del nero · e7 donna del nero · f7 pedone del nero · g7 alfiere del nero · h7 pedone del nero · a6 pedone del nero · d6 pedone del nero · b5 pedone del nero · f5 pedone del bianco · e4 pedone del nero · a3 cavallo del bianco · c3 pedone del bianco · d3 alfiere del bianco · a2 pedone del bianco · b2 pedone del bianco · f2 pedone del bianco · g2 pedone del bianco · h2 pedone del bianco · a1 torre del bianco · d1 donna del bianco · e1 re del bianco · h1 torre del bianco | a8 torre del nero · c8 alfiere del nero · e8 re del nero · h8 torre del nero · e7 donna del nero · f7 pedone del nero · g7 alfiere del nero · h7 pedone del nero · a6 pedone del nero · d6 pedone del nero · b5 pedone del nero · f5 pedone del bianco · e4 pedone del nero · a3 cavallo del bianco · c3 pedone del bianco · d3 alfiere del bianco · a2 pedone del bianco · b2 pedone del bianco · f2 pedone del bianco · g2 pedone del bianco · h2 pedone del bianco · a1 torre del bianco · d1 donna del bianco · e1 re del bianco · h1 torre del bianco | a8 torre del nero · c8 alfiere del nero · e8 re del nero · h8 torre del nero · e7 donna del nero · f7 pedone del nero · g7 alfiere del nero · h7 pedone del nero · a6 pedone del nero · d6 pedone del nero · b5 pedone del nero · f5 pedone del bianco · e4 pedone del nero · a3 cavallo del bianco · c3 pedone del bianco · d3 alfiere del bianco · a2 pedone del bianco · b2 pedone del bianco · f2 pedone del bianco · g2 pedone del bianco · h2 pedone del bianco · a1 torre del bianco · d1 donna del bianco · e1 re del bianco · h1 torre del bianco | a8 torre del nero · c8 alfiere del nero · e8 re del nero · h8 torre del nero · e7 donna del nero · f7 pedone del nero · g7 alfiere del nero · h7 pedone del nero · a6 pedone del nero · d6 pedone del nero · b5 pedone del nero · f5 pedone del bianco · e4 pedone del nero · a3 cavallo del bianco · c3 pedone del bianco · d3 alfiere del bianco · a2 pedone del bianco · b2 pedone del bianco · f2 pedone del bianco · g2 pedone del bianco · h2 pedone del bianco · a1 torre del bianco · d1 donna del bianco · e1 re del bianco · h1 torre del bianco | a8 torre del nero · c8 alfiere del nero · e8 re del nero · h8 torre del nero · e7 donna del nero · f7 pedone del nero · g7 alfiere del nero · h7 pedone del nero · a6 pedone del nero · d6 pedone del nero · b5 pedone del nero · f5 pedone del bianco · e4 pedone del nero · a3 cavallo del bianco · c3 pedone del bianco · d3 alfiere del bianco · a2 pedone del bianco · b2 pedone del bianco · f2 pedone del bianco · g2 pedone del bianco · h2 pedone del bianco · a1 torre del bianco · d1 donna del bianco · e1 re del bianco · h1 torre del bianco | a8 torre del nero · c8 alfiere del nero · e8 re del nero · h8 torre del nero · e7 donna del nero · f7 pedone del nero · g7 alfiere del nero · h7 pedone del nero · a6 pedone del nero · d6 pedone del nero · b5 pedone del nero · f5 pedone del bianco · e4 pedone del nero · a3 cavallo del bianco · c3 pedone del bianco · d3 alfiere del bianco · a2 pedone del bianco · b2 pedone del bianco · f2 pedone del bianco · g2 pedone del bianco · h2 pedone del bianco · a1 torre del bianco · d1 donna del bianco · e1 re del bianco · h1 torre del bianco | a8 torre del nero · c8 alfiere del nero · e8 re del nero · h8 torre del nero · e7 donna del nero · f7 pedone del nero · g7 alfiere del nero · h7 pedone del nero · a6 pedone del nero · d6 pedone del nero · b5 pedone del nero · f5 pedone del bianco · e4 pedone del nero · a3 cavallo del bianco · c3 pedone del bianco · d3 alfiere del bianco · a2 pedone del bianco · b2 pedone del bianco · f2 pedone del bianco · g2 pedone del bianco · h2 pedone del bianco · a1 torre del bianco · d1 donna del bianco · e1 re del bianco · h1 torre del bianco | 5 |
| 4 | a8 torre del nero · c8 alfiere del nero · e8 re del nero · h8 torre del nero · e7 donna del nero · f7 pedone del nero · g7 alfiere del nero · h7 pedone del nero · a6 pedone del nero · d6 pedone del nero · b5 pedone del nero · f5 pedone del bianco · e4 pedone del nero · a3 cavallo del bianco · c3 pedone del bianco · d3 alfiere del bianco · a2 pedone del bianco · b2 pedone del bianco · f2 pedone del bianco · g2 pedone del bianco · h2 pedone del bianco · a1 torre del bianco · d1 donna del bianco · e1 re del bianco · h1 torre del bianco | a8 torre del nero · c8 alfiere del nero · e8 re del nero · h8 torre del nero · e7 donna del nero · f7 pedone del nero · g7 alfiere del nero · h7 pedone del nero · a6 pedone del nero · d6 pedone del nero · b5 pedone del nero · f5 pedone del bianco · e4 pedone del nero · a3 cavallo del bianco · c3 pedone del bianco · d3 alfiere del bianco · a2 pedone del bianco · b2 pedone del bianco · f2 pedone del bianco · g2 pedone del bianco · h2 pedone del bianco · a1 torre del bianco · d1 donna del bianco · e1 re del bianco · h1 torre del bianco | a8 torre del nero · c8 alfiere del nero · e8 re del nero · h8 torre del nero · e7 donna del nero · f7 pedone del nero · g7 alfiere del nero · h7 pedone del nero · a6 pedone del nero · d6 pedone del nero · b5 pedone del nero · f5 pedone del bianco · e4 pedone del nero · a3 cavallo del bianco · c3 pedone del bianco · d3 alfiere del bianco · a2 pedone del bianco · b2 pedone del bianco · f2 pedone del bianco · g2 pedone del bianco · h2 pedone del bianco · a1 torre del bianco · d1 donna del bianco · e1 re del bianco · h1 torre del bianco | a8 torre del nero · c8 alfiere del nero · e8 re del nero · h8 torre del nero · e7 donna del nero · f7 pedone del nero · g7 alfiere del nero · h7 pedone del nero · a6 pedone del nero · d6 pedone del nero · b5 pedone del nero · f5 pedone del bianco · e4 pedone del nero · a3 cavallo del bianco · c3 pedone del bianco · d3 alfiere del bianco · a2 pedone del bianco · b2 pedone del bianco · f2 pedone del bianco · g2 pedone del bianco · h2 pedone del bianco · a1 torre del bianco · d1 donna del bianco · e1 re del bianco · h1 torre del bianco | a8 torre del nero · c8 alfiere del nero · e8 re del nero · h8 torre del nero · e7 donna del nero · f7 pedone del nero · g7 alfiere del nero · h7 pedone del nero · a6 pedone del nero · d6 pedone del nero · b5 pedone del nero · f5 pedone del bianco · e4 pedone del nero · a3 cavallo del bianco · c3 pedone del bianco · d3 alfiere del bianco · a2 pedone del bianco · b2 pedone del bianco · f2 pedone del bianco · g2 pedone del bianco · h2 pedone del bianco · a1 torre del bianco · d1 donna del bianco · e1 re del bianco · h1 torre del bianco | a8 torre del nero · c8 alfiere del nero · e8 re del nero · h8 torre del nero · e7 donna del nero · f7 pedone del nero · g7 alfiere del nero · h7 pedone del nero · a6 pedone del nero · d6 pedone del nero · b5 pedone del nero · f5 pedone del bianco · e4 pedone del nero · a3 cavallo del bianco · c3 pedone del bianco · d3 alfiere del bianco · a2 pedone del bianco · b2 pedone del bianco · f2 pedone del bianco · g2 pedone del bianco · h2 pedone del bianco · a1 torre del bianco · d1 donna del bianco · e1 re del bianco · h1 torre del bianco | a8 torre del nero · c8 alfiere del nero · e8 re del nero · h8 torre del nero · e7 donna del nero · f7 pedone del nero · g7 alfiere del nero · h7 pedone del nero · a6 pedone del nero · d6 pedone del nero · b5 pedone del nero · f5 pedone del bianco · e4 pedone del nero · a3 cavallo del bianco · c3 pedone del bianco · d3 alfiere del bianco · a2 pedone del bianco · b2 pedone del bianco · f2 pedone del bianco · g2 pedone del bianco · h2 pedone del bianco · a1 torre del bianco · d1 donna del bianco · e1 re del bianco · h1 torre del bianco | a8 torre del nero · c8 alfiere del nero · e8 re del nero · h8 torre del nero · e7 donna del nero · f7 pedone del nero · g7 alfiere del nero · h7 pedone del nero · a6 pedone del nero · d6 pedone del nero · b5 pedone del nero · f5 pedone del bianco · e4 pedone del nero · a3 cavallo del bianco · c3 pedone del bianco · d3 alfiere del bianco · a2 pedone del bianco · b2 pedone del bianco · f2 pedone del bianco · g2 pedone del bianco · h2 pedone del bianco · a1 torre del bianco · d1 donna del bianco · e1 re del bianco · h1 torre del bianco | 4 |
| 3 | a8 torre del nero · c8 alfiere del nero · e8 re del nero · h8 torre del nero · e7 donna del nero · f7 pedone del nero · g7 alfiere del nero · h7 pedone del nero · a6 pedone del nero · d6 pedone del nero · b5 pedone del nero · f5 pedone del bianco · e4 pedone del nero · a3 cavallo del bianco · c3 pedone del bianco · d3 alfiere del bianco · a2 pedone del bianco · b2 pedone del bianco · f2 pedone del bianco · g2 pedone del bianco · h2 pedone del bianco · a1 torre del bianco · d1 donna del bianco · e1 re del bianco · h1 torre del bianco | a8 torre del nero · c8 alfiere del nero · e8 re del nero · h8 torre del nero · e7 donna del nero · f7 pedone del nero · g7 alfiere del nero · h7 pedone del nero · a6 pedone del nero · d6 pedone del nero · b5 pedone del nero · f5 pedone del bianco · e4 pedone del nero · a3 cavallo del bianco · c3 pedone del bianco · d3 alfiere del bianco · a2 pedone del bianco · b2 pedone del bianco · f2 pedone del bianco · g2 pedone del bianco · h2 pedone del bianco · a1 torre del bianco · d1 donna del bianco · e1 re del bianco · h1 torre del bianco | a8 torre del nero · c8 alfiere del nero · e8 re del nero · h8 torre del nero · e7 donna del nero · f7 pedone del nero · g7 alfiere del nero · h7 pedone del nero · a6 pedone del nero · d6 pedone del nero · b5 pedone del nero · f5 pedone del bianco · e4 pedone del nero · a3 cavallo del bianco · c3 pedone del bianco · d3 alfiere del bianco · a2 pedone del bianco · b2 pedone del bianco · f2 pedone del bianco · g2 pedone del bianco · h2 pedone del bianco · a1 torre del bianco · d1 donna del bianco · e1 re del bianco · h1 torre del bianco | a8 torre del nero · c8 alfiere del nero · e8 re del nero · h8 torre del nero · e7 donna del nero · f7 pedone del nero · g7 alfiere del nero · h7 pedone del nero · a6 pedone del nero · d6 pedone del nero · b5 pedone del nero · f5 pedone del bianco · e4 pedone del nero · a3 cavallo del bianco · c3 pedone del bianco · d3 alfiere del bianco · a2 pedone del bianco · b2 pedone del bianco · f2 pedone del bianco · g2 pedone del bianco · h2 pedone del bianco · a1 torre del bianco · d1 donna del bianco · e1 re del bianco · h1 torre del bianco | a8 torre del nero · c8 alfiere del nero · e8 re del nero · h8 torre del nero · e7 donna del nero · f7 pedone del nero · g7 alfiere del nero · h7 pedone del nero · a6 pedone del nero · d6 pedone del nero · b5 pedone del nero · f5 pedone del bianco · e4 pedone del nero · a3 cavallo del bianco · c3 pedone del bianco · d3 alfiere del bianco · a2 pedone del bianco · b2 pedone del bianco · f2 pedone del bianco · g2 pedone del bianco · h2 pedone del bianco · a1 torre del bianco · d1 donna del bianco · e1 re del bianco · h1 torre del bianco | a8 torre del nero · c8 alfiere del nero · e8 re del nero · h8 torre del nero · e7 donna del nero · f7 pedone del nero · g7 alfiere del nero · h7 pedone del nero · a6 pedone del nero · d6 pedone del nero · b5 pedone del nero · f5 pedone del bianco · e4 pedone del nero · a3 cavallo del bianco · c3 pedone del bianco · d3 alfiere del bianco · a2 pedone del bianco · b2 pedone del bianco · f2 pedone del bianco · g2 pedone del bianco · h2 pedone del bianco · a1 torre del bianco · d1 donna del bianco · e1 re del bianco · h1 torre del bianco | a8 torre del nero · c8 alfiere del nero · e8 re del nero · h8 torre del nero · e7 donna del nero · f7 pedone del nero · g7 alfiere del nero · h7 pedone del nero · a6 pedone del nero · d6 pedone del nero · b5 pedone del nero · f5 pedone del bianco · e4 pedone del nero · a3 cavallo del bianco · c3 pedone del bianco · d3 alfiere del bianco · a2 pedone del bianco · b2 pedone del bianco · f2 pedone del bianco · g2 pedone del bianco · h2 pedone del bianco · a1 torre del bianco · d1 donna del bianco · e1 re del bianco · h1 torre del bianco | a8 torre del nero · c8 alfiere del nero · e8 re del nero · h8 torre del nero · e7 donna del nero · f7 pedone del nero · g7 alfiere del nero · h7 pedone del nero · a6 pedone del nero · d6 pedone del nero · b5 pedone del nero · f5 pedone del bianco · e4 pedone del nero · a3 cavallo del bianco · c3 pedone del bianco · d3 alfiere del bianco · a2 pedone del bianco · b2 pedone del bianco · f2 pedone del bianco · g2 pedone del bianco · h2 pedone del bianco · a1 torre del bianco · d1 donna del bianco · e1 re del bianco · h1 torre del bianco | 3 |
| 2 | a8 torre del nero · c8 alfiere del nero · e8 re del nero · h8 torre del nero · e7 donna del nero · f7 pedone del nero · g7 alfiere del nero · h7 pedone del nero · a6 pedone del nero · d6 pedone del nero · b5 pedone del nero · f5 pedone del bianco · e4 pedone del nero · a3 cavallo del bianco · c3 pedone del bianco · d3 alfiere del bianco · a2 pedone del bianco · b2 pedone del bianco · f2 pedone del bianco · g2 pedone del bianco · h2 pedone del bianco · a1 torre del bianco · d1 donna del bianco · e1 re del bianco · h1 torre del bianco | a8 torre del nero · c8 alfiere del nero · e8 re del nero · h8 torre del nero · e7 donna del nero · f7 pedone del nero · g7 alfiere del nero · h7 pedone del nero · a6 pedone del nero · d6 pedone del nero · b5 pedone del nero · f5 pedone del bianco · e4 pedone del nero · a3 cavallo del bianco · c3 pedone del bianco · d3 alfiere del bianco · a2 pedone del bianco · b2 pedone del bianco · f2 pedone del bianco · g2 pedone del bianco · h2 pedone del bianco · a1 torre del bianco · d1 donna del bianco · e1 re del bianco · h1 torre del bianco | a8 torre del nero · c8 alfiere del nero · e8 re del nero · h8 torre del nero · e7 donna del nero · f7 pedone del nero · g7 alfiere del nero · h7 pedone del nero · a6 pedone del nero · d6 pedone del nero · b5 pedone del nero · f5 pedone del bianco · e4 pedone del nero · a3 cavallo del bianco · c3 pedone del bianco · d3 alfiere del bianco · a2 pedone del bianco · b2 pedone del bianco · f2 pedone del bianco · g2 pedone del bianco · h2 pedone del bianco · a1 torre del bianco · d1 donna del bianco · e1 re del bianco · h1 torre del bianco | a8 torre del nero · c8 alfiere del nero · e8 re del nero · h8 torre del nero · e7 donna del nero · f7 pedone del nero · g7 alfiere del nero · h7 pedone del nero · a6 pedone del nero · d6 pedone del nero · b5 pedone del nero · f5 pedone del bianco · e4 pedone del nero · a3 cavallo del bianco · c3 pedone del bianco · d3 alfiere del bianco · a2 pedone del bianco · b2 pedone del bianco · f2 pedone del bianco · g2 pedone del bianco · h2 pedone del bianco · a1 torre del bianco · d1 donna del bianco · e1 re del bianco · h1 torre del bianco | a8 torre del nero · c8 alfiere del nero · e8 re del nero · h8 torre del nero · e7 donna del nero · f7 pedone del nero · g7 alfiere del nero · h7 pedone del nero · a6 pedone del nero · d6 pedone del nero · b5 pedone del nero · f5 pedone del bianco · e4 pedone del nero · a3 cavallo del bianco · c3 pedone del bianco · d3 alfiere del bianco · a2 pedone del bianco · b2 pedone del bianco · f2 pedone del bianco · g2 pedone del bianco · h2 pedone del bianco · a1 torre del bianco · d1 donna del bianco · e1 re del bianco · h1 torre del bianco | a8 torre del nero · c8 alfiere del nero · e8 re del nero · h8 torre del nero · e7 donna del nero · f7 pedone del nero · g7 alfiere del nero · h7 pedone del nero · a6 pedone del nero · d6 pedone del nero · b5 pedone del nero · f5 pedone del bianco · e4 pedone del nero · a3 cavallo del bianco · c3 pedone del bianco · d3 alfiere del bianco · a2 pedone del bianco · b2 pedone del bianco · f2 pedone del bianco · g2 pedone del bianco · h2 pedone del bianco · a1 torre del bianco · d1 donna del bianco · e1 re del bianco · h1 torre del bianco | a8 torre del nero · c8 alfiere del nero · e8 re del nero · h8 torre del nero · e7 donna del nero · f7 pedone del nero · g7 alfiere del nero · h7 pedone del nero · a6 pedone del nero · d6 pedone del nero · b5 pedone del nero · f5 pedone del bianco · e4 pedone del nero · a3 cavallo del bianco · c3 pedone del bianco · d3 alfiere del bianco · a2 pedone del bianco · b2 pedone del bianco · f2 pedone del bianco · g2 pedone del bianco · h2 pedone del bianco · a1 torre del bianco · d1 donna del bianco · e1 re del bianco · h1 torre del bianco | a8 torre del nero · c8 alfiere del nero · e8 re del nero · h8 torre del nero · e7 donna del nero · f7 pedone del nero · g7 alfiere del nero · h7 pedone del nero · a6 pedone del nero · d6 pedone del nero · b5 pedone del nero · f5 pedone del bianco · e4 pedone del nero · a3 cavallo del bianco · c3 pedone del bianco · d3 alfiere del bianco · a2 pedone del bianco · b2 pedone del bianco · f2 pedone del bianco · g2 pedone del bianco · h2 pedone del bianco · a1 torre del bianco · d1 donna del bianco · e1 re del bianco · h1 torre del bianco | 2 |
| 1 | a8 torre del nero · c8 alfiere del nero · e8 re del nero · h8 torre del nero · e7 donna del nero · f7 pedone del nero · g7 alfiere del nero · h7 pedone del nero · a6 pedone del nero · d6 pedone del nero · b5 pedone del nero · f5 pedone del bianco · e4 pedone del nero · a3 cavallo del bianco · c3 pedone del bianco · d3 alfiere del bianco · a2 pedone del bianco · b2 pedone del bianco · f2 pedone del bianco · g2 pedone del bianco · h2 pedone del bianco · a1 torre del bianco · d1 donna del bianco · e1 re del bianco · h1 torre del bianco | a8 torre del nero · c8 alfiere del nero · e8 re del nero · h8 torre del nero · e7 donna del nero · f7 pedone del nero · g7 alfiere del nero · h7 pedone del nero · a6 pedone del nero · d6 pedone del nero · b5 pedone del nero · f5 pedone del bianco · e4 pedone del nero · a3 cavallo del bianco · c3 pedone del bianco · d3 alfiere del bianco · a2 pedone del bianco · b2 pedone del bianco · f2 pedone del bianco · g2 pedone del bianco · h2 pedone del bianco · a1 torre del bianco · d1 donna del bianco · e1 re del bianco · h1 torre del bianco | a8 torre del nero · c8 alfiere del nero · e8 re del nero · h8 torre del nero · e7 donna del nero · f7 pedone del nero · g7 alfiere del nero · h7 pedone del nero · a6 pedone del nero · d6 pedone del nero · b5 pedone del nero · f5 pedone del bianco · e4 pedone del nero · a3 cavallo del bianco · c3 pedone del bianco · d3 alfiere del bianco · a2 pedone del bianco · b2 pedone del bianco · f2 pedone del bianco · g2 pedone del bianco · h2 pedone del bianco · a1 torre del bianco · d1 donna del bianco · e1 re del bianco · h1 torre del bianco | a8 torre del nero · c8 alfiere del nero · e8 re del nero · h8 torre del nero · e7 donna del nero · f7 pedone del nero · g7 alfiere del nero · h7 pedone del nero · a6 pedone del nero · d6 pedone del nero · b5 pedone del nero · f5 pedone del bianco · e4 pedone del nero · a3 cavallo del bianco · c3 pedone del bianco · d3 alfiere del bianco · a2 pedone del bianco · b2 pedone del bianco · f2 pedone del bianco · g2 pedone del bianco · h2 pedone del bianco · a1 torre del bianco · d1 donna del bianco · e1 re del bianco · h1 torre del bianco | a8 torre del nero · c8 alfiere del nero · e8 re del nero · h8 torre del nero · e7 donna del nero · f7 pedone del nero · g7 alfiere del nero · h7 pedone del nero · a6 pedone del nero · d6 pedone del nero · b5 pedone del nero · f5 pedone del bianco · e4 pedone del nero · a3 cavallo del bianco · c3 pedone del bianco · d3 alfiere del bianco · a2 pedone del bianco · b2 pedone del bianco · f2 pedone del bianco · g2 pedone del bianco · h2 pedone del bianco · a1 torre del bianco · d1 donna del bianco · e1 re del bianco · h1 torre del bianco | a8 torre del nero · c8 alfiere del nero · e8 re del nero · h8 torre del nero · e7 donna del nero · f7 pedone del nero · g7 alfiere del nero · h7 pedone del nero · a6 pedone del nero · d6 pedone del nero · b5 pedone del nero · f5 pedone del bianco · e4 pedone del nero · a3 cavallo del bianco · c3 pedone del bianco · d3 alfiere del bianco · a2 pedone del bianco · b2 pedone del bianco · f2 pedone del bianco · g2 pedone del bianco · h2 pedone del bianco · a1 torre del bianco · d1 donna del bianco · e1 re del bianco · h1 torre del bianco | a8 torre del nero · c8 alfiere del nero · e8 re del nero · h8 torre del nero · e7 donna del nero · f7 pedone del nero · g7 alfiere del nero · h7 pedone del nero · a6 pedone del nero · d6 pedone del nero · b5 pedone del nero · f5 pedone del bianco · e4 pedone del nero · a3 cavallo del bianco · c3 pedone del bianco · d3 alfiere del bianco · a2 pedone del bianco · b2 pedone del bianco · f2 pedone del bianco · g2 pedone del bianco · h2 pedone del bianco · a1 torre del bianco · d1 donna del bianco · e1 re del bianco · h1 torre del bianco | a8 torre del nero · c8 alfiere del nero · e8 re del nero · h8 torre del nero · e7 donna del nero · f7 pedone del nero · g7 alfiere del nero · h7 pedone del nero · a6 pedone del nero · d6 pedone del nero · b5 pedone del nero · f5 pedone del bianco · e4 pedone del nero · a3 cavallo del bianco · c3 pedone del bianco · d3 alfiere del bianco · a2 pedone del bianco · b2 pedone del bianco · f2 pedone del bianco · g2 pedone del bianco · h2 pedone del bianco · a1 torre del bianco · d1 donna del bianco · e1 re del bianco · h1 torre del bianco | 1 |
|   | a | b | c | d | e | f | g | h |   |

## Trasposizioni
È possibile ottenere la posizione base della Sveshnikov anche a partire dalla Paulsen:
1.e4 c5 2.Cf3 e6 3.d4 cxd4 4.Cxd4 Cf6 5.Cc3 Cc6 6.Cdb5 d6 7.Af4 e5 8.Ag5

## Situazione ad alto livello
Al 2008, la variante più in voga ad alto livello è la variante posizionale:
1.e4 c5 2.Cf3 Cc6 3.d4 cxd4 4.Cxd4 Cf6 5.Cc3 e5 6.Cdb5 d6 7.Ag5 a6 8.Ca3 b5 9.Cd5 Ae7 10.Axf6 Axf6 11.c3 Ag5 12.Cc2 O-O 13.a4 bxa4 14.Txa4 a5 15.Ac4 Tb8

## Esempi di partite

### Karjakin - Topalov, Wijk aan Zee, 2006
1.e4 c5 2.Nf3 Nc6 3.d4 cxd4 4.Nxd4 Nf6 5.Nc3 e5 6.Ndb5 d6 7.Bg5 a6 8.Na3 b5 9.Nd5 Be7 10.Bxf6 Bxf6 11.c3 Bg5 12.Nc2 O-O 13.a4 bxa4 14.Rxa4 a5 15.Bc4 Rb8 16.Ra2 Kh8 17.Nce3 Bxe3 18.Nxe3 Ne7 19.b3 f5 20.exf5 Nxf5 21.Nd5 Bb7 22.O-O Rc8 23.Qd3 Nh4 24.Rd1 h6 25.Qg3 Nf5 26.Qg4 Rc5 27.Rad2 Bc8 28.Qe4 Bb7 29.h3 Nh4 30.Bd3 Rf5 31.Bb1 Rxc3 32.Qg4 h5 33.Qe2 Qg5 34.f4 Rxf4 35.Kh1 Nxg2 36.Qxg2 Rg3 37.Nxf4 Bxg2+ 38.Nxg2 Rxh3+ 39.Kg1 Rg3 40.Rf2 Kg8 41.Rxd6 h4 42.Rc6 Qg4 43.Bf5 Rxg2+ 44.Rxg2 Qxf5 45.Rcg6 Qf7 46.R6g4 Qf6 47.Kh2 Kf7 48.Kh3 e4 49.Rg5 e3 50.Kxh4 g6 0-1

### Anand - Kasparov, Linares, 2005
1.e4 c5 2.Nf3 Nc6 3.d4 cxd4 4.Nxd4 Nf6 5.Nc3 e5 6.Ndb5 d6 7.Bg5 a6 8.Na3 b5 9.Nd5 Be7 10.Bxf6 Bxf6 11.c3 O-O 12.Nc2 Bg5 13.a4 bxa4 14.Rxa4 a5 15.Bc4 Rb8 16.Ra2 Kh8 17.Nce3 g6 18.O-O f5 19.Qa4 Bd7 20.Bb5 Rxb5 21.Qxb5 Nb4 22.Qxa5 Nxa2 23.Qxa2 fxe4 24.b4 Be6 25.c4 Qc8 26.Qb3 Kg7 27.Rb1 Rf7 28.Rd1 h5 29.Qc2 Qa8 30.h3 Bh4 31.Rf1 Qf8 32.b5 Bc8 33.Nc3 Bb7 34.Ned5 Qc8 35.Qe2 Bxd5 36.Nxd5 Qc5 37.b6 Qd4 38.Qc2 Kh7 39.Kh2 Rxf2 40.Rxf2 Bxf2 41.Qc1 e3 42.b7 Qa7 43.Qb1 e2 44.Ne7 Bg3+ 1/2-1/2

### Kramnik, Van Wely, Monte Carlo, 2006
1.e4 c5 2.Nf3 Nc6 3.d4 cxd4 4.Nxd4 Nf6 5.Nc3 e5 6.Ndb5 d6 7.Bg5 a6 8.Na3 b5 9.Nd5 Be7 10.Bxf6 Bxf6 11.c3 Bg5 12.Nc2 O-O 13.a4 bxa4 14.Rxa4 a5 15.Bc4 Rb8 16.Ra2 Kh8 17.Nce3 g6 18.h4 Bxh4 19.g3 Bg5 20.f4 exf4 21.gxf4 Bh4+ 22.Kf1 f5 23.b4 fxe4 24.Rah2 g5 25.b5 Ne5 26.Qd4 Rb7 27.Rxh4 gxh4 28.Ke2 Re8 29.fxe5 Rxe5 30.Nf4 Qg5 31.Qxd6 Bg4+ 32.Ke1 Qxf4 33.Qd8+ Kg7 34.Qg8+ Kh6 35.Rxh4+ 1-0

### Anand - Lékó, Wijk aan Zee, 2001
1.e4 c5 2.Nf3 e6 3.d4 cxd4 4.Nxd4 Nf6 5.Nc3 Nc6 6.Ndb5 d6 7.Bf4 e5 8.Bg5 a6 9.Na3 b5 10.Bxf6 gxf6 11.Nd5 f5 12.Bd3 Be6 13.c3 Bg7 14.Qh5 O-O 15.O-O f4 16.Rad1 Kh8 17.g3 Rg8 18.Kh1 Bf8 19.Be2 Rg5 20.Qf3 f5 21.gxf4 fxe4 22.Qxe4 Bf5 23.Qe3 exf4 24.Nxf4 Ne5 25.Nd5 Ng4 26.Bxg4 Rxg4 27.Rg1 Bg7 28.f3 Rxg1+ 29.Rxg1 Qf8 30.Qe7 Qxe7 31.Nxe7 Be6 32.Rd1 Bxa2 33.Nc6 Bf8 34.Nc2 Re8 1/2-1/2